# حافظ
خواجه شمسُ‌الدّینْ محمّدِ بن بهاءُالدّینْ محمّدْ حافظِ شیرازی (۷۲۷ – ۷۹۲ هجری قمری) مشهور به لِسانُ‌الْغِیْب، تَرجُمانُ الْاَسرار، لِسانُ‌الْعُرَفا و ناظِمُ‌الاُولیاء، متخلص به حافظ، شاعر فارسی‌گوی ایرانی بود. بیش‌تر شعرهای او غزل است. مشهور است که حافظ به شیوهٔ سخن‌پردازی خواجوی کرمانی گرویده و همانندیِ سخنش با شعرِ خواجو مشهور است. حافظ را از مهم‌ترین اثرگذاران بر شاعرانِ فارسی‌زبانِ پس از خود می‌شناسند. در سده‌های هجدهم و نوزدهم میلادی اشعار او را به زبان‌های اروپایی نیز ترجمه کردند و نامش به محافل ادبی جهان غرب نیز راه یافت. در تقویم رسمی ایران ۲۰ مهر را روز بزرگداشت حافظ نامیده‌اند و هر سال در این روز، مراسم بزرگداشت حافظ در آرامگاهش در شیراز با حضور پژوهشگرانی از اقصی نقاط دنیا برگزار می‌گردد.
مشهور است که حافظ در سال‌های نوجوانی و آغاز جوانی شاگرد نانوا بوده و از نسخه‌های خطّی نیز رونوشت برمی‌داشته است. آگاهی‌ها دربارهٔ تحصیل و تدریس حافظ فقط از اشاره‌های خودش در شعرها و نیز مقدّمه‌ای است که محمّد گلندام در نهایت اختصار نگاشته است. حافظ در اشعار خویش به حضورش در مدرسه، چهل سال تحصیل علم و فضل، درس صبحگاهی و حفظ قرائت‌های گوناگون قرآن اشاره کرده است. آوازهٔ حافظ سبب شده بود که حاکمان سرزمین‌های دور و نزدیک او را فراخوانند. او در طول زندگی با بسیاری از سلاطین و بزرگان تعامل داشت و با اهل علم و ادب و شعر هم هم‌نشینی می‌کرد و از احوال صوفیان و درویشان زمانش هم باخبر بود؛ امّا خودش هرگز در هیچ‌یک از این گروه‌ها قرار نگرفت. حافظ هیچ گناهی را سنگین‌تر از مردم‌فریبی و ریاکاری نمی‌دانست و همواره به اهل تظاهر در اشعارش می‌تاخت. مکتب حافظ رندی است و رند و رندی اساسی‌ترین اصطلاح در شعر و جهان‌بینی حافظ است؛ از این‌رو، شناخت رندیْ شناخت جهان‌بینی و اندیشه و هنر حافظ را نتیجه می‌دهد. رندی، در نگاه حافظ، نظامی روشنفکرانه و فلسفی است؛ و رند متفکّرِ روشنفکر. بیش از هر شخصیت دیگری که در دیوان دیده می‌شود رند است که حامل پیام حافظ است. بیشترِ صاحب‌نظران بر آنند که حافظ غزل فارسی را به اوجی رساند که دیگر هرگز تکرار نشد. شعر حافظ دارای سه فضای عاشقانه و عارفانه و مدحی است. حافظ پژوهان برجسته‌ترین ویژگی سبکی غزل او را «پریشانی» دانسته‌اند؛ یعنی استقلال و عدم ارتباط ابیات: هر بیت موضوعی را مطرح می‌کند که گاه مستقل از دیگر ابیات حتی به موضوعی جداگانه اشاره دارد و گاه در ارتباط با موضوع همان غزل است. دگرگونی‌های پی‌درپی بن‌مایه‌ها و صور خیال حافظ سبب می‌شود خیال کنیم موضوع شعر پیوسته تغییر می‌کند، درحالی‌که شاید چنین نباشد. از این‌رو، برای تحلیل درست غزل حافظ باید مرز ظریف میان موضوع بیان‌شده و روش‌های گوناگونِ بیان آن موضوع را در نظر داشت.
در اثرپذیری حافظ از قرآن تردیدی نیست. انقلابِ حافظ در غزل، که همانا سرودنِ ابیاتی دارای معنای مستقل باشد، تحتِ تأثیرِ سبکِ قرآن بوده است. در عین حال، حافظ فرهنگ باستانی و فرهنگ اسلامی ایران را با دین، کلام، فلسفه و عرفان پیوند داد و در شعرش متبلور ساخت. او عناصر جهان‌بینی رندانه‌اش را وامدارِ فردوسی، خیام، سنایی، عراقی، عطار و مولوی است. به‌گزارش خرمشاهی، حافظ از ۲۵ شاعر اثر پذیرفته است. این اثرپذیری‌ها هم جنبه‌های لفظی و هم جنبه‌های محتوایی داشته است. سبک بنیان‌گذاردهٔ حافظ، هم در مضمون و هم در محتوا، افزون بر شاعران روزگاران پس از او، بر شاعران دوران خودش نیز اثر گذاشت. آوازهٔ شعر حافظ در زمان زندگی‌اش، به سرزمین‌های دیگر مانند: شبه‌قارهٔ هند رسید و شاعران آن سرزمین‌ها کوشیدند تا ویژگی‌های شعر حافظ را به کار برند و مانند حافظ مضامین عاشقانه و عارفانه را به‌هم بپیوندند و از صنایع ادبی به‌روش حافظ بهره گیرند. در حوزهٔ زبان عربی، پس از خیام، حافظ بیشترین اثر را داشته است.

## زمینهٔ تاریخی

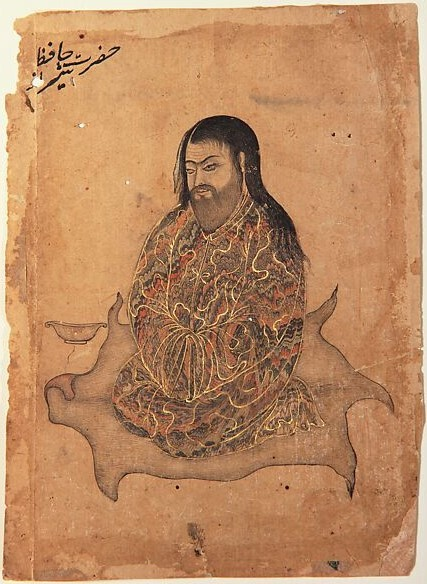
نگاره‌ای از حافظ شیرازی، اواسط قرن ۱۷ میلادی.

هجومِ همه‌جانبهٔ مغول به ایران به‌رهبریِ چنگیز، از سال ۶۱۶ ه‍. ق، با تصرفِ فاراب شروع شد. حملاتِ مغول، درهم‌شکننده و همراه با شدّتِ عمل بود؛ آنچنانکه رُعب و وحشت، سراسر مناطقِ تحت حمله از جمله خراسان و فرارود را فراگرفت و موجِ فرارِ مردمِ این نواحی به مناطقِ امن‌تر مانند کرمان، فارس و عراق شروع شد. اتابکان فارس یا سَلْغُریان که در مصالحه با خوارَزمشاهیان، حکومتِ فارس را در دست داشتند، با اوگْتایْ و پس از آن با هُلاکو از درِ صلح درآمدند و اینچنین، سرزمینِ فارس از تاخت‌وتازِ حملهٔ مغول در امان ماند. در دورهٔ سلغریان، شیراز دیگربار پایتختِ ایالتی شد و آبادانیِ بسیار در آنجا صورت گرفت. پس از دوره‌ای از دشمنیِ ویرانگر میانِ سلسله‌ها و قحطی در اواخر سدهٔ ششم ه‍. ق، اتابک سَعد بن زَنگی، پنجمین حاکمِ سلغریان فارس، با حکومتی عادلانه، مالیات‌های پایین و حمایت از هنر و کشاورزی، برخی موفقیت‌ها به‌دست‌آورد. بدین ترتیب، شیراز مرکزِ ادبی و علمیِ روزگارِ مغول شد.
در سده‌های هفتم و هشتم ه‍. ق، به‌دنبال حملهٔ مغول و درگیری‌های ایلخانان، آل مظفر و تیموریان، سرزمین ایران شاهد دگرگونی‌هایی در زمینهٔ نظام اجتماعی و فرهنگی بود. عدم ثبات و بی‌خاستگاهْ بودنِ حکومت‌ها، سبب فشارِ حکومتی بر مردم می‌شد. در آشوب و آشفتگی، حکومتی به قدرت می‌رسید و چندی با روش و هنجار و سیاستِ اجتماعی و فرهنگیِ ویژهٔ خود حُکم می‌راند و سپس جای به دیگری می‌داد. این جابه‌جایی‌ها قهراً بر روشِ اندیشه و الگوی رفتاریِ طبقات اجتماعیِ سرزمین فارس و رسوم و سنت‌های مردمانش اثر منفی می‌گذاشت و معیارها و ارزش‌های اخلاقیِ جامعه را متزلزل می‌کرد. پس از مرگ ابوسعید بهادرخان، آخرین پادشاه ایلخانی در سال ۷۳۶ ه‍. ق، سرزمین‌های تحتِ حکومتِ ایلخانان تجزیه شد و در گوشه و کنار گروهی از سردارانِ قدرتمندِ ابوسعید، دعویِ استقلال کردند و اینچنین، حکومت‌های محلی و منطقه‌ای متعددی سر برآوردند. از میان داعیان حکومت در این روزگار، آل اینجو پس از مرگِ ابوسعید جایگاهی یافتند. در میان افرادِ این خاندان، شیخ ابواسحاق، حاکمی اهل ادب و شعر بود و نویسندگان و شعرا بر درگاهش گرد آمدند. در مقابل، مظفریان و به‌ویژه مبارزالدین به ادب و علم توجه ویژه‌ای ننمودند. آل جلایر نیز به شعر و ادب توجه داشتند و شاعران را مورد تشویق قرار می‌دادند. سلطان اُوِیْس به شاگردیْ نزد سلمان ساوجی بود و عبید و محمد عصار و شرف‌الدین رامی و حافظ نیز با این خاندان ارتباط داشتند.
پایان کارِ آل اینجو به‌دست آل مظفر و مرگِ شیخ ابواسحاق، سبب اندوه نویسندگان و شاعرانی چون عبید زاکانی و حافظ شد. عبید برای وی مرثیه‌ای سرود و حافظ در سروده‌هایش از روزگار پرشور و نشاط شیخ ابواسحاق می‌گفت. اما پس از سقوط اینجویان و روی کار آمدنِ مبارزالدین محمد از آل مظفر، دورانِ خوشِ شیراز و شاعرانش پایان یافت و مُحتَسِبان بر اوضاع اجتماعی و مردمی شهر تسلط یافتند. این وضع دوامی نیافت و سرانجام شاه شجاع، فرزند مبارزالدین، بر پدر شورید و او را دستگیر ساخت و به زندان انداخت. روزگارِ طولانیِ حکومت شاه شجاع، با آزادی و تساهل و تسامح گذشت، اما بااین‌حال نگرانی از عدم ثبات جریان داشت. این نگرانی به‌خاطر درگیری‌های شاه شجاع با برادرانش بود که سبب شد برای مدت سه سال حکومتِ شیراز از دست شاه شجاع بیرون شود. پایان کار مظفریان با یورشِ تیمور رقم خورد که ایران را تحت سیطرهٔ خویش درآورد.

### زبان و ادب فارسی در روزگار حافظ

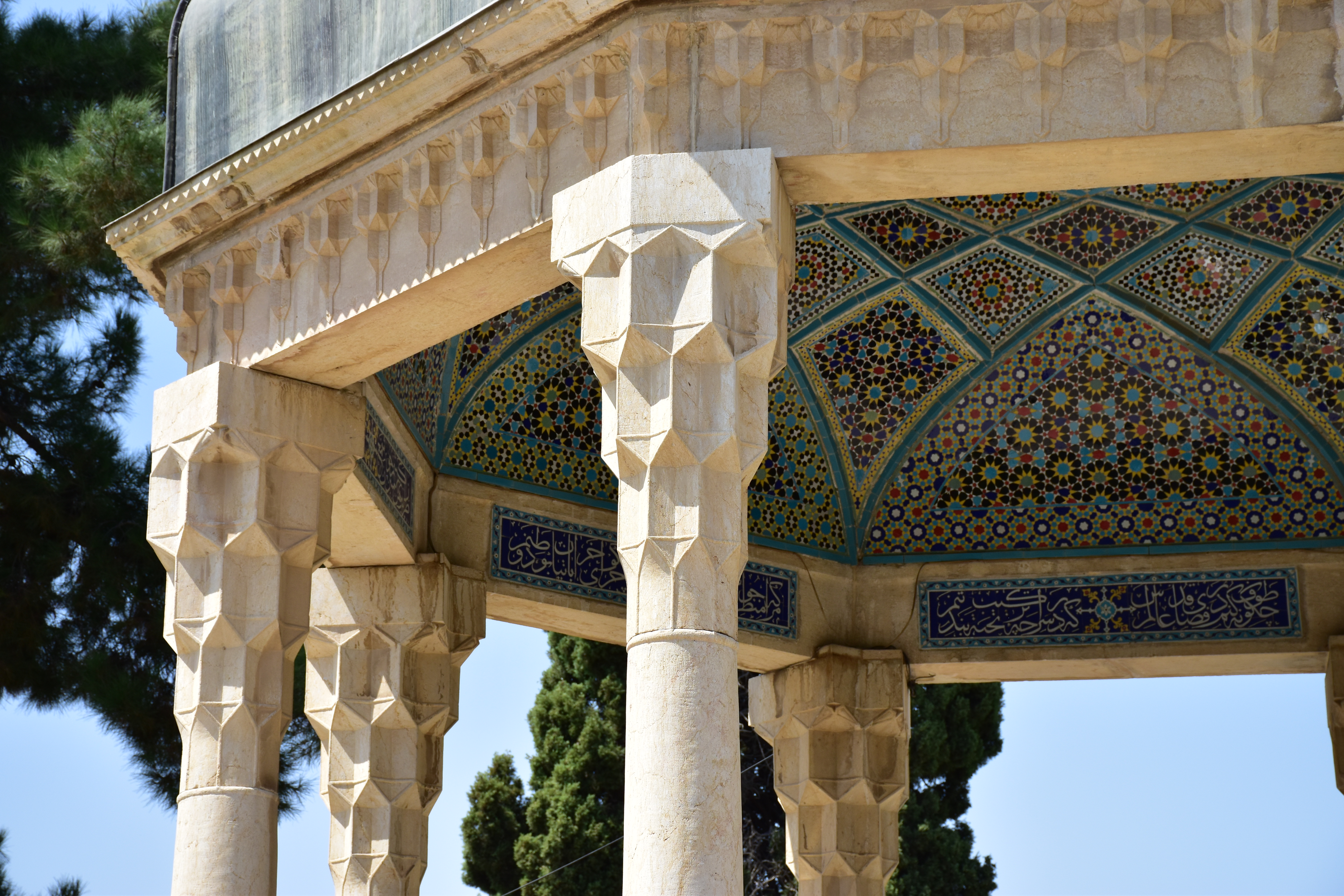
آرامگاه حافظ در شیراز

بهاءالدین خرمشاهی در ایرانیکا می‌گوید با آنکه بی‌ثباتی‌های مداومِ این روزگار، باعثِ ویرانیِ اجتماعی و عدمِ اطمینانِ سیاسی شده بود، اما درعین‌حال عصری از دستاوردهای بزرگ فرهنگی و ادبی و آفرینش شاهکارهایی در رشته‌های مختلف بود، که نمونه‌اش نه‌تنها در شُکوهِ شعر حافظ بلکه در تفسیر تاریخی نویسندهٔ معاصرش، ابن خلدون و مقدمهٔ معروف کتاب اَلْعِبَر نیز دیده می‌شود.
آنه‌ماری شیمل می‌گوید حدود سال ۷۵۰ ه‍.ق در شیراز و دیگر شهرهای ایران شاعران کم‌شمار نبودند و به‌باور ادوارد بِراوْن، سدهٔ هشتم ه‍. ق، پربارترینِ روزگارِ ادبیِ ایران بوده که تحت حمایتِ شماری از حکومت‌های کوچک قرار داشته که سعی در رقابت برای پشتیبانی از شاعران و نویسندگان داشتند. سلمان ساوجی، شاعرِ ستایندهٔ جلایریان در بغداد و تبریز، به مهارت در کاربرد ایهام در قصیده‌های مصنوع شهرت داشت. کمال‌الدین خواجوی کرمانی که در شیراز اقامت گزیده بود، در همان‌جا درگذشت. شباهت میان شعر او و حافظ مورد توجه است. افزون بر دیوان غزلیاتش، خمسه‌ای با درون‌مایهٔ عرفانی دارد و یکی از آن‌ها، همای و همایون است. کمال خُجَندی مُفَسِّرِ نظریهٔ وحدت وجود بود و ظاهراً با حافظ مراوده داشت. حتی در شیراز شعر عمادالدین فقیه کرمانی مطرح بود. او بزرگ‌ترین مدح‌کنندهٔ مظفریان و نویسنده‌ای غنایی و سرایندهٔ پنج مثنوی عرفانی بود. ظاهراً میان او و حافظ ارتباطی نبوده است. او ادامه می‌دهد در روزگار حافظ، دورهٔ زُهدِ ابن خفیف، تجربه‌های عرفانی روزبِهان بَقْلی و دوران سعدی پایان یافته و روش مذهبیِ متکلم اَشعَری، عَضُدُالدّین ایجی رخ نموده بود. اثر او به‌نام مَواقف، از کتاب‌های مرجع و معیار شد و متکلمانِ پس از او، بر آن شرح‌هایی نوشتند.
به‌گفتهٔ ذبیح‌الله صفا، روش استادان قدیم شعر فارسی در سده‌های هفتم و هشتم ه‍. ق، هنوز کنار گذاشته نشده بود و با آنکه حکومت‌های بزرگ خوارزمشاهیان و غوریان سقوط کرده بودند، اما اثری بزرگ در شعر درباری ایران نگذاشت و افزون بر این‌ها، حکومت‌های کوچک نیز خود را پشتیبان علم و فرهنگ و هنر نگاه می‌داشتند. بااین‌همه، به‌خاطر غیرفارسی‌زبان بودنِ حکومت اصلی و مرکزی ایران، تا اندازه‌ای رویکردِ درباری شعرِ فارسی رنگ باخت و ادب فارسی بیشتر دارای بُعدی عمومی شد. با کمرنگ شدن شعر درباری، شعر ذوقی و عارفانه رواج بیشتری پیدا کرد. صفا در ادامه می‌گوید اما با وجود این رنگ باختن شعر درباری، قصیده و شعرِ مدح‌گونه از بین نرفت و در این دوران، شاعران قصیده‌سرایِ مدح‌گویی چون اَثیرُالدّین اومانی، بَدرِ جاجَرمی، مَجد هَمگَر، رُکنِ صایِن، ابن یمین، سلمان ساوُجی و برخی دیگر سربرآوردند و البته کسانی چون سِیفُ‌الدّین فَرْغانی با وجود مهارت در قصیده، زبان به مدح نگشودند. از سوی دیگر، با افول قصیده در سده‌های هفتم و هشتم ه‍. ق، غزل راهِ اوج می‌پیمود و در اواخر سدهٔ ششم ه‍.ق با آنکه قصیده همچنان در کانون توجه بود، اما در کمتر دیوانی از آن دوران می‌توان ردِّ پایی از غزل مشاهده نکرد. در آغاز سدهٔ هفتم ه‍. ق، دو نوع غزل عاشقانه و غزل عارفانه دیده می‌شود که اگرچه غزل عارفانه هنوز زیر سایهٔ غزل عاشقانه بود، اما نشان از آینده‌ای مستقل داشت. در آغاز سدهٔ هفتم و در غزل‌های کمال‌الدین اسماعیل این پیوند کمابیش دیده می‌شود و غزلِ عارفانهٔ این دوران در شعر عطار به‌کمال رخ می‌نماید. پس از آن در غزل سعدی، غزل عاشقانه به نهایت کمال خویش رسید و هم‌زمان نیز غزل عارفانه به‌دنبال شیوهٔ عطار رشد یافت و در شعر شاعرانی چون فخرالدین عراقی و مولوی به اوج خود رسید. سیف‌الدین فرغانی نیز در این دوران غزل‌هایی عارفانه سرود که برخی در پاسخ غزل‌های شاعر هم‌روزگارش، سعدی است. با آنکه در بیشتر سدهٔ هفتم ه‍. ق، روند غزل عاشقانه و عارفانه جدا می‌شد، اما اثری که شاعرانِ بزرگِ غزل‌سرای سدهٔ هفتم ه‍.ق مانند سعدی، مولوی و عراقی بر غزل گذاشتند، سبب درهم‌آمیختن دو غزل عاشقانه و عارفانه شد و روشی تازه در غزل پدیدار شد. در این روش، میان اندیشهٔ عارفانه و حکمت و وَعظ با زبانِ لطیفِ شعرِ تغزلی و دقت شاعرانش در به‌کاربردن الفاظ مناسب پیوند برقرار شد و مجالی را فراهم کرد تا با بهره از تعبیرات و ترکیبات عاشقانهٔ پیشین، اندیشه‌های متعالیِ خویش را بیان کنند و این پیوند در غزل شاعرانی چون خسرو دهلوی، اوحَدی، خواجو، عماد، کمال خجندی، سیف فرغانی و حافظ نمود یافت و البته در شعر حافظ به اوج کمال خویش رسید.

## داستان‌های زندگی

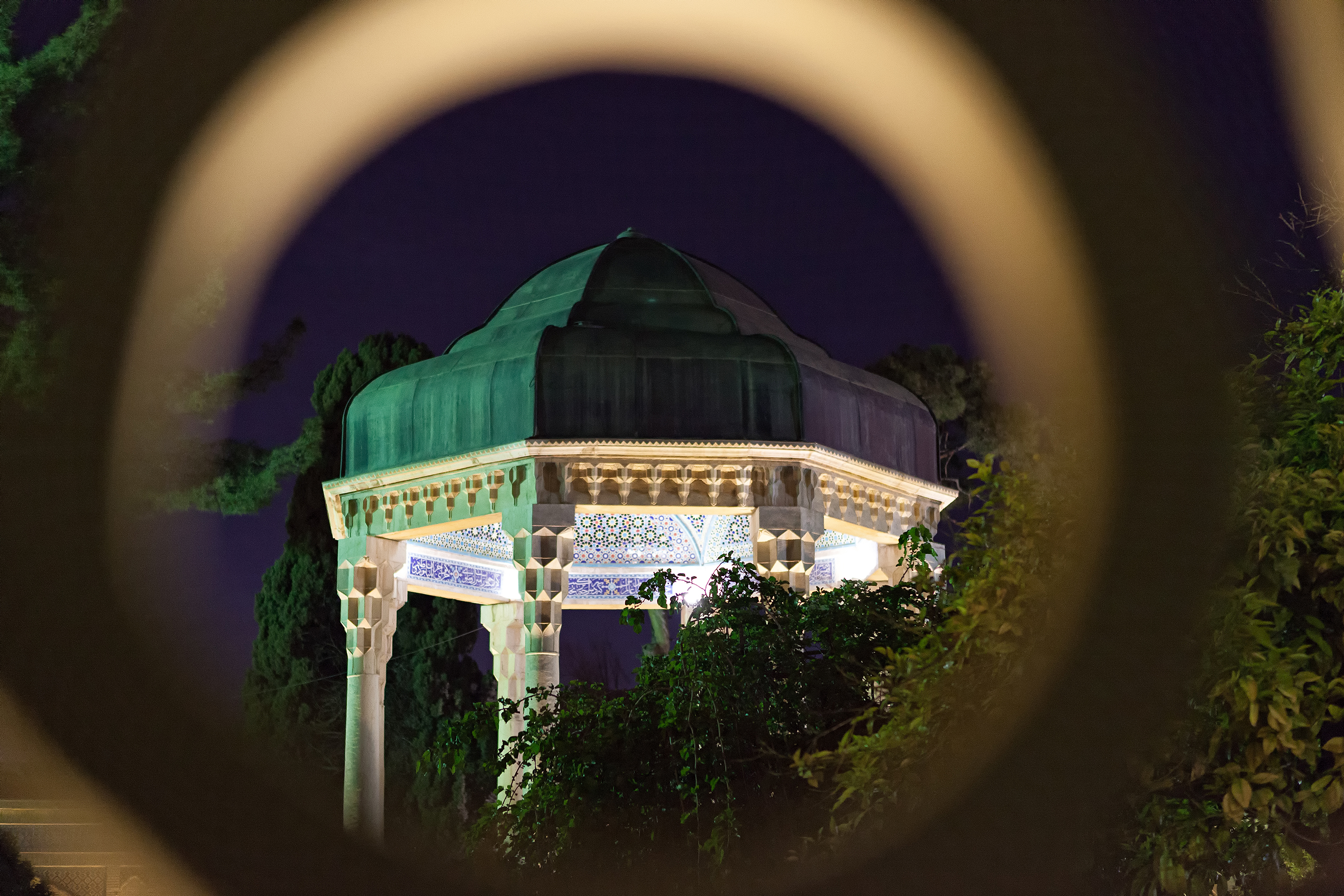
آرامگاه حافظ در شیراز

آنچه قابل ملاحظه است این است که دو کارِ اصلیِ پژوهش در شعرِ فارسی، یعنی ایجاد یک زندگی‌نامهٔ قابل توجه و ویرایش یک متن معتبر، در مورد حافظ ابعادِ مضاعف و ویژه‌ای به خود گرفته‌اند. در مجموع می‌توان این مشکل را این‌گونه بیان کرد: هیچ نوشتهٔ حافظ، هرچند خوب به‌خودی‌خود، نمی‌تواند در هر سطحی کاملاً قابل فهم باشد بدون آنکه دانش امروزیْ آگاهیِ چشم‌گیری از زندگی و زمان او به‌دست‌آورد. هنوز باید بسیاری از این‌گونه دانش از تجزیه و تحلیلِ متن به‌دست آید، و می‌تواند اعتمادِ کمی به نتایج تجزیه و تحلیل‌ها داشته باشد، هرچند بسیار دقیق و باوسواس و برپایهٔ متونِ مرجعِ قابل اطمینان انجام شده باشد. ممکن است به‌خوبی اثبات شود که هیچ کاری کاملاً متضمن راه حل نیست، حتی در شرایط محدود مرجع: درصورتی‌که استحکام زندگی‌نامه تا حد زیادی بر متن نظر داشته باشد، چنین انتظاری هیچ قطعیتی برای نتیجه‌ای ارزشمند ارائه نمی‌دهد؛ هر متنِ قابل‌قبول ناگزیر تقریباً برپایهٔ یگانه معیار ارشدیت میان نُسَخِ خطی خواهد بود و قدیمی‌ترین نسخ خطی شرقی، به‌ویژه اگر در خارج از دوران نویسنده قرار گیرد، لزوماً به‌طور مطلق کامل‌ترین و دقیق‌ترین نیست. این موضوع به‌ویژه در مورد شعر صدق می‌کند و شواهد نشان می‌دهند که این موضوع دربارهٔ دیوان حافظ حتی بیشتر نیز صدق می‌کند. نیز، مسئله بنیادین قصد خود شاعر است: آیا باید همه چیزهایی که او همیشه نوشته — یا شاید فقط به‌صورت ضمیمه آورده — گردآوری شود، حتی اگر خود او انتخاب کرده باشد که برخی از موارد خاص را از نسخهٔ معیارِ ۷۷۰ ه‍.ق حذف کند؟ آیا او افکار ثانوی — یا دیگری — در مورد گنجاندن، نظم، یا متن واقعی اشعار یا بیت‌های خاصی داشت؟ اگر اکنون نمی‌توان امیدوار بود که به پرسش‌هایی از این نوع پاسخ داده شود، باید تلاش شود تا در اثر انتشار نسخه‌های خطیِ اولیه و مشاهده تفاوت‌های آن‌ها از موارد بعدی، کار بیشتری انجام شود.
باآن‌که حافظ شاعری مشهور و شناخته‌شده در روزگار خویش بوده، اما شرح احوال و زندگی‌اش به‌طور عجیبی مجهول و پنهان است و نویسندگان هم‌عصر او یا کاتبان دیوانش، دراین‌باره اطلاعاتی را بازگو نکرده و تنها ذکر نام و تخلص و برخی اشعار را کافی دانسته‌اند. جنبه‌های کمی از زندگی و نویسندگی حافظ — و به‌ویژه از ۱۹۳۰ تا ۱۹۵۵ م، مباحثه‌های علمی قوی در مورد موضوعات تفسیر و حقیقت — وجود دارد که به آن‌ها پرداخته نشده است. او نه تنها در ایران بلکه در سراسر شرق و غرب به‌عنوان سراینده مسلم برخی از باشکوه‌ترین، فنی‌ترین و نفیس‌ترین سروده‌های جهان شناخته می‌شود، بی شک این مشکلات همچنان حل نشدنی هستند و در نهایت ممکن است برخی از آن‌ها به سختی قابل حل باشند. به‌جز چارچوب کلی تاریخی، برای مدت طولانی حقایق احتمالی زندگی حافظ به‌طور عمده از پیشگفتارهای شرح‌حال‌گونه، منابع رسمی تذکره‌ها مانند دولتشاه یا منابع غیررسمی نویسندگانی مانند میرخواند و نوه او گرفته شده است. البته بیشتر این مواد خبری مشکوک یا افسانه‌ای به‌نظر می‌رسند؛ اما اکثر آن‌ها با ماهیت خود سخت در تضاد هستند و در یک یا دو مورد پژوهش (به‌عنوان نمونه در ملاقات ادعایی با تیمور در سال ۷۸۹ ه‍.ق/۱۳۸۷ م) تنها تمایل دارند آن حکایت‌ها را تقویت کنند — و اگر به‌طور کامل تأیید نشده باشد — افسانه بپندارند. آگاهی‌های ارائه‌شده در مقدمهٔ محمد گلندام — دوست و جامع دیوان حافظ — کهن‌ترین و مهم‌ترین منبع دربارهٔ زندگی حافظ است.

### در روزگار نو

#### تولد
سال تولد حافظ روشن نیست و تنها برپایهٔ نشانه‌ها و قرائن حدود آن را می‌توان در سال‌های ۷۲۰ تا ۷۲۵ ه‍.ق تخمین زد. براین‌اساس، گزارش فخرالزمانی سن حافظ درهنگام مرگ را ۶۵ سال ذکر می‌کند که سال تولد را ۷۲۷ ه‍.ق به‌دست می‌دهد؛ اما این گزارش درست نیست. چراکه اگر منظور حافظ از «مجلس سلطان غیاث‌الدین» در غزل «ساقی حدیث سرو و گل و لاله می‌رود…»، جشن نوروز در روزگار غیاث‌الدین کیخسرو اینجو درنظر گرفته‌شود، و با توجه به این‌که دوران حکومت او تنها سه سال برقرار بوده، این غزل باید در همین دوره سروده شده‌باشد. ازسوی‌دیگر، توجه به مضمون غزل، نشان‌دهندهٔ شوروشوق جوانی شاعر است و بر همین اساس می‌توان پنداشت که در آن روزگار، حدود دههٔ سوم از عمر بوده و اگر ۲۵ سال برای او درنظر گرفته‌شود، سال تولد او حدود ۷۱۳ ه‍.ق به‌دست می‌آید. از سوی دیگر، جلال‌الدین فریدون عکاشه نیز در همین دوران ربیعه‌ای در مدح غیاث‌الدین کیخسرو دارد. این احتمال است که کیخسرو در بهاری از دورهٔ دو تا سه سالهٔ حکومتش، جشنی بزرگ برپا کرده باشد که حافظ و عکاشه به آن اشاره نموده‌اند. از سوم سوی، حافظ قطعه‌ای با مطلع «خسروا دادگرا شیردلا بحرکفا/ ای جلال تو به انواع هنر ارزانی» خطاب به جلال‌الدین مسعودشاه اینجو — برادر غیاث‌الدین کیخسرو — سروده که ظاهراً مناسبتش فتح دوبارهٔ شیراز به‌دست وی بوده است. او در این قطعه به اندوختهٔ سه سالهٔ خویش در دورهٔ حکومت و وزارت مسعودشاه و غارت آن اشاره می‌کند که بر اساس آن، این ابیات پس از استیلای دوبارهٔ مسعودشاه بر شیراز در سال ۷۴۰ ه‍.ق سروده شده‌اند. به‌باور قاسم غنی، این قطعه در فاصلهٔ ۲۵ تا ۳۰ سالگی حافظ سروده شده است که همچنان سال تولد وی را حدود میانهٔ دههٔ دوم سدهٔ هشتم ه‍.ق می‌نمایاند. مجتبایی با توجه به شواهد، سن حافظ را در این هنگام ۲۰ سال بیان کرده که سال تولدش را ۷۲۰ ه‍.ق نشان می‌دهد. محمد معین نیز سال ۷۱۵ ه‍.ق را برای تولد حافظ ذکر می‌کند.

#### نام و نشان
نام حافظ، «محمّد» است اما براساس منابع نزدیک به روزگار او، نام و لقب «شَمسُ‌الدّین» و تخلص «حافظ»، تنها عنوان‌هایی است که در زمان حیاتش به آن‌ها خوانده می‌شده است؛ تخلّصِ «حافظ» به ادراکِ قلبی او از قرآن و آشنایی و انس صمیمانهٔ بازتاب‌یافته در اشارات و عبارات قرآنیِ منعکس در شعرش اشاره دارد. وجهِ دیگر لقبِ «حافظ»، «آوازخوان» است که در فرهنگِ ایرانی به‌کار رفته است؛ چنان‌که به‌گفتهٔ محمود واصفی در بَدایِعُ‌الْوَقایِع، در هراتِ روزگارِ پایانیِ تیموری، خوانندگان را «حافظ» می‌خوانده‌اند. محمد پادشاه در فرهنگِ آنَنْدراج نیز «حافظ» را از قولِ فارسیان، «مُطرِب و قَوّال» معنا کرده است. لقب‌ها و عنوان‌هایی مانند «خواجه»، «لِسانُ‌الْغِیب»، «تَرجُمانُ الاَسرار»، «مَخزَنُ الْمَعارِفُ السُّبحانیّه»، «مَعدِنُ اللَّطائِفُ الرُّوحانیّه»، «عُمدَةُالْعارفین»، «قُدوَةُالسّالِکین»، «سلطانُ الشُّعراء»، نسبت «شیرازی» و بسیاری دیگر پس از مرگ به او داده شده است. محمّد گُلَندام، از او با عنوان‌های «مولانَا الاَعظَم»، «اَلْمرحومُ الشَّهید»، «مَفخَرُ الْعُلَما»، «اُستادُ نَحاریرُ الاُدَبا»، «شمسُ الْمِلَّةِ و الدّین» یاد می‌کند. برخی پژوهشگران عنوان «خواجه» را به‌خاطر آن دانسته‌اند که او مدتی به امور دولتی و دیوانی اشتغال داشته است. این درحالی‌است که پیش از او برخی ادیبان، شاعران و عارفان به این عنوان خوانده شده‌اند. نامدارترین لقب او «لسان‌الغیب» است که به‌ظاهر نخستین بار در نفحات الانس جامی آمده است. پس از آن، در آثار برخی از دیگر نویسندگان مانند تذکرةالشعرای دولتشاه — که صد سال پس از حافظ نوشته شده — این لقب ذکر شده است. در نسخه‌ای از دیوان حافظ نیز — که تحت‌نظر ابوالفتح میرزا فرزند سلطان حسین بایقرا، و با مقدمه و خوشنویسی عبدالله مروارید تصحیح و تنقیح شده — این عنوان برای خود دیوان استفاده شده است. بااین‌حال، همان‌طور که دگرگونی‌ها در برخی از نسخه‌های خطیِ نفحات الانس نشان می‌دهد، اندکی پس از مرگ حافظ، شاعر و دیوان رابطهٔ تقریباً مترادفی را بر عهده گرفتند و به‌جای یکدیگر در توصیف و استدلالات به‌کار برده شدند. این هم‌زیستی با رویکرد سنتیِ عمومی به تاریخ ادبیات و زندگی‌نامه — که تا به امروز زنده مانده است — تثبیت شد و باعث تمایزِ بین هویت تاریخیِ یک شاعر و تصویری که از خویشتن در شعرِ خود ترسیم کرده است — که از نظر ادبیات مدرن، به‌اصطلاح «من» یا شخصیتِ شاعر نامیده می‌شود — شده است. این نکته در مطالعهٔ زندگی‌نامهٔ هر شاعر قرون وسطایی از اهمیتِ مداوم برخوردار است.
نظرات دربارهٔ تبار و نیاکان حافظ گوناگون است. انصاری کازرونی اصالت خاندان حافظ را به عراق عجم رسانده و اهلیتش را رودآور همدان دانسته است و خود حافظ را زاده و پروردهٔ محلهٔ شیادان شیراز معرفی کرده است. اما نزدیک به نیم‌سده پس از انصاری، فخرالزمانی قزوینی نیاکان حافظ را اهل کوپای اصفهان دانسته و گزارش کرده که در روزگار اتابکان فارس به شیراز مهاجرت نموده است. مادرش نیز از کازرون بوده و در شیراز سکونت داشته است. لقب جدّ حافظ را «غیاث‌الدین» و لقب پدرش را «بهاءالدین» یا «کمال‌الدین» یاد کرده‌اند. زرین‌کوب معتقد است که تمامی اطلاعات دربارهٔ پدر و خانوادهٔ حافظ، مبنی بر افسانه‌هاست و حتی وجود روایات مختلف دربارهٔ اصالت پدر حافظ، به این دلیل است که ساکنان شهرهای مختلف سعی‌داشته‌اند از طریق انتساب حافظ به شهرشان، کسب اعتبار کنند. فخرالزمانی نیز داستانی از والدین و خردسالی حافظ بیان می‌کند که مورد تأیید هیچ منبع موجود دیگری نیست. او می‌گوید پدر حافظ بازرگانی ثروتمند بوده که با همسر کازرونی و فرزندانش در شیراز و در محل دروازهٔ کازرون زندگی می‌کرده است و پس از مرگش شیرازهٔ خانواده از هم می‌گسلد. هریک از دو پسر بزرگ‌تر به جایی هجرت می‌کنند و شمس‌الدین کوچک با مادر در شیراز می‌ماند و روزگار را با تهی‌دستی می‌گذرانند. مادرش به‌ناچار وی را برای تربیت به فردی می‌سپارد، اما شمس‌الدین می‌گریزد و در نانوایی شاگردی می‌کند. در نزدیکی نانوایی مکتب‌خانه‌ای بوده که سبب ترغیب شمس‌الدین به تحصیل می‌شود. او بخشی از درآمدش را برای این کار پرداخت تا مدتی بعد خواندن قرآن و نوشتن فراگرفت. سجادی می‌گوید گفته‌های فخرالزمانی دربارهٔ شمس‌الدین و دلبستگی‌اش به شاعری و احوال متغیر و گوشی‌نشینی‌اش در آستانهٔ باباکوهی و دیدن علی بن ابی‌طالب به بشارت سرآمدی فصاحت سخن در خواب، بسیار به افسانه‌هایی شبیه است که دربارهٔ دیگر شاعران نیز آورده‌اند؛ اما اینکه پدر شمس‌الدین را سه پسر بوده، احتمال درستی هست. ویکنز می‌گوید تردیدی نیست که در جوانی حق استفاده از عنوان «حافظ» را به‌دست‌آورد که تخلصش شد.

#### پرورش و بالندگی
زندگی حافظ در قرن هشتم و در شیراز سپری شد. دلبستگی مَثَل‌گونِ حافظ به شهر محبوبش، موضوعی مکرر در شعرِ اوست و وی به شهر و اماکن و تفرجگاه‌های محبوبش مانند گلگشت مصلیٰ و آب رکن‌آباد اشاره می‌کند آنچنانکه محتوای بسیاری از اشعار وی از جمله غزل‌های معروف با مطلع «اگر آن ترک شیرازی به دست آرد دل ما را» و «خوشا شیراز و وضع بی مثالش» آغاز می‌شود. اشعار حافظ شواهد فراوانی از آشنایی‌اش با زبان عربی، علوم اسلامی و ادبیات فارسی به همراه دارد. مشهور است که در سال‌های نوجوانی و آغاز جوانی، شاگرد نانوا بوده و از نسخه‌های خطی نیز رونوشت برمی‌داشته است. اما به‌ویژه با اهدای برخی اشعار ویژه به قوام‌الدین حسن (د. ۷۵۴ ه‍.ق) زمانی که وزیر شاه ابواسحاق اینجو بود، پیش از سی سالگی نخستین گام‌های شاعرانه‌اش را به‌عنوان مدیحه‌سرا برداشت. قطعه‌ای معروف از دیگر شخصیت‌های برجستهٔ شیراز در این دوره، از جمله خود حاکم، یاد می‌کند حافظ پیش از بیست سالگی‌اش و پس از فروپاشی حکومت ایلخانی، در دورهٔ تحولات سلسله‌ای در شیراز و اطراف آن زندگی می‌کرد. مرحلهٔ دوم در زندگی شاعر در سال ۷۵۴ ه‍.ق، زمانی مبارزالدین محمّد شیراز را پس از یک مبارزه طولانی بین سلسله‌های اینجو و مظفری تصرف می‌کند، آغاز می‌شود. او پیش از آن که پسرش، جلال‌الدین شاه شجاع، او را عزل و کور کرد، به مدّت پنج سال حکومت کرد. این سال‌ها ظاهراً دوره‌ای از سختگیری سنی بر حافظ و همشهریانش بود؛ اما به نظر می‌رسد که شاعر با بیان برخی از موفقیت‌ها دربارهٔ خودش، به وزیر مبارزالدین، برهان‌الدین فتح‌الله سفارش کرده است.
دوران حکومت طولانی شاه شجاع، با وجود حل نشدن کشمکش‌های سیاسی و اگرچه دوره‌ای از کامیابی و موفقیت پیوسته برای حافظ نیست، اما مصادف با مرحلهٔ بلوغ هنری وی است. در طول این سال‌ها بود که شهرت او در سراسر ایران و همچنین به سمت سرزمین‌های عرب‌زبان و شرق به سوی هند گسترش یافت؛ با این حال، به نظر می‌رسد که او دعوت را برای حضور در دربارهای دور رد کرده است. سلسله مظفری را تیمور رسماً در سال ۷۸۹ ه‍.ق و در سال‌های پایانی زندگی حافظ به پایان رساند، با وجود نمایندگان گذرای آن مانند شاه شجاع‌الدین منصور، به نظر می‌رسد شاعر به‌طور پراکنده به پایان اشاره می‌کند.

#### تحصیل و تدریس
آگاهی‌ها در این‌باره تنها در اشاره‌های حافظ در اشعار خویش و نیز مقدمه‌ای است که محمد گلندام در نهایت اختصار نگاشته، محدود می‌شود. به گفتهٔ فخرالزمانی، حافظ در اوقات فراغت به مکتب‌خانه‌ای که نزدیک دکان نانوایی بوده می‌رفته و خواندن و نوشتن را در همان‌جا فراگرفته است. از این معلوم می‌شود که حافظ در تمام علوم شرعی و رسمی آن زمان صاحب‌نظر و دارای تحصیلات بوده است. حتی خودش نیز اشاره کرده است که هر صبح مجلس درس قرآن داشته است. بنابر آنچه از «مقدمهٔ جامع دیوان» به‌دست می‌آید، حافظ و محمد گلندام هردو در مجلس درس قوام‌الدین عبدالله بن نجم‌الدین محمود شیرازی شرکت داشته‌اند. در نسخه‌ای از «مقدمهٔ جامع دیوان» علت آن که حافظ اشعارش را جمع‌آوری نکرده است، «محافظت درس قرآن و ملازمت بر تقوا و احسان و بحث کشاف و مفتاح و مطالعهٔ مطالع و مصباح» آمده است. با توجه به این عبارت، حافظ بر کشاف حاشیه‌ای نوشته، اما از بیت «به خواه دفتر اشعار و راه صحرا گیر/ چه وقت مدرسه و بحث کشف کشاف است» چنین تعبیر می‌شود که حافظ، کشاف و یکی از حواشی‌اش به‌نام کشف الکشاف اثر سراج‌الدین فارسی قزوینی را مطالعه و بحث می‌کرده است. بنابر مقدمهٔ مذکور، حواشی سراج‌الدین بر کشف الکشاف برپایهٔ آموخته‌ها از مجلس درس قوام‌الدین بوده و ظاهراً حافظ یک دوره بعد از سراج‌الدین، شاگردی قوام‌الدین شیرازی را نموده است. دیگر کتاب‌هایی که بنابر آن مقدمه خوانده، روشن نیست، اما برخی پژوهشگران احتمال داده‌اند منظور از مطالع، مطالع الانوار من مطالع الانظار قاضی بیضاوی یا شرح مطالع قطب‌الدین رازی در منطق و نیز مقصود از مفتاح، مفتاح العلوم سکاکی در موضوع معانی و بیان و مراد از مصباح کتاب ناصر بن عبدالسید مطرزی بوده باشد. افزون بر این‌ها، حافظ در اشعار خویش به حضورش در مدرسه، چهل سال تحصیل علم و فضل، درس صبحگاهی، و حفظ قرآن برپایهٔ قرائت‌های گوناگون نیز اشاره نموده است. تخلصش به «حافظ» و برخی عنوان‌های داده‌شده به وی مانند «ملک القراء» مؤید این مطلب است. توصیف وی از زبان محمد گلندام نیز به القابی مانند «مفخر العلماء، استاد نحاریر الادباء» و نیز برخی اصطلاحات و تعابیر در اشعار حافظ نشان‌دهندهٔ تسلط وی بر قرآن، تفسیر، فنون ادبی و نحو عربی، آشنایی با علوم حکمی و موسیقی و شناخت دستگاه‌ها و پرده‌های موسیقی است.
رضاقلی خان هدایت در مجمع الفصحاء از تدریس حافظ در مدرسهٔ استادش، قوام‌الدین شیرازی، خبر داده اما مشخص نیست این مطلب را از چه منبعی آورده است، بااین‌حال، گزارش هدایت دربارهٔ انتساب تفسیری از قرآن به حافظ قابل توجه است، آنچنانکه در نسخه‌ای از مقدمهٔ دیوان، گزارش «تحشیهٔ کشاف» از سوی حافظ آمده است. دیگر آن‌که حضور حافظ در مجلس درس میر سید شریف جرجانی به‌خاطر اختلاف سنی بسیار میان‌شان بسیار بعید است. از سویی دیگر، با وجود خوشامد صوفیان از شعر حافظ، اما روشن نیست که نسبت به پیری ابراز ارادت کرده یا خویش را به آنان نسبت داده باشد. نیز در القاب حافظ وصفی که نشان‌دهندهٔ درجات عرفانی‌اش یا حضورش در سلسلهٔ عارفان و صوفیان باشد به‌چشم نمی‌خورد. در گزارشی دیگر از یکی از نسخه‌های مقدمهٔ جامع دیوان، مدتی «شغل تعلیم سلطان» را برعهده داشته است. این عبارت در قدیمی‌ترین و صحیح‌ترین نسخه‌های چاپ قزوینی و غنی نبوده و ازاین‌رو آن را نپذیرفته‌اند، اما بی‌اهمیت نیز نشمرده‌اند. حتی با فرض درستی این عبارت، منظور از سلطان روشن نیست؛ اما نکتهٔ جالب آن است که شاه شجاع مظفری در نوجوانی نزد استادان نامدار دانش‌اندوزی کرده و اهل شعر و علم و ادب بوده، قرآن را حفظ داشته و کشاف می‌خوانده و خود نیز نسخه‌ای از آن را کتابت کرده و آن را تقریر می‌کرده است، ازاین‌رو این احتمال است که وی نزد حافظ — که در کشاف مباحثه داشته و از نامداران قراء بوده — تعلیم دیده است. هرچند درصورت درستی شغل تعلیم سلطان، این شغل غیر از شغل دولتی یا دیوانی است که حافظ به استناد برخی ابیات، مدتی به آن مشغول بوده است. نیز با توجه به بیت «در سه سال آنچه بیندوختم از شاه و وزیر / همه بربود به یک دم فلک چوگانی» در قطعهٔ «خسروا دادگرا شیردلا بحرکفا / ...» می‌توان برداشت کرد که حافظ در فاصلهٔ سال‌های ۷۳۸ تا اواخر ۷۴۰ ه‍.ق و در مدت حکومت جلال‌الدین مسعودشاه اینجو بر شیراز، این شغل را داشت و مالی اندوخته بود که عوامل پیرحسین چوپانی پس از چیرگی بر شیراز آن را ستانده بودند. نیز بیت «رسید مژده که آمد بهار و سبزه دمید / وظیفه گر برسد مصرفش گل است و نبید» می‌تواند برساند که حافظ وظیفه‌ای گرفته است.
به‌طور کلی اعتقاد بر این است که حافظ به مدت ده سال از ۷۶۸ تا ۷۷۸ ه‍.ق مورد بی‌توجهی شاه شجاع بوده و گفته می‌شود که یکی دو سال را در اصفهان و یزد گذرانده است. دلایل چنین تنزلی هرگز به‌طور کامل توضیح داده نشده است، هرچند به‌طور سنتی مربوط به عقاید و رفتار باده‌گسارنمایانهٔ حافظ است. هرچند از آن پس، از دوره‌ای تا دوره‌ای، از شاه و از وزیران مانند جلال‌الدین تورانشاه بهره‌مند شد، اما به نظر می‌رسد که هرگز به‌طور کامل مقام سابق خود را به‌دست نیاورده است. بااین‌حال، باید به خاطر داشت که هنوز هیچ قطعیت واقعی در مورد آنچه که در واقع نشان داده می‌شود وجود ندارد: قطعاً به فقر در طول زندگی شاعر — چه به‌عنوان شکایت، یا صنعتی ادبی در نظر گرفته شود — اشاره می‌شود و هیچ اشاره‌ای جدی وجود ندارد که او به‌عنوان «شاعر درباری» پاداش داده شود. گفته می‌شود زمانی استاد تفسیر قرآن در مدرسه شیراز بوده است، اما مشخص نیست که کدام یک از حامیان او می‌توانسته این ترفیع را برای او به ارمغان آورده و هیچ سابقه‌ای از دوره تصدی‌اش نداشته باشد.

#### خانواده
از آن‌جایی که اشعار حافظ غالباً کنایه‌آمیز و پرابهام است، معمولاً نمی‌توان برداشت و تحلیل قطعی‌ای از آن‌ها داشت؛ با این‌حال از برخی سروده‌های او نکاتی است که اشارات مستقیمی به وضعیت همسر و زندگی و فرزندانش دارد. از این اشارات می‌توان دریافت که همسر او، که نامش در افسانه‌هایی «شاخ نبات» گفته شده، در نیمه‌های عمر درگذشته و یکی از فرزندان او در کودکی و دیگری در جوانی فوت کرده است. تنها منبع دربارهٔ همسر و فرزندان خودش نیز اشعار اوست؛ اما کیفیت شعر حافظ چنان است که می‌توان اشعارش در این‌باره را به گونه‌های دیگر نیز تفسیر کرد. به‌عنوان نمونه، در بیت «مرا در خانه سروی هست کاندر سایهٔ قدش / فراغ از سرو بستانی و شمشاد چمن دارم» تنها به‌گمان می‌توان آن را دربارهٔ همسر حافظ دانست و نیز در غزل «آن یار کزو خانهٔ ما جای پری بود / سر تا قدمش چون پری از عیب بری بود / از چنگ منش اختر بدمهر بدر برد / آری چه کنم دولت دور قمری بود» سخن از مرگ همسر باشد. اما اشعار حافظ دربارهٔ فرزندانش کمی واضح‌تر است. به‌عنوان نمونه، قطعهٔ «دلا دیدی که آن فرزانه فرزند / چه دید اندر خم این طاق رنگین»، غزل «بلبلی خون دلی خورد و گلی حاصل کرد / باد غیرت به صدش خار پریشان دل کرد» و احتمالاً قطعهٔ «آن میوهٔ بهشتی کامد به دستت ای جان / در دل چرا نکشتی از دست چون بهشتی» اشاره به فرزندی دارند که در زمان حیات حافظ درگذشته است. نیز بیت «به جای لوح سیمین در کنارش / فلک بر سر نهادش لوح سنگین» گمان مرگ فرزند در نوجوانی برداشت می‌شود. برخی نویسندگان، «میوهٔ بهشتی» را ماده‌تاریخ ۷۷۸ ه‍.ق برای سال‌مرگ فرزند می‌دانند. نویسندگانی پسر دیگری را نیز از برای حافظ دانسته‌اند که «شاه نعمان» نام داشته، در هندوستان روزگار می‌گذرانده، در برهانپور درگذشته و نزدیکی قلعهٔ اسیر مدفون شده است. درستی این گزارش بسیار بعید است.
حافظ در قطعه‌ای از یکی از برادرانش به نام «عادل» یا «خلیل عادل» و درگذشتش در پنجاه و نُه سالگی یاد می‌کند. در قطعه‌ای دیگر که در برخی نسخه‌های معتبر موجود است، اشاره به برادر دیگری دارد که در جوانی از دنیا می‌رود. درصورت درستی گزارشی از محمدقاسم فرشته که سفر حافظ به هندوستان را می‌آورد، چنین برداشت می‌شود که حافظ خواهر و خواهرزادگانی نیز داشته است.

#### سفرها
شهرت حافظ سبب دعوتش از سوی حاکمان سرزمین‌های دور و نزدیک شده بود. برخی اشعارش اشاره به آرزوی خودش برای سفر به جاهایی مانند عراق و یزد دارند و از همین‌جا می‌توان سفرش به یزد و اصفهان را احتمال داد. در غزلی با مطلع «ای فروغ ماه حسن از روی رخشان شما / آب روی خوبی از چاه زنخدان شما» اشاراتی است که از خدا خاک‌بوسی ایوان شاه یحیی مظفری، امیر یزد را خواهان است؛ بیت «شاه هرموزم ندید و بی‌سخن صد لطف کرد / شاه یزدم دید و مدحش گفتم و هیچم نداد» این برداشت را به‌دست می‌دهد که به یزد سفر کرده اما از سوی امیر یزد مورد لطف واقع نشده و ازهمین‌رو دلش از زندان سکندر گرفته و برای غربتش در یزد اشک ریخته و آرزو می‌کند به شیراز بازگردد و به خویشتن قول می‌دهد که عاقل و فرزانه به شهر خویش برگشته و از آن گله نکند. گرچه تاریخ دقیق این سفر معلوم نیست اما با توجه به اشعاری که در آن‌جا سروده و به پیری خودش اشاره کرده، احتمالاً در اواخر عمرش بوده است. برخی گزارش‌ها، از رفتنش نزد قاضی یزد در همین سفر حکایت کرده‌اند و گفته‌اند قاضی را مرد دانادل و بصیر نیافته است. سرانجام با خواجه جلال‌الدین تورانشاه وزیر که از یزد به شیراز می‌رفته، به دیار خود بازگشته است. گزارش سفر حافظ به اصفهان با توجه به اشاره‌هایش به زاینده‌رود و باغ کاران اصفهان از سوی پژوهشگران محتمل به نظر رسیده اما درعین‌حال جزئیاتش پذیرفتنی نیست. در فارس‌نامهٔ ناصری از سفر حافظ به هرمز در اوایل دههٔ ۷۸۰ ه‍.ق سخن رفته است که برخی پژوهشگران آن را افسانه می‌دانند؛ اما درصورت پذیرش سفر حافظ به هند، باید سفر وی به هرمز را نیز پذیرفت. در حکایتی گفته شده که میر فیض‌الله انجو، وزیر محمودشاه بهمنی حاکم دکن، از حافظ برای سفر به آن‌جا دعوت کرد و هزینهٔ سفر را برای حافظ فرستاد. حافظ پس از بخشش آن مال به راه افتاد، اما پس از رسیدن به هرمز، در کشتی و پیش از آغاز سفر طوفان برخاست و حافظ از سفر منصرف شد و به شیراز بازگشت. در داستانی دیگر، ارتباط حافظ با سلطان غیاث‌الدین فرزند سکندرشاه، حاکم بنگال از بنی‌الیاس شاه بیان شده است؛ به‌گونه‌ای که حافظ مصراع پیشنهادی «ساقی حدیث سرو و گل و لاله می‌رود» از سوی غیاث‌الدین را در غزلی کامل و به سلطان پیشکش می‌کند. سجادی می‌گوید با اینکه برخی، به قرائنی در غزل و بیت «حافظ ز شوق مجلس سلطان غیاث دین / غافل مشو که کار تو از ناله می‌رود» بر این باورند که حافظ این غزل را برای شاه بنگال سروده، اما هیچ منبع معتبری چنین دعوت و رابطه‌ای را گزارش نکرده و بیت و غزل مورد نظر به گمان بسیار دربارهٔ غیاث‌الدین کیخسرو اینجوست. در برخی از منابع جدیدتر هم به سفر حافظ به مشهد اشاره شده که این داستان واقعیت ندارد. با توجه به تاریخ‌های سفری که نقل شده، هیچ‌یک مربوط به عصر حافظ نبوده و بیش‌تر به افسانه‌ای می‌ماند که برای بزرگان می‌سرایند. با این همه بعضی مورخان معاصر، همچون محمد معین، این روایت را درست می‌دانند.

## دیوان حافظ

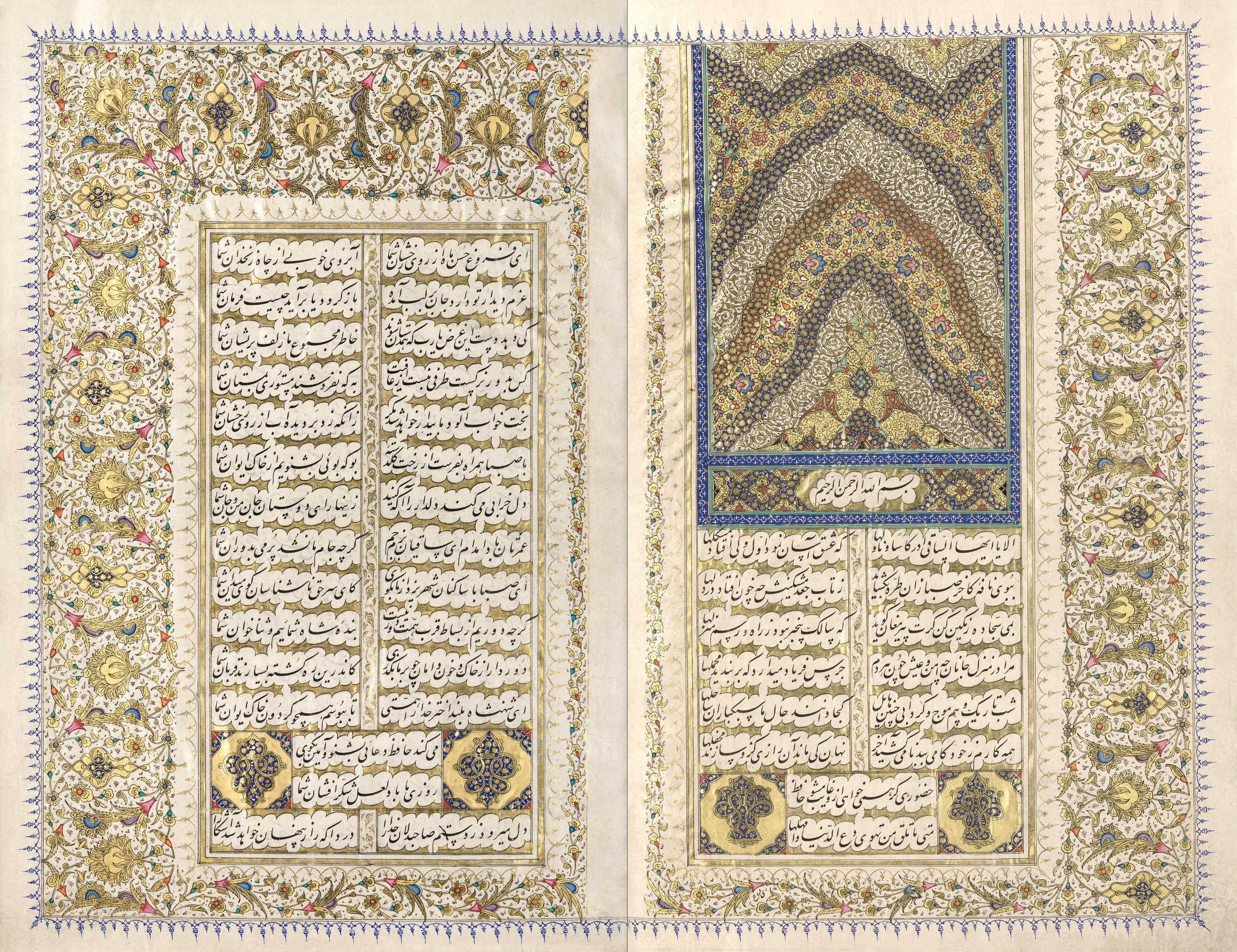
دو صفحه از نسخهٔ خطی دیوان حافظ، نگاه‌داری‌شده در گنجینهٔ کتابخانه و موزهٔ ملی ملک، تهران؛ کاتب: میرزا علینقی شیرازی؛ تاریخ کتابت: ۱۳۱۷ ه‍. ق؛ ابعاد: ۱۸×۲۶٫۸ سانتی‌متر

دیوان حافظ کتابی است مشتمل بر همه اشعار باقی‌مانده از حافظ. بیشترِ این شعرها به زبان فارسی است، اما اشعار مُلَمَّع و یک غزل تمام عربی هم در آن به چشم می‌خورد. مهم‌ترین بخش این دیوان، غزلیات است. شعرهایی در دیگر قالب‌های شعری مانند قطعه، قصیده، مثنوی و رباعی هم در این دیوان هست. هیچ نشانه‌ای مبنی بر نابودی بخش عمده‌ای از اشعار حافظ در دست نیست و علاوه بر این، حافظ در زمان حیاتش شهرت زیادی داشته است؛ بنابراین زیاد نبودنِ تعداد شعرهای موجود در دیوان نشان می‌دهد که او شاعر پرکاری نبوده است. شمار همهٔ غزل‌هایی که به‌طور کلی مورد پذیرش واقع شده‌اند، کمتر از ۵۰۰ غزل است. اصالت رباعیات حافظ مورد تردید جدی است و ازاین‌رو همهٔ رباعیات از بعضی از ویرایش‌ها، از جمله ویرایش سایه زدوده شده است.
دیوان حافظ را، به احتمال زیاد، نخستین بار پس از مرگ او، محمد گلندام گردآوری کرده است. البته بعضی از گزارش‌های تأییدنشده حاکی از آن است که حافظ دیوان خود را در ۷۷۰ ه‍. ق، یعنی بیش از بیست سال قبل از مرگش ویرایش کرده است. اما هیچ دست‌نویسی از این نسخه وجود ندارد. چندین نسخهٔ خطی شناخته‌شده در ایران، اروپا و جاهای دیگر موجودند که تاریخ آن‌ها مربوط به ربع دوم و سوم سدهٔ پانزدهم میلادی — یعنی سی تا شصت سال پس از مرگ شاعر — است و قابل اطمینان‌ترینِ آن‌ها، کمتر از ۵۰۰ شعر دارد. نسخه‌های بعدتر دارای ۶۰۰ شعر و فراتر از آنند.
نخستین نسخهٔ بازنگری‌شدهٔ تاریخی، که مدت‌ها به‌عنوان منبعی موثق از زندگی حافظ پذیرفته شده بود، متعلق به سودی، مترجم اهل عثمانی (درگذشته ۱۰۰۰ ه‍.ق) است. این بازنگری پایه‌ای شد برای یک نسخه بلند و برجستهٔ دیگر، در سه جلد، شامل ۶۹۲ شعر از هرمان بروکهاوس. سدهٔ بیستم میلادی، دوران تولد جدی دوبارهٔ حافظ‌شناسی در ایران بود. پیش از این نیز اشارهٔ ویژه‌ای به پژوهش‌های بنیادی قاسم غنی شد، اما برخی از دانش‌پژوهان برجستهٔ فارسی امروز وجود دارند که مقالاتی مهم در این زمینه ندارند. به‌طور خاص، سه نسخه مورد توجه قرار می‌گیرند: ازجمله نسخهٔ عبدالرحیم خلخالی، چاپ به‌سال ۱۹۲۷ م در تهران و دارای ۴۹۵ شعر، برپایهٔ دست‌نویس ۸۲۸ ه‍. ق، اما با خطاهایی رتبه‌اش تنزل یافت؛ نسخهٔ حسین پژمان، چاپ به‌سال ۱۹۳۶ م در تهران و دارای ۹۹۴ شعر که بسیاری از آن‌ها مشکوک عنوان شده‌اند؛ و نسخهٔ محمد قزوینی و قاسم غنی چاپ به‌سال ۱۹۴۱ م در تهران و دارای ۵۷۶ شعر که علمی‌ترین نسخه و قابل اعتمادترین آن‌ها تاکنون و برپایهٔ برخی از نسخه‌های بسیار قدیمی و دارای مقدمهٔ خوبی است اما ساختار انتقادی ندارد. همچنین هلموت ریتر نسخه‌ای جدید برپایهٔ نسخه‌های بسیار اولیه تهیه کرده است. جوزف فون هامر در سال ۱۸۱۲–۱۳ م ترجمه‌ای سترگ به زبان آلمانی و منثور از دیوان حافظ تهیه کرد که گوته هنگامی‌که دیوان غربی–شرقی را می‌نوشت، با آن آشنا بود. بین سال‌های ۱۸۵۸ تا ۱۸۶۴ م، یعنی تقریباً همزمان با نسخهٔ بروک‌هاس که در بالا ذکر شد و با استفاده از منابع مشابه، فینتسنتس روزنتسوایگ فون شواناو نسخهٔ سه جلدی دیگری از متن را به‌همراه ترجمه‌ای بسیار ماهرانه از یک بیت به زبان آلمانی منتشر کرد. علاوه بر این، شرح‌های انگلیسی، جزئی یا کامل، از اواخر سدهٔ نوزدهم میلادی مانند شرح‌های هرمن بیکنل، هنری ویلبرفورس کلارک، گرترود بل و والتر لیف جالب توجه‌اند.

## ممدوحان و معاصران حافظ

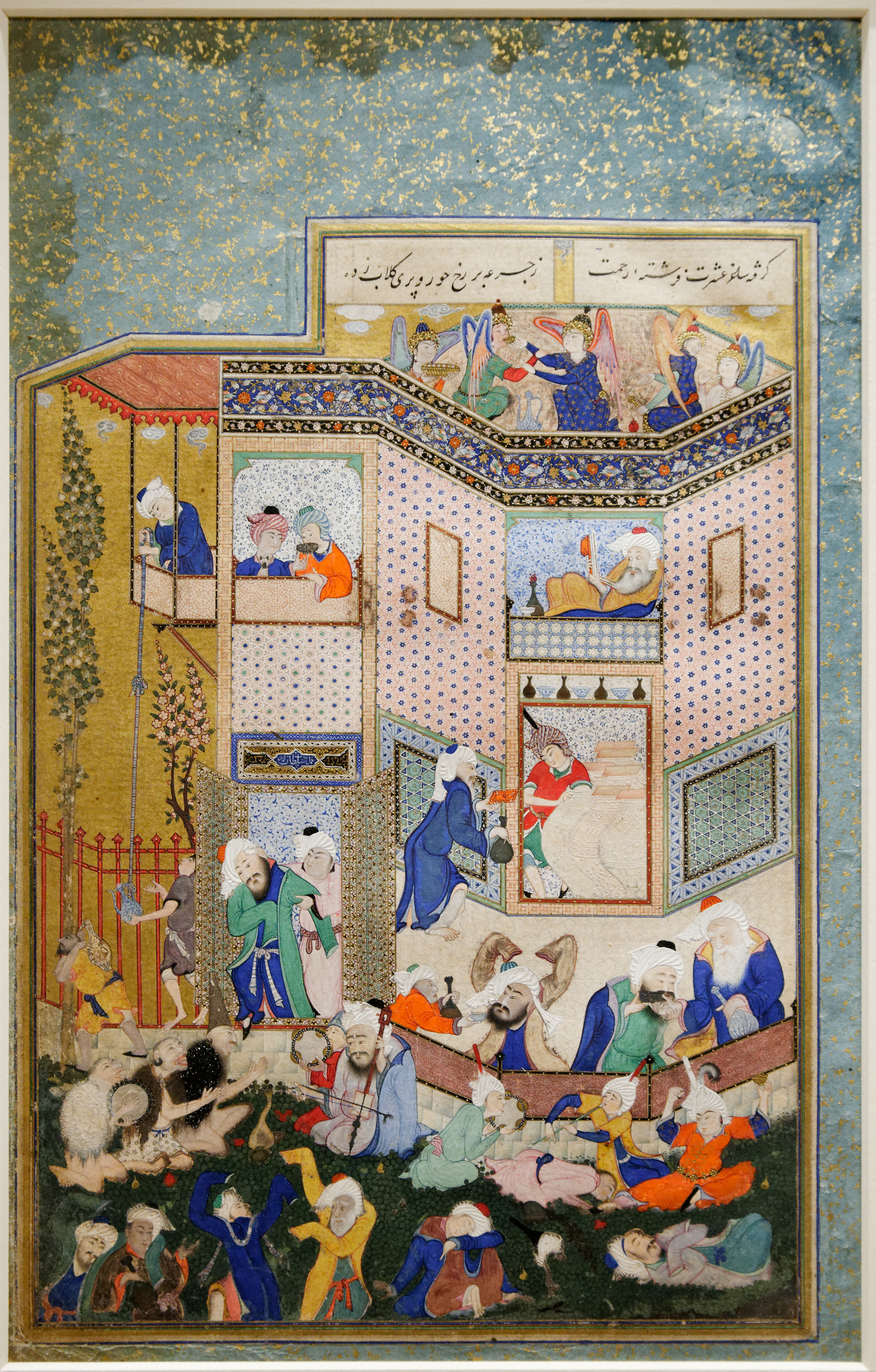
نگارگری دیوان حافظ اثر سلطان محمد نگارگر، نقاشی آبرنگ و مرکب و طلا روی پوست متعلق به دورهٔ صفوی و میان سال‌های ۱۵۳۱–۱۵۳۳ م، نگاه‌داری‌شده در موزهٔ متروپولیتن نیویورک

دوران حکومت کوتاه و بیست‌سالهٔ آل اینجو بازتاب ویژه‌ای در شعرِ حافظ دارد به‌گونه‌ای که می‌توان پنداشت که شهرتِ این خاندان و دولتمردانِ آن روزگار، بیش از هر چیز وامدارِ نگاهِ حافظ به آنان است. به‌جز ابیات و قطعات سرودهٔ حافظ برای غیاث‌الدین کیخسرو و جلال‌الدین مسعودشاه، قصیده‌ای نیز دربارهٔ شاه ابواسحاق با مطلع «سپیده‌دم که صبا بوی لطف جان گیرد / چمن ز لطف هوا نکته بر جنان گیرد» دارد که از روزگار ناکامی و پریشانی شاه ابواسحاق و مژدهٔ بازآمدن روزگار نکو سخن می‌راند. به‌جز نامدارانِ خاندانِ اینجویان، حافظ در قطعه‌ای مدح قوام‌الدین حسن — وزیر شاه شیخ ابواسحاق — نموده و تاریخ درگذشتش را بیان کرده است. نیز در غزلی عمادالدین محمود — وزیر دیگر شاه ابواسحاق — را یاد کرده و وی را «آصف عهد» و «وزیر ملک سلیمان» نامیده است.
در روزگار مظفریان و تسلط امیر مبارزالدین مظفری بر فارس، حافظ از گرم شدن بازار زُهدِ ریاکارانه و ظاهرپرستی و تزویر شکایت می‌کند و به‌ویژه منظورش از «محتسب» امیر مظفریِ مذکور است؛ بااین‌همه، به‌خاطر وجود شخصیت‌هایی مانند خواجه برهان‌الدین ابونصر فتح‌الله، وزیر امیر مبارزالدین، حافظ شکرگزارِ «بخت و روزگار» است و آرزوی پایداری «این قدر و این مَعالی» در سرزمین رو به تباهی را داشت. پس از این دوران، روزگار شاه شجاع آغاز می‌شود که حافظ مژده‌اش را «سحر ز هاتف غیب» دربارهٔ «ستاره‌ای بدرخشید و ماه مجلس شد» شنید. شاه شجاع، شاعر بود و اهل تساهل و تسامح. دربارهٔ ادعای رقابتش با حافظ و کوشش وی برای تکفیر شاعر به‌جهت بیت «گر مسلمانی ازین است که حافظ دارد / وای اگر از پس امروز بود فردایی» داستانی نقل کرده‌اند، اما بااین‌حال، حافظ چنان برای وی و روزگارش سروده دارد که مشخص است در ۳۲ سال دورانِ زمامداری‌اش با وی روابطی نزدیک داشته است. دورهٔ نخستِ حکمرانیِ شاه شجاع در ۷۶۵ ه‍.ق پایان پذیرفت و شیراز تحت سیطرهٔ برادرش شاه محمود و عملاً سلطان اویس ایلکانی درآمد. شاه محمود ویژگی‌هایی چون پدر داشت و صفات منفی‌اش، موجب بیزاریِ مردم و بزرگان شیراز شد، به‌گونه‌ای که عهد شاه شجاع را آرزو می‌کردند. حافظ دوباره در این دوران از دیو و اهرمن و زاغ و زغن سخن راند و یک سال بعد با «خبر نسیم صبا» دربارهٔ عزیمت شاه شجاع و شاه منصور به شیراز، دانست که «روز محنت و غم رو به کوتهی آورد»؛ اینچنین سرود که «ساقیا آمدن عید مبارک بادت». برپایهٔ پژوهش قاسم غنی، ۱۲۳ مورد از همهٔ سروده‌های حافظ به شاه شجاع اشاره دارند. پس از درگذشت شاه شجاع در سال ۷۸۶ ه‍. ق، فرزندش زین‌العابدین فرمانروا شد و تا ۷۸۹ ه‍.ق بر این مسند بود. حافظ چند غزل در مدح وی سروده است. برادرزادهٔ شاه شجاع، نصرت‌الدین شاه یحیی بن مظفر — که حکومت یزد داشت — از دیگر ممدوحان حافظ بوده است. اما مهم‌ترین ممدوح وی پس از شاه شجاع، برادرزادهٔ دیگر وی به‌نام شاه منصور بوده که آخرین شخص از ممدوحان حافظ است. حافظ به وی دلبستگی ویژه‌ای داشته و بارها نکویی‌هایش را ستوده و از وی نام برده است.
دیگر حاکمان بیرون از قلمرو فارس که مورد ذکر و مدح حافظ واقع شده‌اند عبارتند از: سلطان اویس و سلطان احمد ایلکانی حاکمان عراق؛ پیر احمد پسر پشنگ، از اتابکان لرستان؛ حاکمان هرموز یا هرمز به‌نام قطب‌الدین تهمتن و پسرش، تورانشاه. دو وزیر نامدار شاه شجاع و شاه زین‌العابدین نیز مورد مدح حافظ واقع شده‌اند: نخست جلال‌الدین تورانشاه که حافظ او را ستوده و در برخی سروده‌ها نامش را برده است. به‌گفتهٔ قاسم غنی، به احتمال بسیار، مراد از «آصف عهد، آصف دوراه، آصف ثانی و خواجه» همین تورانشاه است. دومین وزیر، خواجه قوام‌الدین صاحب عیار است که حافظ قصیده‌ای در مدحش دارد و در قطعات و غزل‌هایی یادش را نموده، به‌ویژه پس از کشته شدنش در ۷۶۴ ه‍.ق مرثیه‌ای برایش سروده است. حافظ معاصر بسیاری از دانشمندان و فقیهان و عارفان و شاعران فارس در سدهٔ هشتم ه‍.ق بوده که شرح حال‌شان را جنید شیرازی و احمد زرکوب شیرازی آورده‌اند. شاید حافظ نزد برخی شاگردی کرده یا با برخی هم‌درس بوده است؛ اما تنها معدودی از آنان مورد یاد حافظ در اشعارش هستند که عبارتند از: شیخ امین‌الدین محمد کازرونی بلیانی از نوادگان شیخ ابوعلی الدقاق؛ قاضی عضدالدین ایجی، ادیب، فقیه و متکلم؛ قاضی مجدالدین اسماعیل، قاضی دانشمند و زاهد؛ قاضی بهاءالدین عثمان کوه‌کیلویی؛ و خواجه کمال‌الدین ابوالوفا. رضاقلی‌خان هدایت گزارش حضور حافظ به‌همراه سید شریف جرجانی نزد شاه نعمت‌الله ولی را آورده که درست نیست. هدایت آورده که بیت «آنان که خاک را به نظر کیمیا کنند / آیا بود که گوشهٔ چشمی به ما کنند» از سوی حافظ، ناظر به بیت «ما خاک راه را به نظر کیمیا کنیم / هر درد را به گوشهٔ چشمی دوا کنیم» از شاه نعمت‌الله است.
از نامدارترین معاصران حافظ، تیمور گورکانی است که داستان دیداری میان آن دو نیز نقل شده است. سجادی می‌گوید تیمور دوبار به فارس رفت: نخست در سال ۷۸۹ ه‍.ق که طی آن، زین‌العابدین از شیراز گریخت و به شوشتر رفت؛ تیمور در آن سال از آذربایجان راهی اصفهان، و مدتی بعد رهسپار شیراز شد و دو ماه در آنجا ماند. سپس حکومت شهر را به شاه یحیی، عموزادهٔ زین‌العابدین سپرد و خود به ماوراءالنهر رفت. در بار دوم، سال ۷۹۵ ه‍.ق به شیراز رفت که چند سال از درگذشت حافظ گذشته بود. گزارش دولتشاه دربارهٔ این ملاقات در این سال کاملاً بی‌پایه است؛ به‌ویژه آنکه به‌روایت خودش در آن تاریخ حافظ درگذشته بوده است. اما کهن‌ترین منبعی که این دیدار را گزارش کرده، کتاب انیس الناس شجاع است که ۳۸ سال پس از درگذشت حافظ نوشته شده و تاریخ دیدار را ذکر نکرده، اما صراحتاً بیان کرده که این دیدار «در ایام انقلاب دولت سلطان زین‌العابدین» روی داده است. با آنکه چنین گزارشی در هیچ منبعی از تاریخ‌نگاری‌های دورهٔ تیمور یافت نمی‌شود، اما نقل آن از سوی نویسنده‌ای نزدیک به روزگار حافظ مورد تأمل است.

## درگذشت و آرامگاه

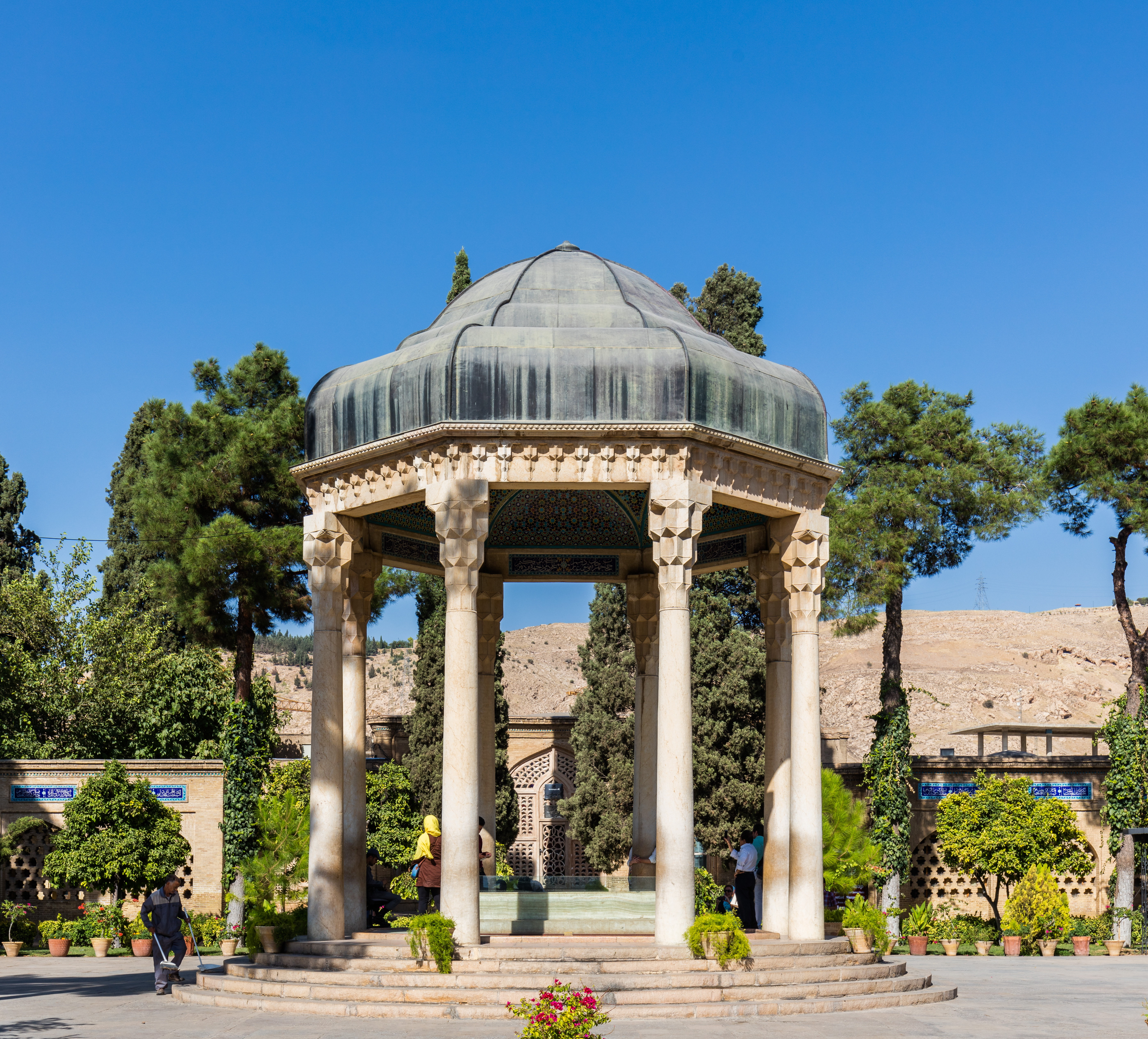
آرامگاه حافظ در شیراز

برخلاف سال‌زاد حافظ، سال درگذشتش چندان مورد اختلاف نیست. در نسخه‌ای از مقدمهٔ جامع دیوان، سال درگذشت حافظ ۷۹۲ ه‍.ق یاد شده و افزون بر آن، ماده‌تاریخ درگذشتش در یک دوبیتی نیز آمده است که همان سال را به‌دست می‌دهد: «به سال باء و صاد و ذال ابجد / ز روز هجرت میمون احمد / به سوی جنت اعلیٰ روان شد / فرید عهد شمس الدین محمد». دیگر نویسندگان هم‌روزگار حافظ نیز این تاریخ را گفته‌اند. اما در نسخهٔ دست‌نویس دیگری از دیوان با همان پیشگفتار، سال درگذشت حافظ ۷۹۱ ه‍.ق نوشته شده است. نکتهٔ قابل توجه این است که نویسنده، دوبیتی یادشده را — که سال ۷۹۲ ه‍.ق را نشان می‌دهد — برای ماده‌تاریخ درگذشت حافظ آورده است و برخی از تذکره‌نویسان و نویسندگان معاصر نیز سال ۷۹۱ ه‍.ق را پذیرفته‌اند. برخی نسخه‌ها از همین مقدمه، «به سال ذال و صاد و حرف اول…» را به‌عنوان ماده‌تاریخ آورده شده است که ۷۹۱ ه‍.ق را به‌دست می‌دهد و محمد قزوینی بر این باور است که عمداً برای تطبیق با تاریخ مورد نظر تغییر داده شده است. در قطعه‌ای دیگر که در پایان بسیاری از نسخه‌های دیوان آمده، ماده‌تاریخی با عبارت «بجو تاریخش از خاک مصلیٰ» برابر با ۷۹۱ ه‍.ق درج شده که مانند گزارش سال ۷۹۴ ه‍.ق از سوی دولتشاه سمرقندی، این نظر نیز با رأی متقدمان و معاصران حافظ مغایرت دارد.
حافظ را در کتِ شیراز یا مصلای شهر به‌خاک سپردند. در سال ۸۵۵ ه‍.ق پس از تسخیر شیراز به‌دست ابوالقاسم بابر تیموری، به‌فرمان وزیرش، مولانا محمد معمایی، بنایی بر آرامگاه ساختند. ظاهراً سپس‌تر آرامگاه بزرگ‌تر شده و بناهایی دیگر بر آن ضمیمه کردند. نویسندهٔ فارس‌نامه از «تکیهٔ خواجه حافظ» نام برده که بسیاری از شخصیت‌های نامدار در آن مدفون شده‌اند، مانند طالب جاجرمی در اواسط سدهٔ نهم ه‍.ق و اهلی شیرازی در میانهٔ سدهٔ دهم ه‍.ق در نزدیکی آرامگاه یا همان محدوده به‌خاک سپرده شدند.

## جهان‌بینی حافظ

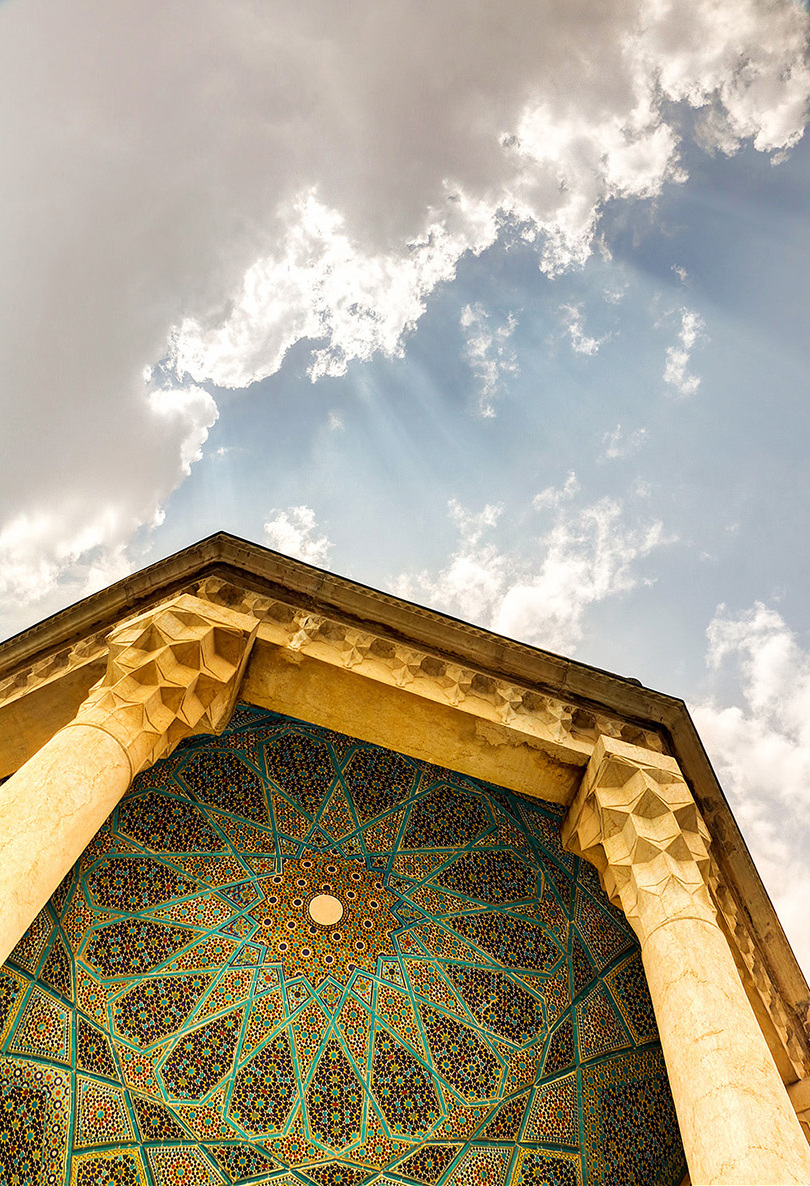
آرامگاه حافظ در شیراز

به‌نظرِ منوچهر مرتضوی، دشوار یا حتی محال است که حافظ صوفی یا عارف یا حکیم یا فیلسوف یا بدبین یا شاعر یا ترکیبی از این‌ها دانسته شود؛ چنان‌که تعیین عنوان یا لقبی جامع و مانع برای حافظ بسیار دشوار است. حافظ در طول زندگی خود با بسیاری از پادشاهان و درباریان تعامل داشت، با اهل علم و ادب و شعر هم‌نشینی می‌کرد و از احوال صوفیان و درویشان باخبر بود. اما هیچ گناهی را سنگین‌تر از مردم‌فریبی و ریاکاری نمی‌دانست و همواره به افراد متظاهر در اشعارش می‌تاخت. او در دیوان خود به صوفیان فریبکار و سلاطین متظاهر به دین‌داری کنایه‌های تلخ و تندی زده و در عوض، رندی و قلندری را ستایش کرده و خود را رند و خراباتی خوانده است. با این حال، هم اصطلاحات صوفیانه در اشعار او به چشم می‌خورد، هم ذوق شاعرانه و هم تجلیات فلسفی و حکیمانه.

### مذهب
اهالی فارس در زمان حافظ، سنی مذهب بودند. از سوی دیگر، اولجایتو، پادشاه ایلخانی، یک سال قبل از تولد حافظ مذهب رسمی ایران را شیعه قرار داده بود. این که حافظ پیرو کدام مذهب یا فرقهٔ اسلامی بود، مورد اختلاف صاحب‌نظران و حافظ‌پژوهان است. علی دشتی، حافظ را خداپرست، مسلمان و متدین می‌داند و معتقد است اگرچه به‌طور رسمی سنی و شافعی مذهب است، اما نمی‌توان او را در قالب معتقدات مذاهب و ادیان محدود کرد. سید عبدالرحیم خلخالی، حافظ‌پژوه و تصحیح‌کنندهٔ دیوان حافظ می‌گوید که مذهب حافظ از روی تحقیقات بر او معلوم نشده است و محمد قزوینی، پژوهشگر ادبی نیز جز چند «قصیده و غزل مشکوک»، دلیلی بر سنی یا شیعه بودن حافظ نیافته است. جامی هم که در زمانی نزدیک‌تر به عصر حافظ می‌زیست، تعیین مذهب او را ممکن ندانسته است. محمد معین، پژوهشگر ادبیات فارسی معتقد است که حافظ هر مسلکی که داشته، از آزادی فکر برخوردار بوده و بدون کراهت با بزرگان فرقه‌های مختلف در ارتباط و معاشرت بوده است.
مرتضوی با توجه به ابیاتی از حافظ در پذیرش جَبر و طرد عقل و فلسفه — که وسیلهٔ اهل تعقل و مُعتَزِله است — او را اَشعَری‌مشرب می‌داند، اما اشعری بودنی که برتر از خشکی و جُمود و قِشری‌گراییِ اشاعره هم است. محمد معین با استناد به بیت‌هایی از دیوان حافظ، او را معتقد به مفاهیم دینی اسلام از جمله رستخیز توجه دانسته است. با این حال، بیت‌هایی را نیز برمی‌شمارد که به نظر وی، از سر شور و جوانی سروده شده است و می‌توان از آن‌ها، بی‌اعتقاد بودن به معاد را برداشت کرد؛ چنان‌که یکی از این ابیات، باعث دردسر و مزاحمت برای حافظ در زمان حیاتش نیز شده بود. علی دشتی می‌گوید شاه شجاع برای شوراندن مردم بر علیه حافظ، همین بیت را دستاویز قرار داد. بر اساس بعضی روایت‌های تأییدنشده، بعد از مرگ حافظ، عده‌ای او را ملحد دانستند و با خاکسپاری اسلامی او مخالفت کردند. یان ریپکا، این گزارش‌ها را ساختگی می‌داند.

### تصوف و عرفان
در تفسیر و برداشت از اشعار حافظ، بیش‌تر از هر شاعر دیگری اختلاف نظر وجود دارد. با این‌که حافظ عرفان را به خوبی می‌شناخت، اما اهل دستگیری و ارشاد نبود؛ نه مرید کسی بود و نه مریدی داشت. او حتی در بسیاری از اشعارش کنایه و زخم زبان‌هایی به خرقه‌پوشی و صوفی‌گری زده است. حتی شاید کسی در طول تاریخ عرفان با این درجه از صراحت و زیبایی و طنز از کژروی‌های اهل عرفان انتقاد نکرده باشد. یان ریپکا بر این باور است که ترجمان کاملاً عارفانه از اشعار حافظ، به‌دلیل «آشنایی نیم‌بند با استعاره‌های او از زندگی مردم» و «تمایل به بالا بردن عناصر کام‌گرایانه به نمادهای عارفانه در مشرق‌زمین» حاکم شده است. محمدتقی بهار اعتقاد دارد که باده و محتسب و معشوق را جز در معنای سیاسی آن نمی‌توان یافت و بسیاری از اشعار حافظ را باید به‌گونهٔ لفظی — و نه در مفهوم عرفانی — تفسیر کرد. یان ریپکا می‌گوید که اشعار عارفانه در دربار ابواسحاق خریداری نداشت و حافظ نیز در آن دوران اشعاری عاشقانه می‌سرود. بعداً، حافظ با به‌کارگیری صور خیال در اشعار خود، راه را برای فرار از سرزنش مدعیان باز کرد. او اشعار عارفانهٔ حافظ را مربوط به روزگاری می‌داند که صاحب‌منصبی عارف‌مسلک، مانند جلال‌الدین تورانشاه، وزیر اعظم شاه شجاع، از او پشتیبانی می‌کرد. مرتضوی معتقد است که او مسلماً بدان مفهوم که در روزگار او متداول بود، صوفی و خانقاهی نبود؛ چون در اشعار او می‌توان مضمون‌های فلسفی حاوی بدبینی، انکار و مغتنم دانستنِ وقت یافت که با افکار تصوف و عرفان سازگاری ندارد. مرتضوی همچنین با اشاره به مضمون‌های صریح عرفانی، مشرب اخلاقی او را با اصول اخلاقی بنیادین عارفان و صوفیان سازگار می‌داند.
حافظ از صوفیان دوری کرد. شطح و طاماتِ آنان برای او «ملغمه‌ای از پریشان‌گویی» است او ابیات تندی علیه ریاکاریِ واعظ و محتسب و شیخ و فقیه و قاضی دارد؛ اما به‌طور ویژه نسبت به ریاکاریِ صوفیانِ زمانِ خویش بسیار حساس است. او از اینکه می‌بیند آنها «مستِ زهد» شده‌اند، ناراحت است. حافظ واقعاً از صوفی بودن بیزار نیست؛ او می‌داند که برخی از صوفیان حجابی پیشِ چشم ندارند. نکتهٔ مهم این است که صیقل‌دهندهٔ دل، یک جواهر است. آن جواهر، عشق است و رنجِ عشق به‌عنوان نشانه‌ای از صیقل‌یافتگی است. این سرِّ غم و اندوه است که به‌وضوح در تجربهٔ حافظ وجود دارد. تجربهٔ او این بینش را برایش به ارمغان می‌آورد، و او به نوبهٔ خود آن را سفارش می‌کند که بی راهنما، به کویِ عشق نباید قدم نهاد.

### انتقاد از شرایط زمانه
به‌باورِ احسان یارشاطر، حافظ در واکنش به شرایطِ روزگارش، به‌دنبالِ راه‌حلی است تا ریاکاریِ تمامِ کسانی را که خود را سرپرست، قاضی، و نمونه‌هایی از درستکاریِ اخلاقی قرار داده‌اند، آشکار کند. در نظرِ حافظ، اینان به‌عنوان رهبرانِ اخلاقی و معنوی عمل می‌کنند درحالی‌که مخفیانه گناهانی را انجام می‌دهند که دیگران را به عدم ارتکابِ آنها ترغیب می‌کنند. تا زمانی که شدتِ خصومتِ عمیق و پرشورِ حافظ نسبت به ریاکاری و بی‌دینیِ این شخصیت‌ها مورد توجه قرار نگیرد، درکِ شعرِ او با شکست روبه‌رو می‌شود. کسانی که وی اصرار بر تقبیح‌شان دارد شامل زاهد، واعظ، شیخ، مفتی، قاضی، فقیه، حافظ، محتسب، و امام جماعت است. سرزنش‌های او در برابرِ صوفیان یا عرفای اسلامی که آنان را متقلب و فریبکار توصیف می‌کند، و صاحبانِ خرقه‌هایِ تنگدستی که با شرابِ حرامِ در خفا نوشیده، لکه‌دار شده‌اند، کمتر نیست. وی در یک بیت، صوفیان را دَجّال‌کیش و مُلحِدشکل توصیف می‌کند. صوفیان در ابتدا نمایانگرِ واکنشی پرهیزگارانه و مردمی در برابرِ محدودیتِ قانونِ متعصّبانه و تمایل آن به جنبه‌های رسمیِ دین بودند، اما با گذشت زمان بسیاری از آنها در جستجوی فریبکارانهٔ قدرت و لذّات دنیویْ فاسد شدند. در دست‌کم ۱۷۰ غزل، او به‌طور مستقیم یا غیرمستقیم گروه‌های بددین و خدانشناس را به طنز و استهزاء می‌گیرد. عجیب‌ترین ابیاتِ حافظ مواردی است که وی به چهره‌های دروغینِ اقتدار در مذهبِ حکومتی حمله می‌کند. بااین‌حال، کنایه زدنش به شخصیت‌های بسیاری، به‌ندرت تلخ به‌نظر می‌رسد. هجو او گرچه تیز است، اما اغلب با استفاده از طنز، ریشخندگون و طعنه‌آمیز بیان می‌کند. وی با قراردادنِ خویش در زمرهٔ گناهکاران و ریاورزان — به‌ویژه با توجه به تخلصِ «حافظ» و معنای مذهبی آن — به هجوی خودشکنانه دست می‌یابد که جنبهٔ طنزآمیزِ بیشتری به طنز او می‌بخشد. یکی از مهم‌ترین دلایلِ محبوبیتِ حافظ، دقیقاً طنز بُرّانش در برابر مدعیانِ تقوا در حکومت و تشکیلاتِ مذهبی است که مردم از آن‌ها نفرت دارند اما نمی‌توانند آن‌ها را محکوم کنند.
یارشاطر بر این باور است که حافظ برای تحقیر و شرمساریِ ریاکاران خودپرهیزگار، گروه‌های اجتماعیِ پست و متروکِ جامعه را در دست می‌گیرد و آنها را به‌عنوان معیارِ تقوا، حتی تا جایگاهِ پیران یا رهبرانِ مقدسِ صوفی بالا می‌بَرد. این افراد، رند، قلندر، پیرِ می‌فروش و پیرِ مُغان — که هردو در فرهنگِ واژگانِ طنزآمیزِ حافظ به‌معنای صاحبِ میخانه هستند — و نیز مُغْبَچهٔ باده‌فروش، که گاهی موضوع نظربازیِ شاعر را نشان می‌دهد. این رویکرد شامل مکان‌های شرم‌آورِ مقدس‌شده نیز است به‌عنوان مثال میکده یا میخانه، دیر مغان و خرابات، حاشیهٔ شهرهایی هستند که رندان، قلندران، گدایان و دیگر بی‌خانمان‌ها برای ارتکابِ اعمالِ خلافِ شرع به آنجا رفت‌وآمد می‌کنند. او تمامِ فضیلت‌های موجود در زهدفروشان را به آنها نسبت می‌دهد. شایستگیِ اصلیِ فاسقانِ فرشته‌شده‌اش، خلوص است، صفتی که به‌ویژه اشخاصِ مورد حملهٔ حافظ فاقد آن هستند. حافظ در محکومیتِ گستردهٔ زهدفروشان، هیچ استثنائی ندارد. محکومیتِ او مطلق است. زاهد، شیخ یا محتسبِ خوب یا استثنایی دیده نمی‌شود. آنها در یک مجموعهٔ عمومی به‌صورتِ دورو و فاسد به‌تصویر کشیده شده‌اند. او اما از پارسا یا پارسایی، درویش و درویشی، مردان خدا و به‌ویژه طریقت به‌معنای مثبت صحبت می‌کند، اما هرگز برای زاهد چنین نیست.

### مکتب رندی
مرتضوی دربارهٔ ارتباطِ حافظ با ملامتیه و قلندریه، می‌گوید آنچه که در شعرِ حافظ آمده، تنها قلندریه است و از ملامتیه یادی نیست و سببش، آوازهٔ قلندریه و ویژگی‌های خاصِّ آنان است. اما برای دریافت اینکه محتوای ملامتی در اندیشه و اشعار حافظْ چگونه جریان دارد، تنها باید استنباط کرد و این درحالی است که گرایشِ او به قلندریه با توجه به نام بردنِ بسیارش در اشعارش، به‌صراحت روشن است و علت آن شاید این باشد که حافظ، قلندر را چونان دیگر عنوان‌ها و اصطلاحاتِ مردودِ اهلِ ظاهر، در معنای مقبول آورده است. با آنکه حافظ مشربِ قلندری دارد، اما این واژه هم، برایش نارساست و مفهوم بهتر، همان رند است که او آفریده است. او با قلندر در کنارافکندنِ عادات و رسومْ موافق است، اما در این جایگاه متوقف نیست و از قلندر بیش از این انتظار دارد و از او می‌خواهد که با جامعه باشد و بر مردمانْ مهربانی کند و با مدعیانِ دروغینِ دین‌داری و تصوف و اهلِ مَسند و ریا، ستیز و عناد. مشرب حافظ آمیزه‌ای از ملامتیه و قلندریه و حلاجیه است، اما او این آمیختگی را با زیرکی و نکته‌سنجیِ خاصِّ خود و گستردگی قوام داده تا مشرب رندی‌اش زاییده شود. به‌گفتهٔ اصغر دادبه، رند و رندی کلیدی‌ترین و بنیادی‌ترین اصطلاح در شعر و جهان‌بینی حافظ است؛ ازاین‌رو، شناخت رندیْ شناخت جهان‌بینی، اندیشه و هنر حافظ را نتیجه می‌دهد، به‌گونه‌ای‌که رندشناسی برابر با حافظ‌شناسی است.
واژهٔ رند در زمان حافظ، معنایی منفی و نامطلوب داشته و برابر با اراذل و اوباش بوده است که به سبب دید انتقادی و ارزیابی دوباره‌ای که حافظ داشت، رند را هم‌پیمان خود کرد و به واسطهٔ دیوان حافظ، واژهٔ رند به کلی تغییر معنی پیدا کرد. در اشعار حافظ، رند انسان کامل یا انسان برتر است و شخصیتی است که اهل افراط و تفریط نیست و با این‌که به رستگاری نیز می‌اندیشد، اما بزرگ‌ترین هدفش سبک‌بار گذشتن از این دنیا است. رند حافظ، تعلق خاطر دینی نیز دارد و آخرت را هم واقعی می‌داند اما از آن ترسی ندارد. گاهی در ردیف شهود قرار می‌گیرد و گاهی در مسیر شک قدم می‌گذارد. انسانیست که بین زهد و زندقه در تناوب است.
به‌گزارش دانشنامهٔ ایرانیکا، در ادبیات نوشتاری، ممکن است از عناصر شخصیتیِ چند شخصیت، برای ترسیم شخصیت رند بهره گرفته شده باشد. در عصر سعدی و سلمان ساوجی، جنبهٔ انسانی رند عموماً همنشین با ریاضت زاهدانه است؛ موضوعی که به‌ویژه در رندِ حافظ برجسته شده است و ممکن است فاقد تقوای متفکر دینی باشد، اما بااین‌حال بیشتر از آنان به‌درستی هدایت شده‌اند و در واقع تقریباً بی‌عیبند. این به خاطر آن است که رند حافظ به‌عنوان یک عیار عمل می‌کند، یک لوطی دیونیسوسی که هنجارها و قراردادها را برهم می‌زند و خارج از سلسله مراتب اجتماعی قرار می‌گیرد. از آنجا که او نمی‌تواند با پاداش‌های دستگاه حکومت اغوا شود، ریاکاریِ نظامِ تثبیت‌شده را آشکار می‌کند و ارزش‌هایش را زیر سؤال می‌برد. نوشتن در زمان و مکانی چون عصر حافظ، فرهنگ لغت طنزآمیز عبید زاکانی و مطایباتش و نیز موش و گربه‌اش نشان می‌دهد که انتقادات اجتماعی و سیاسی از طریق طنز و تمثیل یا شعر، بهنگام مطرح شده است. حتی کسانی مانند ابواسحاق اطعمه مجموعه اشعاری طنز دربارهٔ ظروف آشپزخانه می‌سرایند. به‌نظر می‌رسد که نمایش تظاهر و ریاکاریِ معتبر و قدرتمند، تبدیل به یک نگرانیِ عمدهٔ ادیبان در این دوران شده بود.
به‌گزارش دادبه، رند و رندی در بینش عارفانه، در قامت دو اصطلاح عرفانی رخ می‌نمایند؛ به‌مفهوم فردی که حتی اگر انسان کامل نیست، اما در ردهٔ اوست؛ این اطلاقِ مفهوم به رند از آن جهت است که صفاتی مانند عاشقی، دُردنوشی، پاک‌بازی، دریادلی، وارستگی، سرفرازی، وصول به حق و مظهریت ذات مطلق در شخصیتش دیده می‌شود. به‌خاطر ابتکار و استقلال اندیشهٔ حافظ و دگرگونی معنا و مفهوم و حال‌وهوای اصطلاحات رایج در شعرش، رندی فراتر از اصطلاحی عرفانی، در منظر حافظ ظاهر می‌شود. سبب دیگرِ این‌گونه ظهور رندی در شعر حافظ، شمار تکرار رند و رندی در ابیات حافظ است که حدود ۹۰ بار در ۹۰ بیت آمده است. دادبه می‌گوید این واژه، مثبت‌ترین، مطلوب‌ترین و بنیادی‌ترین اصطلاح در شعر حافظ است و او در آن، مفهومی را می‌جوید که درک‌کردنی اما وصف‌ناشدنی است. او آن را به‌عنوان نظام فکری – فلسفی خویش می‌نمایاند؛ نظامی که می‌توان آن را «مکتب رندی» نامید که همان مکتب حافظ است.
فرانکلین لوئیس می‌گوید برای حافظ، رند ادامه‌دهندهٔ «عاشق»، «نظرباز» و «می‌خواره» است؛ همهٔ رفتارهای متروکی که اغلب با «شباب» مرتبط هستند و منجر به «سرگشتگی» می‌شوند، فرد را از کار کردن برای سعادت عمومی محروم، سلامتی و ظاهرش را چونان «رند عافیت‌سوز» دچار نقصان و او را به یک «گدا» تبدیل می‌کنند. در حقیقت، رندان برای سلامتی‌شان نیاز به شراب دارند و از طریق نیازمندی‌های پَستِ خود به صلح و آرامش می‌رسند. رندْ «می‌خواره» یا «شراب‌خواری» است که نمی‌تواند «ساغرش» را از دست بدهد یا او را از بین ببرد، و لذت‌جویی‌اش نقطهٔ مخالف «زهدفروشی» است. صفحهٔ شطرنجی که رند بر روی آن، بازیِ زندگی می‌کند، برای پادشاه مناسب نیست.
به‌باور دادبه، رندی در نگاه حافظ، نظامی روشنفکرانه و فلسفی است؛ و رند متفکر روشنفکر. او عاشقی خردمند یا خردمندی عاشق است که «جوهر دانایی» را به‌دست آورده و فلسفهٔ ویژهٔ خویش دارد به‌نام «فلسفهٔ رندی». این فلسفه به مسائل خداشناسی و جهان‌شناسی توجه دارد، اما مهم‌ترین موضوع آن، انسان و مسائل انسانی است؛ چراکه رندی را انسان‌گرایی و درنگ در حالات و سرنوشت انسان لازم است، خاصه اندیشه در براوگذشته که محرومیتش از حقوق طبیعی و قانونی را در پی دارد. اما انسان‌گرایی رندانه با انسان‌گرایی غربی تفاوت دارد و آن به‌خاطر پشتوانهٔ معنوی و الهی‌اش است. رندی در عمل، یکرنگی، یک‌جهتی، مردم‌گرایی و کم‌آزاری است و رند زیرکی است بافراست، یک‌جهت، یک‌رنگ، مردم‌گرا و کم‌آزار که فریفته نمی‌شود و نمی‌فریبد؛ تارک دنیا نیست و به مردم هم چنین نمی‌آموزد؛ فرصت را غنیمت می‌شمارد، بهرهٔ خویش از دنیا را از یاد نمی‌برد و «در عیش نقد» کوشش می‌کند و مردم را هم به این روش دعوت می‌کند. او بی‌باکی و جانبازی حلاج، سنت‌شکنی و نترسیدن از بدنامی در راه هدفِ شیخ صنعان، راه و رسم مبارزه با خودخواهی‌ها و عوام‌فریبی‌های ملامتیان، و وارستگی و آزادگی قلندران را می‌آموزد تا افزون‌بر رهایی خویش از بندها و تعلقات برهاند، بلکه این‌ها را در راه ستیز با خداوندگاران زر و زور و تزویر که صوفیان و زاهدان و محتسبان و زاهدمآبان و محتسب‌مآبان هستند، به‌کار بَرَد تا شاید مردم‌آزاریْ جای به کم‌آزاری دهد، و جنگْ جای به صلح، و کینه‌توزی و تنگ‌نظری و سخت‌گیری جای به محبت و عشق و گذشت.
لوئیس می‌گوید به‌طور خلاصه، در انجمن و جمع رندان خبری نیست، اما حقیقت آن باید پنهان بماند؛ یا این‌که مردم آنان را نصیحت کنند تا روش‌های خود را اصلاح نمایند. بااین‌همه، باید توجه داشت که برای «فضول» و «زاهد» هیچ راهی وجود ندارد که از کوچهٔ رندان به سلامت بگذرد، جز آنکه به رسوایی منتهی می‌شود. رند را به بدنامی عیب می‌نهند و اهمیتی نمی‌دهد و اگر یک بار با او بنشینند، آنان نیز بدبین خواهند شد. عشق روش رندان است، تقدیر آنان عشق ورزیدن است و رنج کشیدن در راهش. حافظ آشکارا رندِ مست بودن و بدنامی را پذیرفته است و مخاطب را به چالش می‌کشد تا یک نفر را در شهر نشان دهد که این‌گونه نیست. او همچنین ادعا می‌کند که رند از طریق خلوص قلبش، درها را با دعای خود باز می‌کند. آرامگاه حافظ زیارتگاهی است که رندان جهان به زیارتش می‌روند. نباید این نتیجه حاصل شود که این رندی پس از این‌همه، یک آزادی‌خواهی نمادین است، حافظ در جای دیگر می‌گوید که گاهی دیگران اعمال رندانهٔ او را درک می‌کنند و بااین‌حال گناهان او را می‌بخشند و خطاهای او را پوشش می‌دهند.
به‌گفتهٔ لوئیس در ایرانیکا، بیش از هر شخصیت دیگری که در دیوان دیده می‌شود، رندْ حامل پیام حافظ است، و نزدیک‌ترین فرد به طرح‌ریزی جهان‌بینی خود شاعر و اندیشهٔ قهرمانانه‌اش است. داریوش آشوری بر ریشهٔ ادبی رند تأکید می‌کند و آن را به‌عنوان استعاره‌ای عاشقانه – عارفانهٔ بنیادین در ادبیات صوفیانه و شعر حافظ می‌خواند. بهاءالدین خرمشاهی رند در شعر حافظ را به‌عنوان یک چهرهٔ افسانه‌ای یا کهن‌الگو، مانند پیر مغان یا جام جم می‌نگرد، که از نژادهای گوناگون است و حافظ آن را در صورت و هیئتی متعالی مجسم کرده است. رندِ حافظ ترکیبی از انسان کامل عرفانی صوفی‌گری، گدای ناتوان در جاده، لاابالی و شورشی سیاسی است که از خم کردن زانو به‌خاطر ریاکاری و ارزش‌های تحمیل شدهٔ قدرت سرباز می‌زند. او با زاهد در تضاد است، روحی آزاد است که از لذات زندگی لذت می‌برد و آن را تکلیف خود در مبارزه با بی‌اعتباری در همه اشکالش می‌بیند. در نظر آشوری، پیشرفت متمایز در مفهوم رندی حافظ، این است که رند هیچ تلاشی برای از بین بردن احساسات پست نفسانی در سنت عارفانه – زاهدانهٔ شرقی ایرانی نمی‌کند، بلکه برای زندگی در هماهنگی و تعادل با آن‌ها، بدون ظلم و ریاکاری می‌کوشد؛ بنابراین رند آرمان معنوی تازه‌ای است؛ مصالحه‌ای میان انسان کامل با وضعیت انسانی. حافظ، اگر انسان کامل نیست، اما کاملاً انسان است.

## موسیقی در شعر حافظ

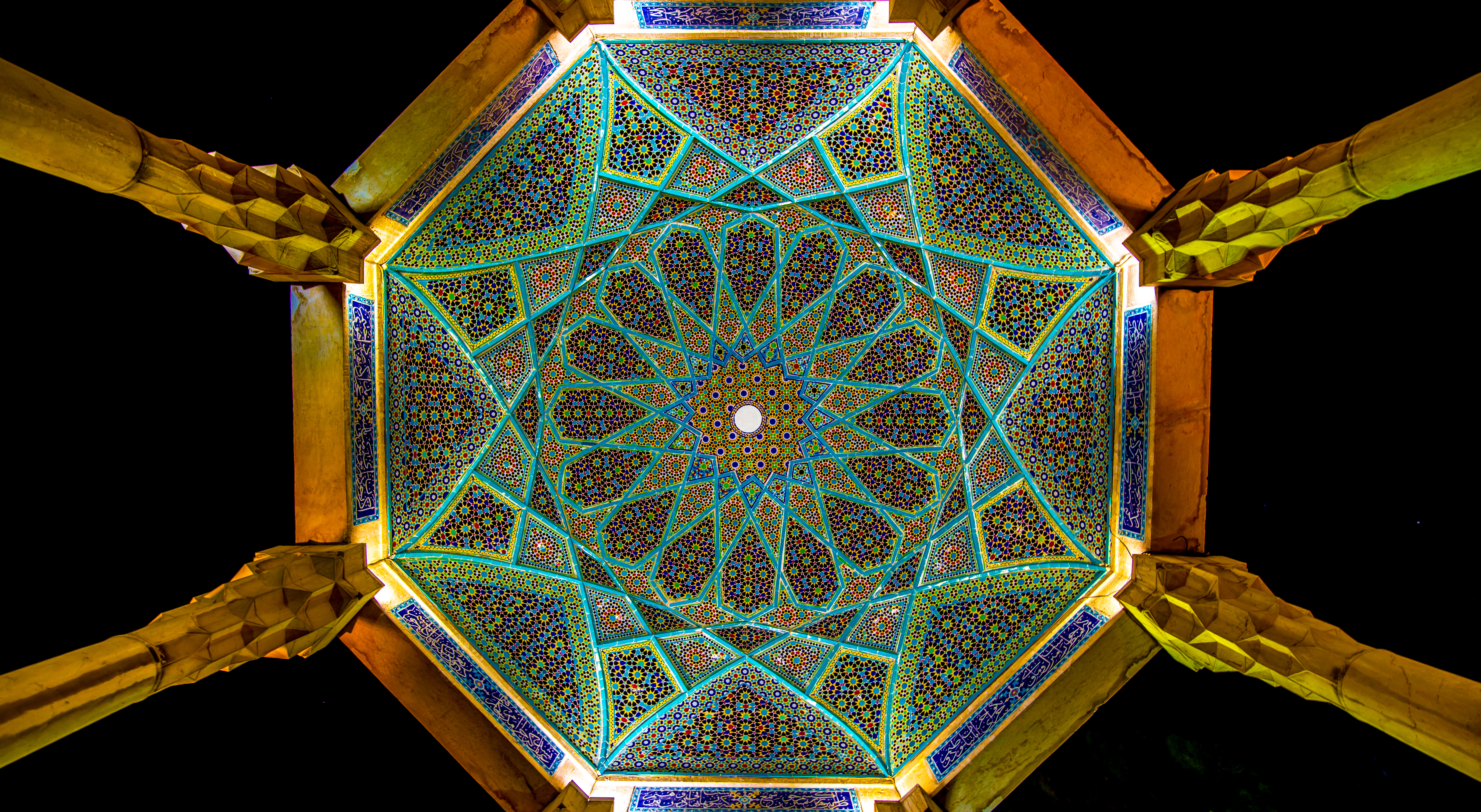
آرامگاه حافظ در شیراز

ارسطو را اعتقاد بر این بود که سرچشمهٔ آفرینش شعر، غریزهٔ تقلید، محاکات و استعداد ادراک وزن و آهنگ است. موسیقی شعر حافظ نیز تعبیری دیگر از وزن به‌مفهوم عام آن و آراستن شعر به آهنگ به‌وسیلهٔ ردیف و قافیه ازیک‌سو، و بهره‌گیری از صنایع بدیع لفظی و معنوی ازدیگرسوست. ازاین‌رو، موسیقی شعر حافظ را در سه زمینه می‌توان دسته‌بندی کرد: ۱. موسیقی بیرونی؛ ۲. موسیقی درونی؛ ۳. موسیقی کناری. به‌باور شفیعی کدکنی، حافظ در سرودن اشعارش بسیار دقت می‌کرد و پس از سرایش نیز آن‌ها را از نظر جذابیت و بداعت آوایی مورد بازبینی قرار می‌داد. حافظِ قرآن بودنش و دانشِ دقیقِ عملی‌اش دربارهٔ قواعدِ تجوید و ترتیل و چهارده روایتش، او را نسبت به هماهنگیِ میانِ آهنگ و متن، آواشناسی — به‌ویژه در جای تلفظ حروف بی‌صدا —، قواعد شبیه‌سازی، حلقی‌سازی، دماغی کردن و مانند این‌ها حساس‌تر کرده است. ازاین‌رو به‌نظر می‌رسد که او کاملاً آگاهانه اغلب الگوهای آوایی — به‌ویژه همخوان و جناس مصوت — را استفاده می‌کند که عموماً در شعر کلاسیک فارسی با اهداف سبکی بیان نشده‌اند.

### موسیقی بیرونی
موسیقی بیرونی همان وزن عروضی شعر است. ذوق و احساس حافظ در قلمرو وزن، بسیار لطیف و نیرومند است و فرم غنایی پراحساس غزل‌هایش اختصاصاً به شعر او تعلق دارد. شکی نیست که یکی از اهداف اشعار حافظ، تطبیق بر دستگاه‌های آواز ایرانی بوده و بی‌گمان حافظ موسیقی‌شناس یا موسیقی‌دان بوده است. افزون‌براین، شواهدی در شعر حافظ موجود است که نشان از صدای خوش حافظ دارد و آشنایی‌اش با گوشه‌های موسیقی ایرانی را تأیید می‌کند. با آنکه وزن عروضی بیشتر اشعار حافظ ۳ یا ۴ وزن است، اما او با ابداعی بزرگ، در موقعیت‌های گوناگون عاطفی و با بهره‌گیری از آهنگ واژگان و روش تقطیع افاعیل عروضیِ مرتبط به واژگان و حروف، جبران محدودیت وزنی را نموده و تنوع آفریده است. به‌باور شمیسا در قلمرو بهره‌گیری زبان ادبی — که مقصود بهره‌بردن از بدیع و بیان به حد کمال است — و برقراری روابط گوناگون موسیقایی و معنایی میان واژگان، حافظ بر همگان سبقت گرفته است. دو مفهوم «آهنگ کلام» و «بافت» — که یکی اصطلاحی موسیقایی و دیگری اصطلاحی در نقد ادبی است — در شعر حافظ سبب احساس موسیقی در شعر و نیز تأثیری متفاوت در شعرهای گاه با وزن یکسان شوند.

#### وزن در شعر حافظ
وزن‌های بیشتر اشعار حافظ را در دو دستهٔ کلی می‌توان بخش بست: ۱. وزن‌های جویباری که ترکیب افاعیل‌شان متنوع و ناهمسان است و شنیدن‌شان یکنواختی و تکرار را القا نمی‌کند و خوش‌آهنگ و گوش‌نوازند؛ مانند «دیدار شد میسر و بوس و کنار هم / از بخت شکر دارم و از روزگار هم». شفیعی کدکنی با نمونه‌گیری از ۱۰۰ غزل حافظ به این نتیجه رسیده که ۷۸٪ غزل‌ها در چهار وزن جویباری سروده شده است. ۲. وزن‌های خیزآبی که متحرک و تند هستند و نظام ایقاعی افاعیل عروضی‌شان در بیشتر موارد طوری است که در مقاطعی، نیاز به تکرار در ذهن شنونده را موجب می‌شود. در بدیع سنتی، چنین شعری را شعر مسجع یا مسمط مجزا می‌نامند، مانند «پشمینه‌پوش تندخو، از عشق نشنیده است بو / از مستی‌اش رمزی بگو تا ترک هشیاری کند»

### موسیقی درونی
موسیقی درونی از وحدت یا شباهت یا تضاد در آواهای مصوت‌ها و صامت‌های واژگان شعر حاصل می‌شود. در شعر حافظ موسیقی درونی برپایهٔ عواملی آفریده می‌شوند که عبارتند از: ۱. استفاده از واژگانِ مختلف‌المعنا که حروف و حرکات همانند یا مشابه داشته باشند. این عامل در موسیقی درونی شعر حافظ بسیار دیده می‌شود، مانند انواع جناس اعم از جناس تام، جناس ناقص یا محرّف، جناس زاید، جناس لفظی، جناس اشتقاق و جناس مرکب؛ ۲. هماوایی یا گزینش واژگانی که حرف آغازین یکسان داشته باشند و به‌عبارتی دارای نغمهٔ حروف باشند؛ ۳. تکرار یا تکریر که از عوامل بدیع لفظی است و عبارت است از تکرار واژه‌ای با معنی یکسان در یک بیت. در گونه‌ای از تکرار واژه یا عبارتی در آغاز ابیات تکرار شود. نقطهٔ اوج این عامل، در پرسش و پاسخ در ابتدای مصراع‌های اول و مصراع‌های دوم است؛ ۴. تکیه که عبارت از تکیهٔ تلفظ واژگان بر هجاهای گوناگون آن‌هاست و سبب القای معانی مختلف از آن واژگان می‌شود؛ ۵. بهره‌گیری از واژگان زنگ‌دار یا تأکید و تکیه بر حروف پرطنین برخی واژگان است؛ ۶. ازدواج یا بهره‌گیری از واژگان با سجعی همسان یا همسو؛ ۷. تتابع اضافاتی که هنرمندانه باشد.

#### واژگان موسیقایی
واژگان موسیقایی در شعر حافظ اهمیت ویژه‌ای دارند. او از بسیاری از کلمات در معانی عمومی آهنگ، کوک، هوا، آواز یا موسیقی بهره می‌برد، خواه صداها با آلات موسیقی تولید شده باشند یا با اصوات دیگر. این واژگان عبارتند از: آهنگ، آواز، بانگ، گلبانگ، نوا و صوت. به‌نظر معنای اصلی صدا در شعر حافظ، طنین است و کلماتی مانند زمزمه، بم و زیر، زیری و صفیر، زنگ صدا، زیر و بمی یا حجم آن را توصیف می‌کنند و کلماتی مانند فریاد، ناله و خروش، نشان‌دهندهٔ اوج احساس در موسیقی است، چه از سوی آلات موسیقی و چه پرندگان یا انسان. او از اصطلاحات فنی که عبدالقادر مراغه‌ای ارائه کرد، استفاده نمی‌کند اما گاهی برای رساندن معنای فنی «صدای موسیقایی» یا «نت»، واژهٔ نغمه، و در دیگر موارد، معنای کلی آهنگ یا کوک را به‌کار می‌برد.
از دستگاه‌های موسیقی با نام‌های عراق، اصفهان، و حجاز و اصطلاحات فنی مانند عمل، بازگشت، خسروانی، پهلوی و ضرب اصول نام می‌برد. سازهای زهیِ رود، بربط، چنگ، دوتایی، رَباب، تنبور، عود، سازهایی هستند که در شعر حافظ به‌کار رفته‌اند و این در حالی است که حافظ از هیچ‌یک از سازهای بادیِ شیپوری یا بوقی مانند بوق، کرنا، شیپور، سرنا و شور، استفاده نکرده است. تنها سازهای ارغنون و نی هستند که حافظ از آنها نام برده است. ارغنون نیز در معنی هارمونی موسیقی و اجرام آسمانی آمده است همانند قانون که یک بار به کار رفته و آن هم در معنای هارمونی. نی در شعر حافظ دارای صدای آهنگین، صدای محزون یا حتی صدای انسانی مشخص است و پس از چنگ بیشترین تکرار را دارد و اغلب در کنار سازی دیگر مانند دف، چنگ، بربط یا عود می‌آید. هیچ‌یک از سازهای کوبه‌ای شناخته‌شده مانند تنبک، دهل، تبیره، نقاره و سنج نیز در بافتی موسیقایی در شعر حافظ نیامده‌اند؛ جز در یک مورد که نشان می‌دهد ساقی در هنگام خواندن شاعر، بر کاسه‌ای واژگون ضرب می‌گیرد. از سوی دیگر بسیاری از درام‌ها و زنگ‌هایی که برای اعلان یا اطلاع زده می‌شوند مانند جرس، درا، زنگ کلیسا، ناقوس و کوس در شعر حافظ آمده‌اند و بعضی نیز در معنایی اصطلاحی و غیرموسیقایی به‌کار رفته‌اند مانند طبل. تنها سازهای کوبه‌ای بهره‌برده در بافت موسیقایی در شعر حافظ، چغانه و دف هستند که هردو همراه با سازی همراهی‌کننده — که معمولاً چنگ یا نای است – استفاده می‌شوند که برای خلق ریتمی رقص‌انگیز به‌کار می‌روند.

### موسیقی کناری
موسیقی کناری عناصری را دربرمی‌گیرد که در پایان بیت یا مصراع می‌آیند و قافیه و ردیف مهم‌ترین آن‌ها هستند. قافیه به‌گونه‌ای زمینه را برای القای موسیقی شعر در ذهن آماده می‌کند. هنگامی که الفاظ متفاوت از نظر معنا و گاهی شکل ظاهری اما هم‌نوا در لحن و آهنگ تکرار شوند، لذتی از شنیدن یک نغمه در شنونده ایجاد می‌شود؛ مانند واژگان تیزهوش، می‌فروش، سخت‌کوش، نوش، خروش، سروش، هوش، گوش، خموش و پوش در غزل «دوش با من گفت پنهان کاردانی تیزهوش…». چگونگی قافیه و صامت‌ها و مصوت‌هایش سبب موسیقی شعر متناسب با حال و هوای عاطفی‌اش می‌شود؛ مانند واژگان قافیهٔ خاتمه‌یافته به «ـَ‌ق» به‌همراه ردیف «نکنیم» که حالتی خشم‌آگین و اعتراضی را در شنونده برمی‌انگیزاند. قافیه دستگاه تولیدکنندهٔ صوت دانسته شده است؛ چنان‌که دو غزل با وزن و موضوعی یکسان و قافیه‌ای متفاوت، اثری متفاوت در خواننده ایجاد خواهد کرد و آهنگ خاص خود را خواهد داشت؛ مانند این سه غزل حافظ: «یا رب این نوگل خندان که سپردی به منش/...»، «من که باشم که بر آن خاطر عاطر گذرم/...» و «ای دل آن دم که خراب از می گلگون باشی/...». تکرار حرف روی تا نخستین متحرک در قافیه‌ها با حفظ معنی دلخواه، سبب اوج موسیقایی و دل‌فریبی شعر خواهد شد. در این غزل حافظ چنین است: «مرا می‌بینی و هر دم زیادت می‌کنی دردم/...»
اما ردیف — که از عوامل موسیقی شعر و اثرگذاری‌اش است — درصورت کاربرد هنرمندانه، معانی و مضامین تازه در ذهن شاعر به‌وجود می‌آورد. ردیف در نزدیک به ۸۰٪ غزل‌های خوب شعر فارسی به‌کار رفته و غزلِ بی‌ردیف و دارای لطافت و حُسن بسیار نادر است. پژوهشگران شمار غزل‌های مُرَدَّفِ شعر حافظ را ۹۸٪ اشعارش دانسته‌اند و این رقمْ بالاترین اندازه‌ای است که می‌توان تصور کرد. ردیف در شعر حافظ در معانی گوناگون استفاده شده است. بنابر پژوهشی، بسامدِ ردیف‌های گوناگونِ شعر حافظ از این قرار است: «است» ۱۵ بار، «بوده» ۱۰ بار، «دارد» ۹ بار، «کرد» و «را» ۷ بار، «دوست»، «نکرد»، «کنند» و «من است» ۳ بار؛ و ردیف‌های فعلی از این قرارند: فعل حال ۸۳ بار، فعل گذشته ۴۶ بار، فعل امر ۱۳ بار، فعل آینده ۵ بار و فعل نهی ۴ بار.
موسیقی معنوی شعر حافظ نیز بازتاب جهان‌بینی ویژهٔ اوست. این جهان‌بینی برآمده از اراده‌ای معطوف به آزادی است. در نخستین جلوهٔ این موسیقی، گوناگونی تقابل‌های صوری دیده می‌شود. دومین جلوه‌گاه آن، کیفیت و نوع تقابل‌هاست. سومین جلوه، اندازهٔ تقابل‌هاست. جز تقابل‌ها، همهٔ تناسب‌ها، تقارن‌ها و تشابهات معنایی در شعر حافظ، آفرینندهٔ موسیقی معنوی شعر اویند. تناقض‌نمایی، حس‌آمیزی، مطابقه، ایهام و مراعات نظیر نیز در ایجاد موسیقی معنوی شعر حافظ نقش دارند.

## سبک و هنر شعری

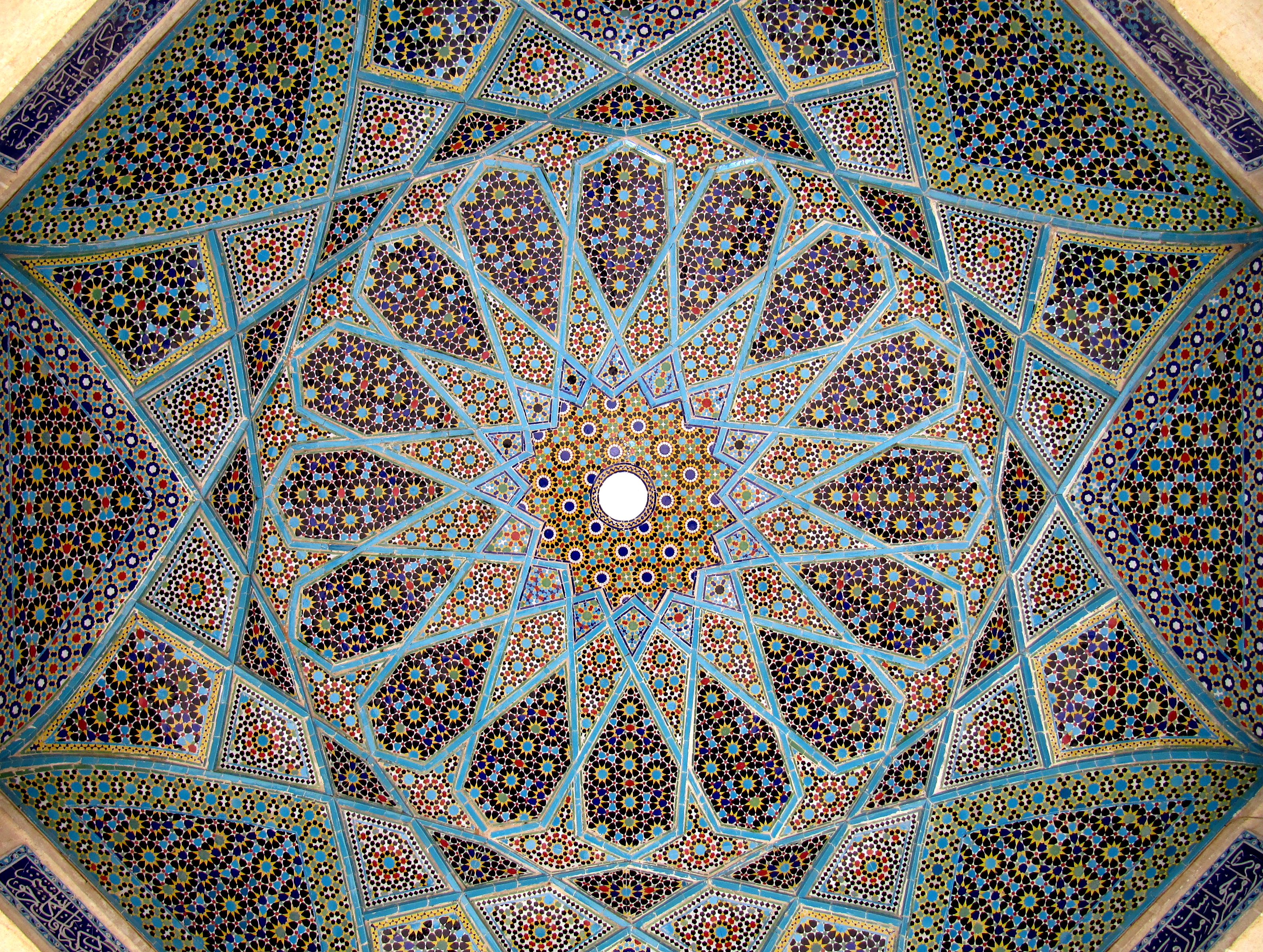
آرامگاه حافظ در شیراز

حافظ بیش از آن که مبتکر باشد، به‌کمال‌رسانندهٔ سُنت‌های خوبی است که گذشتگان آفریدند. در توصیف کلی شعر حافظ می‌توان دو نکته ذکر کرد: یکی فشردگی بسیار در به‌کاربستن عناصر مختلفِ رسیده از سنت سده‌های پیشین و دیگری، توانایی سبک‌شناسی و بهره‌بردن از اصول بلاغت. او از طریق موضوعات و واژگان معیار، دربارهٔ لذت‌گرایی، تأسف برای مرگ، انسان و عشق عارفانه و مانند این‌ها سخن گفته؛ اما با هنرمندی و زبردستی در ادبیات و زبان‌شناسی، این قالب‌ها را بسیار فراتر از پیشینیانش به‌کار گرفته است.

### مدح در غزل
به‌باور شبلی نعمانی، حافظ نخستین شاعری است که وسعت دامنهٔ موضوعات غزل را، با حفظ زبان تغزلی آن، از عشق به اخلاق، فلسفه، عرفان، وعظ و حتی سیاست گسترانید. برای سنجش سهم حافظ در تکامل غزل، باید اثرپذیری او را از پیشینیان و هم‌روزگارانش در نظر داشت.
حافظ در هردو زمینهٔ غزل و مدیحه انقلابی ایجاد کرد و جایگاهی برای غزل آفرید که پیشتر به قصیده اختصاص داشت. حافظ مانند دیگر شاعران، برای بلندپایگان شیراز مدیحه می‌سرود؛ اما به جای قصیده، از غزل استفاده می‌کرد. از آنجا که غزل بسیار کوتاه‌تر است، مدیحه به یک یا دو بیت در غزل محدود می‌شد و سایر بیت‌ها دربردارندهٔ عناصر عشق و بزم‌پرستی بودند؛ بنابراین، استعاره‌های کام‌گرایانه به محیط واقعی پیوند زده می‌شد؛ چنان‌که در شعر حافظ، به تعبیر ریپکا، معشوق همان ممدوح بود.

### استقلال ابیات
یکی از مهم‌ترین شاخصه‌های سبک حافظ، استقلال ابیات و نبودِ «وحدت هنریِ» اشعار است. حتی تصور بر این است که نظم متنوعِ ابیات به یکنواختی اولیه تقلیل یافته است و هیچ وحدتِ حقیقی در این غزل‌ها وجود ندارد. شاید حافظ پس از ناکامی در بهبود استوارِ هرگونه موضوعی، به پریشانی متمایل شده باشد. این موضوع، گفتمانی قدیمی است؛ چنان‌که بنابر داستانی که پس از زمان خواندمیر منتشر شد، فرضیه‌ای هست که شاه شجاع نیز چنین انتقادی داشته است. آرتور آربری استدلال‌هایی ارائه کرده است مبنی بر این که وحدت واقعی شعر حافظ موضوعی یا نمایشی در معنای کلاسیک غربی نیست، بلکه در بافتِ ظریفِ تصویرسازی و کنایه زدن به یک یا چند مفهومِ مرکزی نهفته است. آربری عقیده داشت که پس از تکامل قابلیت‌های هنری ساختار متعارف غزل — به‌ویژه در غزل سعدی — حافظ بر آن شد تا مفهوم تازه‌ای از غزل بیابد و «روشی موضوعی» آفرید؛ این‌گونه که در هر غزلی تعداد محدودی از مجموعه موضوعاتی را برمی‌گزیند که این موضوعات بسیار محدود و تا اندازهٔ زیادی قراردادی‌اند. این استدلال‌ها را یان ریپکا، ویکنز، رِدِر، مایکل هیلمن و دیگران رد کردند. برخی مانند سیروس شمیسا و بهاءالدین خرمشاهی بین ابیات رابطه‌ای قائلند که گاه چنان ظریف است که به‌سختی کشف می‌شود. خرمشاهی نوآوری اصلی حافظ را در تک‌بیت‌های مستقل و خوش‌مضمون او دانسته است؛ به اعتقاد وی، استقلالی که حافظ از این راه به غزل داده به میزان زیادی از ساختار سوره‌های قرآن تأثیر گرفته است. فِرِدْریش فایْت نیز معتقد بود در هر غزل از حافظ اندیشه‌ای هست که معانی عاشقانه، عارفانه و می‌پرستانه را به یک سو هدایت می‌کند؛ اگرچه در بسیاری از مواقع، چون نسخه‌برداران ترتیب بیت‌ها را برهم زده‌اند، دریافتن این اندیشه به آسانی میسر نیست.
سبک شعر حافظ دارای سه فضای عاشقانه، عارفانه و مدحی است. خواجوی کرمانی برجسته‌ترین شاعر در این زمینه بود و حافظ با او مراوده داشت و علت این‌که برخی حافظ را دنباله‌روی خواجو در شعر می‌دانند، همین مراودهٔ و محشور بودن حافظ با خواجو در مدت توقف خواجو در شیراز بوده است. ازاین‌رو، شعر حافظ دارای ویژگی‌های شعری شاعران تلفیق مانند سلمان ساوجی، عماد فقیه، عبید زاکانی، ناصر بخارایی و خواجوی کرمانی است اما ویژگی‌های خاص خود را نیز دارد. محمد گلندام — دوست، هم‌درس و نیز جامع دیوان حافظ — به چندمعنایی بودن یا ساحت‌های گوناگون معنایی به‌عنوان برخی از ویژگی‌های سبک حافظ اشاره می‌کند. سیروس شمیسا در دائرةالمعارف بزرگ اسلامی می‌گوید جامی در اشاره به سبک حافظ، او را به نزاری قهستانی مانند می‌داند که به‌احتمال بیشتر منظور وی، سبک شاعران تلفیق است. نیز جامی در نفحات الانس، از قبول شعر حافظ نزد صوفیه گزارش می‌کند که به ظرفیت گستردهٔ تفاسیر عرفانی شعر حافظ اشاره دارد، با آنکه به گفتهٔ جامی روشن نیست که حافظ در زمرهٔ صوفیان بوده باشد. به‌گفتهٔ شمیسا این موضوع به‌خاطر عاشقانه یا عارفانه بودن شعر حافظ در محور افقی و مدحی بودنش در محور عمودی است؛ و نیز دلیل دیگر آنکه حافظ با معانی ایهام تناسبی شعر را دارای چندمعنا می‌کند. بدین‌ترتیب، نظرات گذشتگان دربارهٔ ویژگی‌های سبک حافظ را می‌توان در چند مورد خلاصه کرد: ۱. عدم انسجام یا استقلال ابیات؛ ۲. چندمعنایی بودن؛ ۳. نزدیکی به شعر شاعران تلفیق؛ ۴. قوت وجه عرفانی شعر حافظ.

### تلفیق غزل عاشقانه و غزل عارفانه
حافظ افکارِ مولوی و خیام را با سخنِ سعدی پیوند زد و از عناصرِ دیگر مانند طنز و نگرش‌های سیاسی و اجتماعی بر آن افزود. او غزل عاشقانه و عارفانه را با استفاده از صنعتِ ایهام، به یکدیگر پیوند زده است. غزلِ عاشقانه را سعدی، و غزلِ عارفانه را مولوی به اوج رسانده بودند، و بدین‌ترتیب غزل را دیگر یارایِ پیش رفتن نبود، بدین‌معنی که تلاشِ هر شاعری در هر کدام از طرفینِ غزل، بی‌ثمر بود؛ و تنها راه، آمیختنِ این دو به یکدیگر بود. اما تلفیقِ این دو غزل در شعرِ حافظ به عالی‌ترین وجه صورت پذیرفته و زبانِ بلیغ و هنرمندانه با مضامینی بلند گرد آمده است.

### به‌کارگیری صور خیال
زبان حافظ، شاعرانه و استعاری است. کلمات در اشعار حافظ ابعاد مختلفی دارند و با هم ارتباطات گوناگون و پیچیده‌ای برقرار می‌کنند. محققانی چون مرتضوی و خانلری، ایهام را مهم‌ترین مشخصهٔ زبان حافظ می‌دانند. شبلی و نیز بسیاری از منتقدان پس از او، مجموعهٔ صُوَرِ خیال را از ویژگی‌های مهم شعر حافظ برشمرده‌اند. به‌گفتهٔ دبروئین در دانشنامهٔ ایرانیکا، حافظ با دگرگونی‌های پی‌درپی در صور خیال و بن‌مایه‌ها سبب ایجاد این توهم می‌شود که موضوع شعر نیز تغییر می‌کند، درحالی‌که شاید چنین نباشد. ازاین‌رو، برای تحلیل درست غزل حافظ باید مرز ظریف میان موضوع بیان‌شده و روش‌های گوناگونِ بیان آن موضوع را در نظر داشت. به‌خاطر آرایش پیوسته در دگرگونی مجموعهٔ سرشار و پیچیده‌ای از صور خیال در غزل حافظ، معمولاً چنین تصور می‌شود که ابیات از یکدیگر مستقلند و غزل فاقد ساختاری کلی و جامع است. در واقع شاید این تصور، سبب وجود تفاوت در چینش ابیات در نسخه‌های گوناگونی باشد که نتیجهٔ بررسی‌های نسخه‌شناسی است. بدین‌ترتیب، تردیدی نیست که بهره‌گیری از استعاره‌های چندگانه برای نمایش درون‌مایه‌ای واحد، جنبه‌ای واقعی از هنر شعری حافظ است. نمونه‌ای خوب از هنر حافظ، استعاره‌هایی است که یکی به‌جای دیگری در چهار بیت نخست غزلی جهت توصیف معشوق آورده شده است؛ چنان‌که معشوق ابتدا به «غزال»، سپس «شکرفروش»، سوم «گل» و سرانجام «صیاد پرندگان» مانند می‌شود؛ و در برابر، عاشق نخست «سر به کوه و بیابان نهاده»، دوم «طوطی شکرخا»، سوم «عندلیب شیدا» و درنهایت «مرغ دانا» تصویر شده است. دبروئین می‌گوید مردمان روزگار حافظ به حل این مسئله فراخوانده می‌شدند تا با همهٔ این عناصر تصورآفرین، معنای کاملی بیافرینند. تفسیرگر امروزی شعر حافظ به این نکته باید توجه داشته باشد که آن مردمان با سرچشمه و گنجینه‌ای که شاعر صور خیال خویش را از آن برمی‌گزیند آشنا بودند و ازاین‌رو بسیار بیشتر از مردمان امروز برای پذیرش شعر حافظ آمادگی داشتند.
چنان‌که گذشت، نظرات گذشتگان بیشتر بر معنا دلالت دارد؛ اما در دورهٔ معاصر نظرات سبک‌شناسی هم بر معنا و هم صورت شعر است. پژوهشگران معاصر دریافتند که در موضوعِ چندمعناییِ شعر حافظ، باید ابعاد دیگر مانند مسائل سیاسی و اجتماعی یا اندیشهٔ خیامی را نیز درنظر داشت. مرتضوی ایهام را مهم‌ترین ویژگی شعر حافظ می‌دانند. آرتور آربری عدم انسجام ظاهری غزل را شیوهٔ حافظ می‌داند که خودش آن را آفریده است. احمد شاملو و مسعود فرزاد به برهم‌خوردن توالی ابیات اعتقاد دارند. خرمشاهی ریشهٔ ناپیوستگی ظاهری شعر حافظ را قرآن می‌داند و ساختار غزلش را اثرگرفته از قرآن. شاید بتوان در غزل‌های حافظ به‌مانند قرآن — که به‌باور برخی پژوهشگران ساختاری دایره‌ای و نیز متوازی دارد — چنین ساختاری یافت. شمیسا موضوعاتی مانند طنز، ایهام، عرفان، مدح، سیاست، رندی، قرآن و شیرین‌زبانی‌های بدیعی را از شاخصه‌های سبک حافظ می‌داند.

### طنز
ویژگی دیگر سبک حافظ، طنز است که در اروپا، برای نخستین بار گوته به آن پی برد. در میان پژوهشگران ایرانی، مرتضوی از نخستین کسانی بود که در کنار ایهام — اما نه به اندازهٔ آن — لحن «عنادی و استهزاآمیز» حافظ را مورد توجه قرار داد. دادبه طنز را ویژگی سبکی حافظ می‌داند که بسیاری از نمونه‌های ایهام، برای بیان طنز و انتقاد است. خرمشاهی نیز طنز و طربناکی را ویژگی شعر حافظ می‌داند. به‌گفتهٔ شمیسا در دائرةالمعارف بزرگ اسلامی، می‌توان با اطمینان ویژگی بنیادین سبک حافظ را ایهام و طنز دانست؛ اما این طنزها ظرافت بسیار دارند و برای درک‌شان نیاز به پیش‌زمینه‌های آگاهی در موضوعات عقاید کلامی، عرفانی و موضوعات اجتماعی روزگار حافظ است. شمیسا ادامه می‌دهد طنز حافظ را می‌توان طنز هوراسی دانست که طنزش بیشتر سبب نشاط است تا آزردگی و گاهم هم خویش را مورد طنز و انتقاد قرار می‌دهد. در مقایسه با «کمدی عالی» طنز حافظ را می‌توان «طنز متعالی» نامید که سبب خندهٔ روشنفکران می‌شود. دیگر ویژگی سبک حافظ، ساختارهای متضادنمایِ شعر او بیان شده است. این ویژگی شعر او را بیان‌کنندهٔ معنای مثبت یا معنای منفی می‌داند. ازسویی، طبیعی و ازدیگرسو غیرطبیعی جلوه می‌کند؛ در یک معنا حقیقی است و در معنایی دیگر دروغ. اگر طنز را نتیجه دهد، در بلاغت غربی «آیرونی» نامیده می‌شود، یعنی از سویی آسمانی — مثلاً مذهبی و عرفانی — و از سویی زمینی — مثلاً مدحی — است.

### اقتباس
به اعتقاد یان ریپکا، حافظ مضمون شعرهایش را ابداع نکرد، بلکه آن‌ها را از شعرهای شاعران پیشین یا هم‌عصر خود گرفت. با این حال، او «در محدودهٔ همین مفهوم‌های عرف‌پسند سنتی، از دوران و جامعه انتقاد نمود و احساسات و نیازهای خود را هم بیان کرد». به باور فتح‌الله مجتبایی در دانشنامه جهان اسلام، او در انتخاب بهترین ترکیب و معنا در میان شاعران فارسی‌زبان یگانه است. او در اشعارش اقتباساتی از شاعرانی چون رودکی و فردوسی و امیرمعزی تا معاصران خودش آورده و با مقایسهٔ اقتباس با کلام خود حافظ، می‌توان بلاغت و زیبایی بیشتر شعر او را دریافت؛ به‌شکلی که گویا او به‌قصد نشان دادن برتری هنری اشعار خویش به این اقتباسات دست زده است. سیروس شمیسا نیز می‌گوید حافظ توجه زیاد و حتی افراطی نسبت به شعرهای گذشتگان و معاصران داشت و از آنجا که شاعری صاحب سبک بود، این اقتباس‌ها در اشعار او استحاله و از شعر اصلی برجسته‌تر می‌شدند؛ تا آنجا که مردم آن‌ها را به نام حافظ می‌شناختند.

## اثرپذیری حافظ از پیشینیان و معاصران

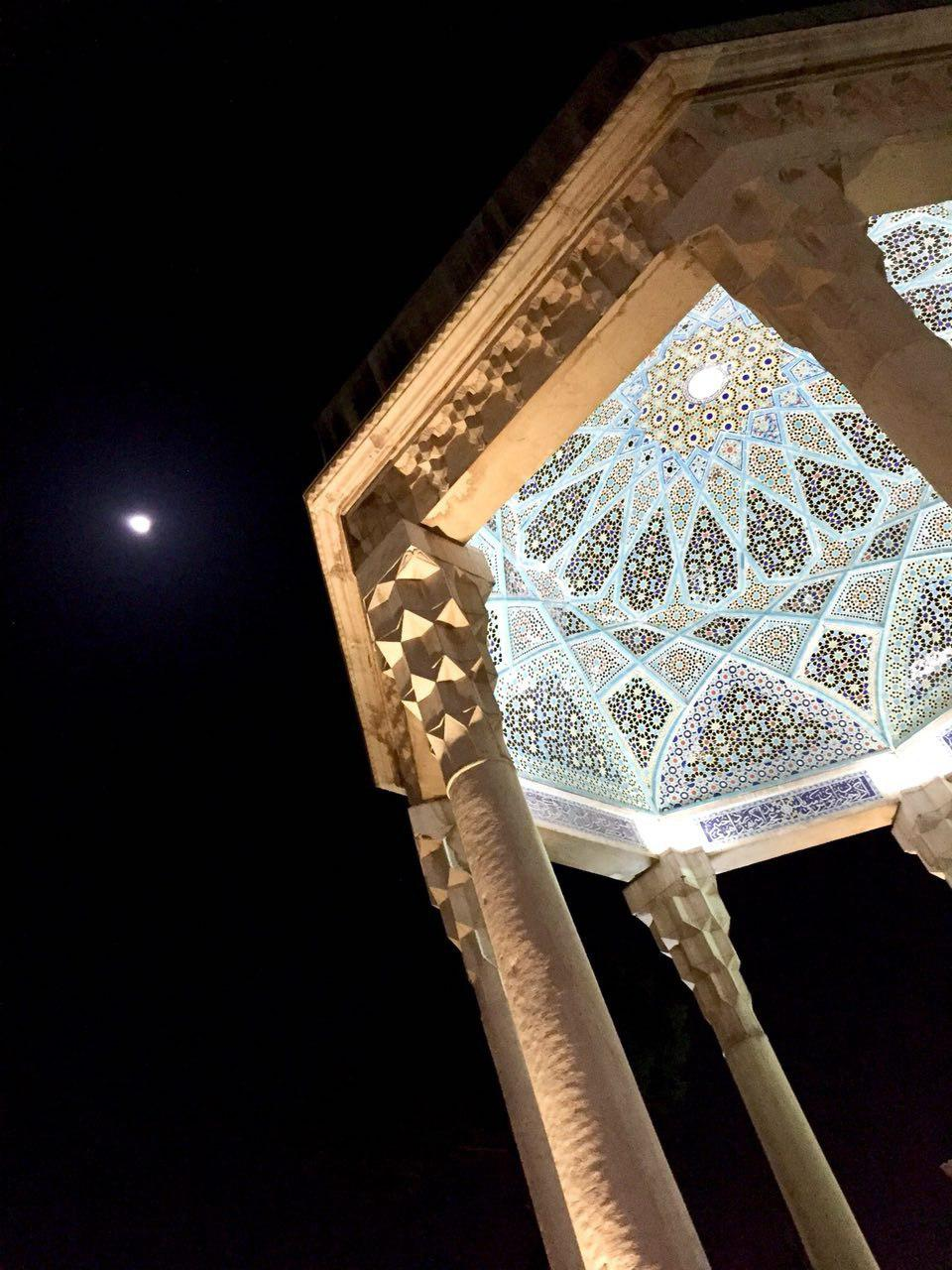
آرامگاه حافظ در شیراز

### قرآن
در اثرپذیری حافظ از قرآن تردیدی نیست، آنچنانکه بیشتر حافظ‌پژوهان بر این باورند که مهم‌ترین دلیل تخلص وی به «حافظ»، حافظ قرآن بودن است. اثرگذاری قرآن بر شعر حافظ از دو منظرِ صورت و معنا قابل بررسی است. در حوزهٔ صورت یا ساختار، مهم‌ترین ویژگی شعر حافظ یعنی استقلال ابیات، بیش از هر چیز اثرپذیرفته از سُوَر و آیات قرآن است. به‌گفتهٔ آرتور آربری، قرآن‌شناس و حافظ‌شناس انگلیسی، این ویژگیْ انقلاب حافظ در غزل است. حافظ برای بیان مضمون‌های گوناگون در یک غزل چنین روشی برگزید. سبک شعر حافظ به‌مانند قرآن، حجمی–حلقوی با سیری دوری و دایره‌ای است که در اطراف گسترده می‌شود. گوته نیز شعر حافظ را سیّال خوانده بود و هامر پورگشتال آن را به گردن‌بندی مروارید با رشته‌ای نادیدنی تشبیه کرده است. مقایسهٔ غزل‌های حافظ با قصیده‌ها و مثنوی‌هایش — که در برابر غزل‌ها منسجم‌ترند — این نتیجه را به‌دست می‌دهد که قصاید و مثنوی‌های حافظ از جنبهٔ هنری و تأثیر، بهتر از غزل‌هایش نیستند. ازاین‌رو استقلال ظاهری ابیات و انسجام درونی آن‌ها به‌مانند قرآن، آن‌ها را بی‌نظیر کرده است. حافظ چنان‌که قرآن در یک سوره بسیاری از موضوعات و مفاهیم را می‌آورد، در یک غزل چندبیتی، گستره‌ای وسیع از حکمت و معنا را می‌گنجاند. این ناپیوستگی برون و پیوستگی درون، هم دربارهٔ قرآن و هم برای غزل‌های حافظ از آغاز ظهور هریک مورد پرسش و بحث بوده است. پیرامون غزل‌های حافظ این موضوع از روزگارِ خود حافظ مطرح بوده است و شاه شجاع بر این ویژگی بر حافظ خرده گرفت و آن را «خلاف طریقت بُلَغا» دانست؛ که با پاسخ هوشمندانهٔ حافظ مبنی بر «شهرت شعر حافظ در آفاق و پای بیرون ننهادن نظم حریفان از دروازهٔ شیراز» مواجه شد. حافظ از این ویژگی شعر خویش و تفاوتش با سروده‌های دیگر شاعران آگاه بود، بدان‌گونه که هر بیت خویش را «بیت‌الغزل» می‌نامد و با اشاره به نو بودن سبک خویش، آن را نتیجهٔ لطفی خداداد می‌داند. اما در حوزهٔ معنی یا محتوا نیز بسیاری از معانی شعر حافظ از مفاهیم قرآن سرچشمه گرفته است. حافظ به سه گونه از این معانی بهره گرفته است: ۱. ترجمه: صنعتی در بدیع است و به آن معناست که بیتی عربی به فارسی یا بیتی فارسی به عربی ترجمه و معنا شود. در ترجمهٔ آیات قرآن در قالب شعر نیز این صنعت به‌کار می‌رود. ۲. اقتباس: یعنی تمام یا بیشتر متن آیه یا حدیثی با همان صورت در شعر بیاید. ۳. تلمیح: به معنای اشاره به داستان، مَثَل یا شعری است و شامل داستان‌های قرآنی نیز می‌شود.
دربارهٔ اثرپذیری حافظ در زمینهٔ دانش‌های قرآنی، آگاهی‌های زیادی در دست نیست؛ محمد گلندام در مقدمهٔ خویش بر دیوان، حافظ را در گروه عالمان و اشتغال‌داران به علوم دینی دانسته و او را «عمدهٔ افاضل علما» در روزگار خویش معرفی نموده است. خود حافظ در ابیاتی به حفظ قرآنش در «چارده روایت» و «اندر سینه داشتن» اشاره می‌کند. نیز دولتشاه، حافظ را «در علم قرآن بی‌نظیر» خوانده است. در تشبیهات شعر حافظ، پیوند وی با فضای علوم قرآنی به‌روشنی منعکس شده است. جز عنوان «حافظ»، دیگر لقبی که به‌گزارش دولتشاه «اکابر او را نام کرده‌اند»، «لسان‌الغیب» است؛ چراکه اشعار حافظ را ثمرهٔ واردات غیبی و حالاتِ فراتر از توان بشری می‌دانستند. این دو لقب برای حافظ در طول تاریخ پایدار ماند و فراتر از گفتگوها برای چیستی این دو لقب، فهم تاریخی همگانی از این دو عنوان در طی سده‌ها، با خواندن شعر حافظ استواری و معنا یافت. برای بیشتر خوانندگان شعر حافظ، او حافظ قرآن و عالمی بود که درکی رندانه از دین و قرآن داشت و تلاش داشت تا روح معارف قرآنی را در کالبَدی دگرگونه و با ظاهر شعری تغزلی به مخاطبانش معرفی، و آنان را با نگاهی تازه به قرآن و مسلمانی آشنا کند. همین بُعد شخصیتی او بود که خوانندگانش را بر آن داشت تا او را زبان غیب بدانند و بنامند و همین درک از دیوان حافظ نیز سبب شد تا به‌مانند تفأل بر قرآن، فال بر دیوان حافظ نیز شکل بگیرد و ارزشمند شود.

### آیین‌های ایران باستان و حکمت خسروانی
به‌باور دادبه، در قلمرو معنا، حافظ در جایگاه شاعری اندیشمند که شعرش نمایندهٔ جهان‌بینی‌اش است، فرهنگ باستانی و فرهنگ اسلامی ایران را با دین، کلام، فلسفه و عرفان پیوند داد و در شعر خویش متبلور ساخت. او عناصر بنیاد جهان‌بینی رندیِ خویش را وامدار فردوسی، خیام، سنایی، عراقی، عطار و مولوی است و از این راه نظامی مستقل به‌نام نظام رندی بنیاد کرد. دادبه ادامه می‌دهد ازاین‌رو می‌توان گفت سه جریان که جلوه‌های گوناگون فرهنگ ایرانی هستند، بر قلمرو معنایی شعر حافظ اثرگذارند. نمایندهٔ نخستین جریان فردوسی است و حافظ افزون‌بر آنکه با شاهنامه، فرهنگ ایران باستان را شناخت، بلکه در اندیشهٔ فلسفی و مضامین شاعرانه نیز وامدار فردوسی و شاهنامه است. سببِ این موضوع آن است که تلاش ایرانیان در چهار سدهٔ نخست اسلامی برای بازیابی هویت ملی و زنده کردن پایه‌های این هویت — یعنی زبان و ادب؛ تاریخ و اساطیر؛ و حکمت و فلسفهٔ ملی — اندیشه‌های فلسفهٔ ایران باستان یا همان حکمت اشراق را مورد توجه و بازیابی و احیا قرار دادند؛ چنان‌که فردوسی این حکمت را در شاهنامه به نظم درآورد و پیام حکمت اشراق را به گوش همگان رساند؛ ابن سینا در زنده کردن این حکمت کوشید و سهروردی خویش را احیاگر حکمت اشراق شناساند و جان بر سر آن گذارد. دادبه می‌گوید اما در اینکه شاهنامه منبع حافظ دربارهٔ موضوعات ایران باستان بوده، شکی نیست؛ پرسش آن است که آیا حافظ منابع دیگری هم در دست داشته است یا نه؟ دادبه می‌گوید این احتمال با توجه به نقل سینه به سینه و نیز آثاری مانند کتاب‌های تاریخ، ناممکن به‌نظر نمی‌رسد. پژوهشگرانی مانند محمد مقدم، محمد معین، فتح‌الله مجتبایی و میرجلال‌الدین کزازی این نظر را رد یا تأیید نموده‌اند.

### اندیشهٔ خیامی
دومین جریان اثرگذار بر اندیشهٔ حافظ، جریانی است که نمایندهٔ آن خیام است و ریشه‌هایش در شاهنامه نیز قابل مشاهده است. به‌باور گروهی از پژوهشگران اثرپذیری حافظ از خیام منفعلانه است و حافظ تنها اندیشه‌های خیام را تکرار می‌کند. دادبه می‌گوید با آنکه این اثرپذیری منفعلانه نیست، اما حتی در این‌صورت، کلام حافظ تازگی خود را دارد. اثرپذیری حافظ از خیام و اندیشه‌هایش در چهار زمینه روی داده و حافظ آن‌ها را با نظام مکتب رندی هماهنگ نموده است. نخستین زمینه شک‌گرایی و لاادری‌گرایی است، آنچنانکه پی‌بردن به راز هستی و آفرینش از عقل آدمی برون است. خیام بر این موضوع تأکید دارد و از بن‌بستی سخن به میان می‌آورد. در مقابل، حافظ این شک را نسبی می‌داند به‌گونه‌ای‌که اگر این راه بر عقل بسته است، راه شهودی و عرفانی باز و هموار است. حیرت و بدبینی دومین زمینه از اندیشه‌های خیامی است که ثمرهٔ شک مطلق در نگاه خیام است. به‌باور خیام نه اندیشه در دین و مذهب و نه حیرت در شک و یقین راهبر به مقصدی نیست. شک مطلق و حیرتِ حاصل از آن در نظر خیام، سبب بدبینی می‌شود و پیش و پس از هستی، تنها نیستی را مشاهده می‌کند. اما در سوی دیگر، حافظ حیرت فلسفی خیامی را ظلمات می‌نامد و از ساقیِ سرمست‌ساز و بی‌خودکننده می‌خواهد تا با نور اشراق رهایی او را از این ظلمات به ارمغان آورد؛ با آنکه حافظ نگاهِ بدبینِ خیام را در برخی ابیات خویش آورده، اما این بینشِ عمومی وی نیست و خوش‌بینیِ حاصل از عشق و عرفان، بر اندیشهٔ او چیره است. سومین زمینه، جبرگرایی خیامی است. خیام انسان را اسیری در دست قضا می‌داند که کائنات نیز چون او اسیر است. در این زمینه حافظ نیز چون خیام است؛ اما هم خیام و هم حافظ فراتر و پیشتر از باور به جبر، آن را ابزاری برای پیام اعتراض خویش در شعر قرار می‌دهند. چهارمین و آخرین زمینهٔ اندیشهٔ خیامی، خوش‌باشی و اغتنام فرصت است. این اندیشه نیز از اندیشه‌های مشترک میان خیام و حافظ است. حافظ نیز چون خیام در شعر خویش بسیار اغتنام فرصت و خوشی را مطرح و آن را تکرار می‌کند. او از صورت عرفانی اغتنام فرصت نیز بهره برده و به آن توجه دارد.

### عرفان
اما جریان سومِ اثرگذار بر اندیشهٔ حافظ، عرفان یا عرفان عاشقانه است که گونه‌ای از فلسفه یا جهان‌بینی فلسفی به‌معنای عام آن است. به این عرفان در آثار سنایی، عراقی، عطار، مولوی، عین‌القضات همدانی، احمد غزالی، و کتاب‌هایی مانند لمعات عراقی، مرصاد العباد و مانند این‌ها پرداخته شده است. بی‌گمان حافظ با اینگونه آثار آشنایی داشته و از آنان بهره برده است. تضمین‌ها، اقتباس‌ها و استقبال‌های وی از شاعران و نویسندگان این آثار و نیز بهره‌گیری از شخصیت شیخ صنعانِ پرداختهٔ عطار برای پردازش شخصیت پیر مغان، تأییدکنندهٔ این نظر است. حافظ در پی‌ریزی نظام مکتب رندی و بنیان اصلی‌اش، بیش از همهٔ دیدگاه‌ها از عرفان عاشقانه بهره برده است. او در نظام نظری مکتبش از عرفان عاشقانه سود جست و در نظام عملی آن نیز، با دگرگونی‌هایی بنیادین در اقتباس‌هایش از عرفان، نظامی روشنفکرانه و فلسفی در راستای مکتب رندی آفرید. ازاین‌رو، مکتب رندی کاملاً مکتب عرفان عاشقانه نیست و مکتبی است التقاطی، اصیل و دارای استقلال، اما در پیوند با مکتب عرفان عاشقانه.
تفسیر عرفانی بر اشعار حافظ و به‌ویژه انطباقش با اندیشه‌های ابن عربی، از سده‌ها پیش آغاز شد؛ اما در دوران معاصر، مرتضی مطهری بود که جدی‌ترین کتاب در این‌باره را نوشت. او در تماشاگه راز تلاش کرد تا در برابرِ مدافعانِ تفسیرِ غیرعرفانی و حتی مادی‌گرایانهٔ کسانی چون احمد شاملو، به انطباق آموزه‌های ابن عربی با اشعار حافظ دست یازد. اما نصرالله پورجوادی این چاره‌اندیشی مطهری را به نقد کشید و کار او را به تلاش ویلبر فورث کلارک مانند کرد که برای فهم عرفانی از حافظ، اشعار او را با توجه به مصباح الهدایه و مفتاح الکفایه عزالدین محمود کاشانی تفسیر کرد. پورجوادی — که خود معتقد به معانی عرفانی بر اشعار حافظ است — بر این باور است که اساساً حافظ شاعر است و نه فیلسوف، و سلیقه‌اش به سمت بزرگان صوفیهٔ پیش از ابن عربی مانند ابوسعید ابوالخیر، عطار، سنایی و احمد غزالی بیشتر متمایل است تا به سوی ابن عربی و پیروانش. عبدالحسین زرین‌کوب هم بر اثرگذاری ابن عربی بر حافظ باور دارد، اما از طریق فخرالدین عراقی. او این آشنایی را سبب پیوند حافظ با ابن عربی و ابن فارض می‌داند. پژوهشگران دیگری مانند فتح‌الله مجتبایی و علیرضا ذکاوتی نیز تلاش‌هایی در انطباق اشعار حافظ بر اندیشه‌های ابن عربی کرده‌اند. در اثرپذیری حافظ از ابن فارض نیز وجوه مشترک بسیاری می‌توان یافت. مرتضی مطهری در این‌باره می‌گوید جایگاه ابن فارض در ادب عرب، چون جایگاه حافظ در ادب فارسی است، با این تفاوت که اهل فن، حافظ را در لطافت و ظرافت برتر می‌دانند و ابن فارض را در مقامات عرفانی. بسیاری مضامین مشترک در شعر این دو شاعر دیده می‌شود مانند ارادت به علی بن ابی‌طالب، ابن‌الوقت بودن در نگاه عارفانه، گرایش به ملامتیه، فقر عارفانه، دشواری‌های عشق، مستی پیش از آفرینش، عشق بالاترین موهبت خداوندی، برتری عشق بر عقل، اثربخشی خیال معشوق، شادی درونی عارف، شب قدر.

### ادب فارسی
در اینکه حافظ آثار پیشینیان، به‌ویژه شاعران نامدار از روزگار رودکی تا دوران خواجو و عبید زاکانی را مطالعه می‌کرده، شکی نیست. به‌گزارش خرمشاهی حافظ از ۲۵ شاعر اثر پذیرفته است. این اثرپذیری‌ها هم جنبه‌های لفظی و هم جنبه‌های محتوایی را دربرمی‌گیرد. حافظ در قلمرو لفظ، زبان و بلاغت از شاعران سبک خراسانی سود جسته است؛ شاعرانی مانند انوری، ظهیر فاریابی، خاقانی، نظامی، و کمال اسماعیل و نیز غزل‌سرایان روزگار سعدی تا دوران خود وی مانند نزاری قهستانی، همام تبریزی، کمال خجندی و خواجوی کرمانی از این گروهند. به‌باور دادبه، او در این بررسی و کنکاش شیوه‌هایی را یافت که نهایت سخن‌دانی و سخنوری است.
دادبه در دائرةالمعارف بزرگ اسلامی می‌گوید این سخنوری و اثرپذیریِ حافظ باید با نظراتی سبک‌شناسانه که برآمده از نقد ادبی است، مورد بررسی سبک‌شناسانه و نقد ادبی قرار گیرد. برخی از این نظرات و احکام، به حافظ منتسب شده و برخی دیگر را شاعران نامداری مانند جامی یا نظریه‌پردازانی گمنام بیان کرده‌اند. حُکمِ اول در بیت «چو سلکِ دُرِّ خوشاب است شعر نغز تو حافظ / که گاه لطف سبق می‌برد ز نظم نظامی»، سبقت حافظ را بر نظامی بیان می‌کند و سخن نظامی را — با همهٔ موسیقی‌آفرینی‌اش — تا حد نظم فروآورده و سخن حافظ را تا حد شعر فراز برده است. دادبه ادامه می‌دهد با آنکه حافظ در (ساقی‌نام) و «مغنّی‌نامه» از نظامی اثر پذیرفته، اما اصولاً حافظ با «ساقی‌نامه» و «مغنّی‌نامه» به چنین جایگاهی نرسیده و بازشناسی شیوه‌های نظامی و بازآفرینی‌شان متناسب با غزل در شعر حافظ مهم است. در دومین حکم و در بیت «چه جای گفتهٔ خواجو و شعر سلمان است / که شعر حافظ ما بهْ ز شعر خوب ظهیر»، در سنجش با «شعر خوب ظهیر» شعر حافظ برتر شمرده شده است. جامی بلاغت و هنر غزل حافظ را در سنجش با بلاغت و هنر قصاید ظهیر چنین بیان می‌کند که در روانی، نسبت غزل‌های حافظ به غزل‌های سرایندگان دیگر، مانند نسبت قصیده‌های ظهیر به قصیده‌های دیگر شاعران است؛ که نتیجهٔ ضمنی‌اش اثرپذیری حافظ از سبک و اسلوب ظهیر است. قزوینی نیز در حواشی مقدمه‌اش بر دیوان، اثرگذاری ظهیر بر حافظ در قلمرو لفظ و پیروی از سبک و روش ظهیر در سرودن قصیده‌ها را بیان کرده است؛ و اما حکم سوم در بیت «استاد غزل سعدی است پیش همه کس اما / دارد سخن حافظ طرز سخن خواجو» بیان شده است. دادبه می‌گوید شاید بتوان گفت شعر خواجو در غزل‌سرایی ایران از روزگار سعدی تا عهد حافظ، رشدیافته‌ترین غزل و شبیه‌ترین به شعر حافظ است. مضمون‌آفرینی، ایهام و نازک‌اندیشی‌های هنری از ویژگی‌های شعر خواجو و — پس از او و در کمالش — شعر حافظ است. نتیجه اینکه غزل تلفیقیِ عاشقانه و عارفانه دستاورد تلاش‌های شاعرانی مانند سلمان، کمال و خواجوست و نقش خواجو متفاوت از دیگران. ازسویی با توجه به حکم دوم، می‌توان گفت جایی که شعر حافظ برتر از شعر ظهیر است، به‌طریق اولیٰ برتر از شعر سلمان و خواجو نیز است. جامی در تحلیلی سبک‌شناسانه و عالمانه، شعر حافظ را بر شعر کمال خجندی و نزاری قهستانی نیز برتر می‌شمارد.
افزون بر آنچه از اثرپذیری حافظ در لفظ و معنا از پیشینیان سخن رفت، چنین به‌نظر می‌رسد که او در هر دو قلمرو از سعدی اثر پذیرفته است. دادبه می‌گوید مکتب ادبی شیراز را سعدی بنیان گذاشت و رهبری کرد و پس از یک سده، حافظ از آن زاییده شد. او ادامه می‌دهد سنجش این دو شاعر در سدهٔ اخیر با وجود علمی نبودن آن، نشان از آن دارد که این‌دو از یکدیگر امتیاز دارند، اما بر یکدیگر نه؛ اما با توجه به پیش بودن سعدی، در اثرگذاری و نقش او در ظهور حافظ گمانی نیست. خرمشاهی معتقد است که حافظ بیش از هر شاعر دیگری، از سعدی اثر پذیرفته و در بیش از صد غزل، از او پیروی کرده است. حافظ بسیاری از مضامین را از سعدی برداشته و چندین مصراع را هم عیناً از وی تضمین کرده است. با این حال، بافت سخن حافظ، سنخیت کمتری با سعدی دارد؛ سروده‌های سعدی دارای انسجام و بافت یکپارچه است.

### ادب عرب
به‌گزارش محمد گلندام، حافظ چنان به «تجسس دواوین عرب» مشغول بوده که به گردآوری اشعار خویش توجهی نداشته است. افزون بر تسلط حافظ بر ادب فارسی، شواهدی نیز نشان‌دهندهٔ آگاهی قابل توجه وی از زبان و ادب عربی است. او با اینکه شاعری عربی‌سرا نیست و سروده‌های عربی‌اش از سر تفنن است، اما ۲۴ غزل و قطعهٔ مُلَمَّع دارد که نشان‌دهندهٔ آشنایی وی با دیوان‌های شاعران نامدار عرب مانند امرؤالقیس، عمرو بن کلثوم، کعب بن زهیر، حسّان بن ثابت، ابونواس، ابوتمام، بحتری، متنبی و بسیاری دیگر است. یادگیری و آموزش تفسیر کشاف زمخشری نیز این آشنایی را تأیید می‌کند. نیز ظاهراً این بهره‌گیری از دیوان‌های عربی بیشتر در حوزهٔ لفظ و مضمون بوده است.

### علوم نقلی و عقلی
افزون بر یادگیری علوم نقلی و عقلی از راه مطالعهٔ آثار شاعران، با استناد به مقدمهٔ جامع دیوان و خود دیوان حافظ، بخشی از تحصیل وی فراگیری علوم نقلی و عقلی بوده و حتی برخی از این علوم مانند کشاف را تدریس می‌کرده است. دادبه می‌گوید کشاف فراتر از ویژگی ادبی، در حوزهٔ علم کلام و نیز دیدگاه معتزله اثری مهم است. از سویی آگاهی از دیدگاه‌های معتزله نیازمند آشنایی با فلسفه است و تنها فردی عربی‌دان، ادیب، قرآن‌شناس و آشنا به فلسفه و کلام می‌تواند تدریسِ این کتاب کند. از سوی دیگر، قاضی عضدالدین ایجی، بنیان‌گذار مکتب فلسفی شیراز و احیاگر فرهنگ اسلامی در سدهٔ هفتم ه‍.ق — که به‌گمان بسیار، استاد حکمت و کلام برای حافظ بوده است — کتاب مواقف را نوشت. معروف‌ترین شرح بر این کتاب، شرح میر سید شریف جرجانی است که احتمالاً هم‌درس حافظ بوده است. این موضوع نیز تأییدکنندهٔ آگاهی حافظ از فلسفه و کلام است. «مطالعهٔ مطالع» نیز دلیلی بر آگاهی حافظ بر حکمت و فلسفه است. منظور از مطالع چه طوالع الانوار من مطالع الانظار اثر قاضی بیضاوی در موضوع حکمت باشد، و چه شرح مطالع قطب‌الدین رازی در منطق، این آگاهی را تأیید می‌کند. در آشنایی با عرفان نیز، دیوان حافظ مهم‌ترین منبع است. مطالعهٔ آثار عرفانی مانند آثار روزبهان بقلی شیرازی، نویسندهٔ شرح شطحیات و عبهر العاشقین و نیز مرصاد العباد می‌تواند این آگاهی را تأیید کند.

## اثرگذاری

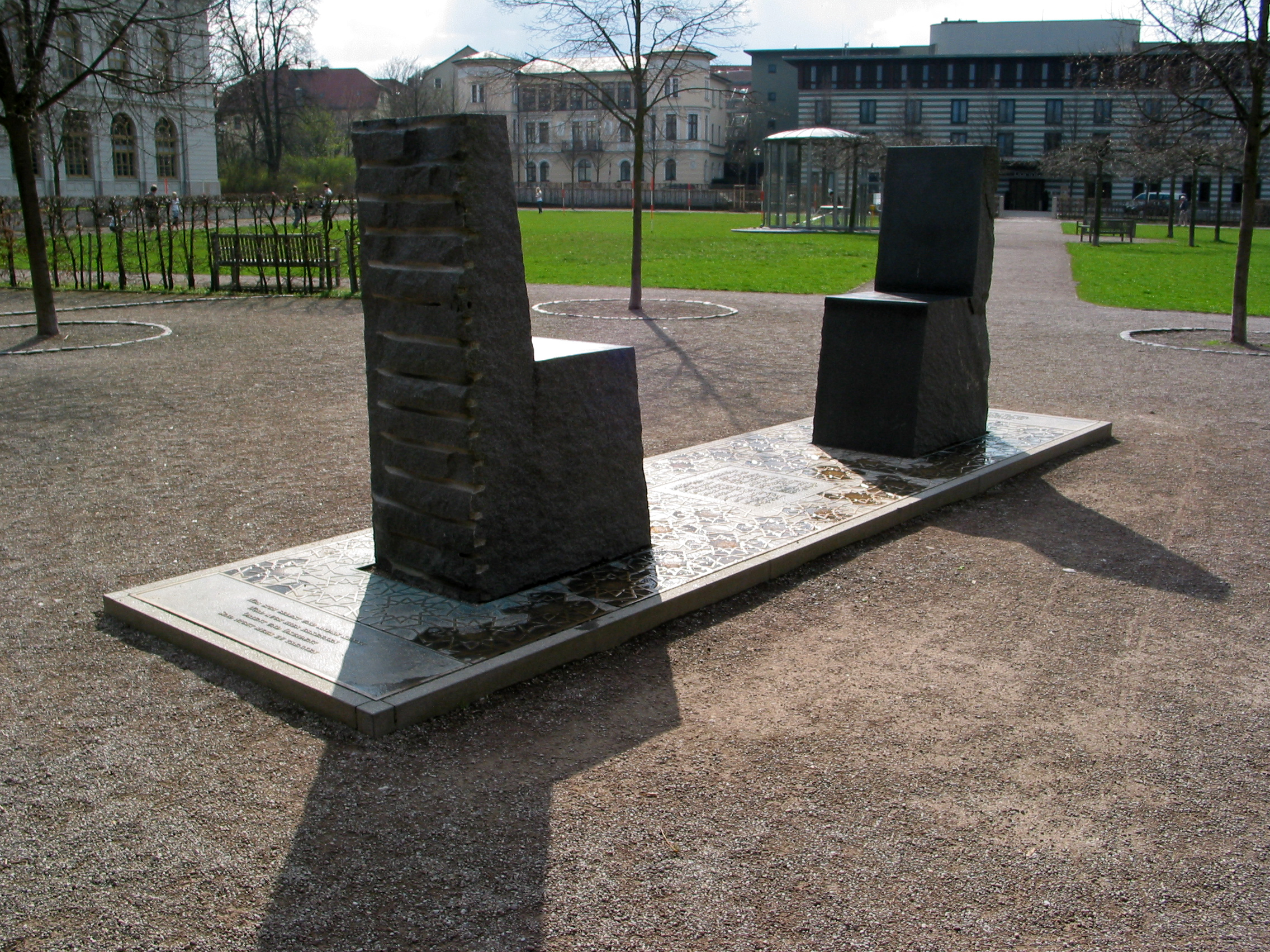
بنای یادبود دیدار گوته و حافظ در بتهوون‌پلاتز که در سال ۲۰۰۰ م افتتاح شد.

### در فرهنگ عامه
غزل حافظ به اعتقاد سیروس شمیسا، آشناترینِ اشعار برای عام و خاص است و این موقعیت برای کمتر شاعری، حتی در مقیاس جهانی پیش آمده است. به‌گفتهٔ یارشاطر، حافظ محبوب‌ترین شاعرِ ایرانی است. اگر کتابی شعر در یک خانهٔ ایرانی پیدا شود، به‌احتمال بسیار، دیوانِ حافظ است. بسیاری از ابیاتش، ضرب‌المثل‌های زبانزدی شده‌اند، و شمارِ کسانی که نمی‌توانند برخی از اشعار او را تا حدی یا به‌طور کاملْ حفظ بخوانند، اندک هستند. از دیوانش در کتاب‌داری بسیار بهره گرفته می‌شود. داستان‌ها دربارهٔ پیش‌بینی‌های الهام‌گرفته‌شده از او فراوان هستند، که با لقبِ معروفِ «لسان‌الغیب» توجیه شده است؛ و بااین‌حال، او همچنان شاعری محض است.

### در ادبیات فارسی
یارشاطر می‌گوید هیچ شاعرِ ایرانیِ دیگری اینچنین موردِ تجزیه و تحلیل، تفسیر و تعبیرِ بسیار قرار نگرفته است. هیچ شاعری نیز به‌اندازهٔ حافظ اثری در دوره‌های شعرِ فارسیِ پس از سدهٔ چهاردهمِ میلادی نداشته است. او در پیشگاهِ فردوسی در قلمرو پهناور و مهمِ اجتماعی–سیاسی، در مقابلِ سعدی در زمینه‌های تنوع و ذوق و نشاط، و در برابرِ مولوی در موسیقیِ پُرنواختْ پایین‌تر است؛ اما با اجماعی عمومی، اوجِ شعرِ غناییِ ایران را نمایندگی می‌کند. در هیچ شاعرِ فارسیِ دیگری نمی‌توان چنین ترکیبی از تخیلِ بارور، بیانِ ادبی، انتخابِ مناسبِ کلمات و عباراتِ خوش‌آهنگِ ابریشمین را یافت. وی عمیقاً بر گروهِ بعدیِ غزل‌سرایان اثر گذاشت. شخصیت‌هایی که در اشعارش مورد حمله یا ستایش قرار گرفته‌اند، تبدیل به گنجینهٔ مشترکِ اشعارِ غناییِ فارسی شد. تجلیل از شراب و مستیِ شورانگیز، سخره گرفتنِ زاهد، شیخ، واعظ و ریاکاران دیگر، غزلِ پس از حافظ را با مضامین و نقوش و مبانی‌ای که تا به امروز ادامه دارد، مجهز کرده است، اما پس از تجدیدِ حیاتِ نیما و پیروانش به‌تدریج کاهش یافت. بااین‌حال، جذابیت و محبوبیتِ حافظ از همهٔ تحولاتِ بعدی جانِ سالم به‌دربُرد. نفوذ و اثرگذاریِ حافظ در ایران و جهان تا بدان حد است که در زمانهٔ خودِ او، آوازهٔ شعرش تا خراسان و ترکستان و هند و عراق عرب و عجم و آذربایجان رسیده بود و پس از درگذشتش نیز پادشاهانِ کشورهای همسایه مانند سلطان احمد، سلطان غیاث‌الدین، سلطان محمدشاه دکنی و تهمتن بن تورانشاه از شعر او استقبال می‌کردند. بسیاری از شخصیت‌های ایرانی از اشعارش در سخنانِ خویش استفاده کرده‌اند مانند نادرشاه، ناظم‌الدوله حاکم فارس، ناصرالدین شاه قاجار، ملااسماعیل واعظِ عهد ناصری.
به‌گفتهٔ محمد معین، اثرگذاریِ حافظ در شعرِ فارسی شایانِ توجه است؛ هرچند به‌خاطر عظمتِ معنا و اعتلای لفظ و حُسنِ ترکیب، تنها اندکی مورد تقلید واقع شده است. به‌قولِ ادوارد براون، سببِ تقلیدِ کمترِ شاعران از او، بیشتر تقلیدناپذیریِ حافظ است و نه اینکه سبکِ حافظ، بی‌ارزش و متروک شده باشد. به‌گفتهٔ فاطمه سیاح، شعرای سده‌های دوازدهم و سیزدهم ه‍. ق، تنها گفته‌های حافظ را تکرار کردند و به تقلیدی سطحیْ اکتفا؛ و اشعارشان از نظر قریحه، جز در موارد معدودی با وی برابری نکرده است. بعضی از شاعرانی که از شعرِ حافظ اثرپذیرفته‌اند یا از او تقلید کرده‌اند عبارتند از: جمال لنبانی، لطف‌الله نیشابوری، جامی، قاسم انوار، شاه نعمت‌الله ولی، مغربی تبریزی، شرف‌الدین علی یزدی، امیر علیشیر نوایی، آذری طوسی، حیدری تبریزی، بابر بن بایسنقر، جهانشاه، بابافغانی شیرازی، نظام قاری، مهری، صائب تبریزی، کلیم کاشانی، سید میرجان‌الله شاه، هاتف اصفهانی، وصال شیرازی، ملا احمد مازندرانی، کیوان اصفهانی، صفی علیشاه، سید عظیم‌الدین تتوی، منشی صاحب رای مهنداس ملکانی، نواب ولی محمدخان، میرحسین علی‌خان، الله‌دادخان صوفی، حشمت شیرازی، ملاهادی سبزواری، قاآنی، یغمای جندقی، طوبی اصفهانی، محمودخان ملک‌الشعرا، نشاط اصفهانی، فرصت شیرازی، فروغی بسطامی، سروش اصفهانی، آشفته دزفولی، ظهیرالاسلام دزفولی، مجرم لاهیجی، ادیب نیشابوری، ادیب فراهانی، ملاصالحا، حسام‌الاسلام دانش گیلانی، ناصرالدین شاه قاجار، عارف قزوینی، ایرج میرزا، سید اشرف‌الدین حسینی، ملک‌الشعرا بهار، رضازاده شفق، رعدی آذرخشی.
به‌گفتهٔ سیروس شمیسا، بعد از حافظ در فاصلهٔ اوایل سدهٔ نهم تا روزگارِ صائب در سدهٔ یازدهم، دورانِ تردید است؛ به این معنی که شاعرانِ متقدمِ این دوران، هنوز در انکارِ بسته‌شدنِ دایرهٔ غزل عراقی به‌دست حافظ به‌سر می‌برند، و سپس آرام‌آرام این موضوع را می‌پذیرند و کسانی مانند بابافغانی تلاش می‌کنند تا شیوه‌ای دیگر به‌نامِ سبک هندی پی بریزند که درنهایت در شعرِ صائب به اوج می‌رسد. شمیسا می‌گوید با مسامحه می‌توان گفت که حافظ در جایگاهِ شاعری بزرگ، بر زبان و ادبیاتِ پس از خود ستم روا داشت، ازآن‌رو که چنان آن را متأثرِ خویش می‌سازد که شاعرانِ پسین را تصور بر این بود که تنها باید بر آن شیوه کار کرد و چون یارای گذار از نمونهٔ اصلی را ندارند، هنری اصیل نزایند و درنتیجه تقلید و ابتذال بدان پایه رسد که به سقوطِ زبان و ادبیات انجامد. او خود استثنایی بود که توانست از نفوذِ سعدی برهد، اما خودش چونان درختی پرشاخ و برگ بود که هیچ گیاهی در سایه‌اش نمی‌توانست رُست. ازاین‌رو به‌تعبیری، او کشتزارِ ادبیات را پس از خود بی‌ثمر کرد و نمونه‌های شعرِ پس از او به‌شدت تقلیدی و مبتذل هستند، و درنتیجه ادبیات برای نجاتِ خویشتن، سبکی نو درمی‌اندازد چراکه تنها اینچنین، شاعران را توان و مجالِ جلوه‌گری دست می‌دهد. غزلِ دورهٔ بازگشت که ترکیبی از شیوه‌های مختلفِ پیش از سبک هندی — و حتی گاهی شاعرانِ سبک هندی است — تاحدودی از حافظ متأثر است؛ و سپس‌تر در روزگارِ معاصر — که از عصر مشروطیت تاکنون را دربرمی‌گیرد — در آثار بعضی شاعران، غزلِ تقلیدی از نمونه‌های غزلِ عراقی و هندی شکل می‌گیرد که نمونه‌های معروفش، غزلِ شهریار در تقلید از غزلِ عراقی، به‌ویژه حافظ، و غزلِ رهی معیری در تقلیدِ از غزلِ هندی هستند.

### در جهان

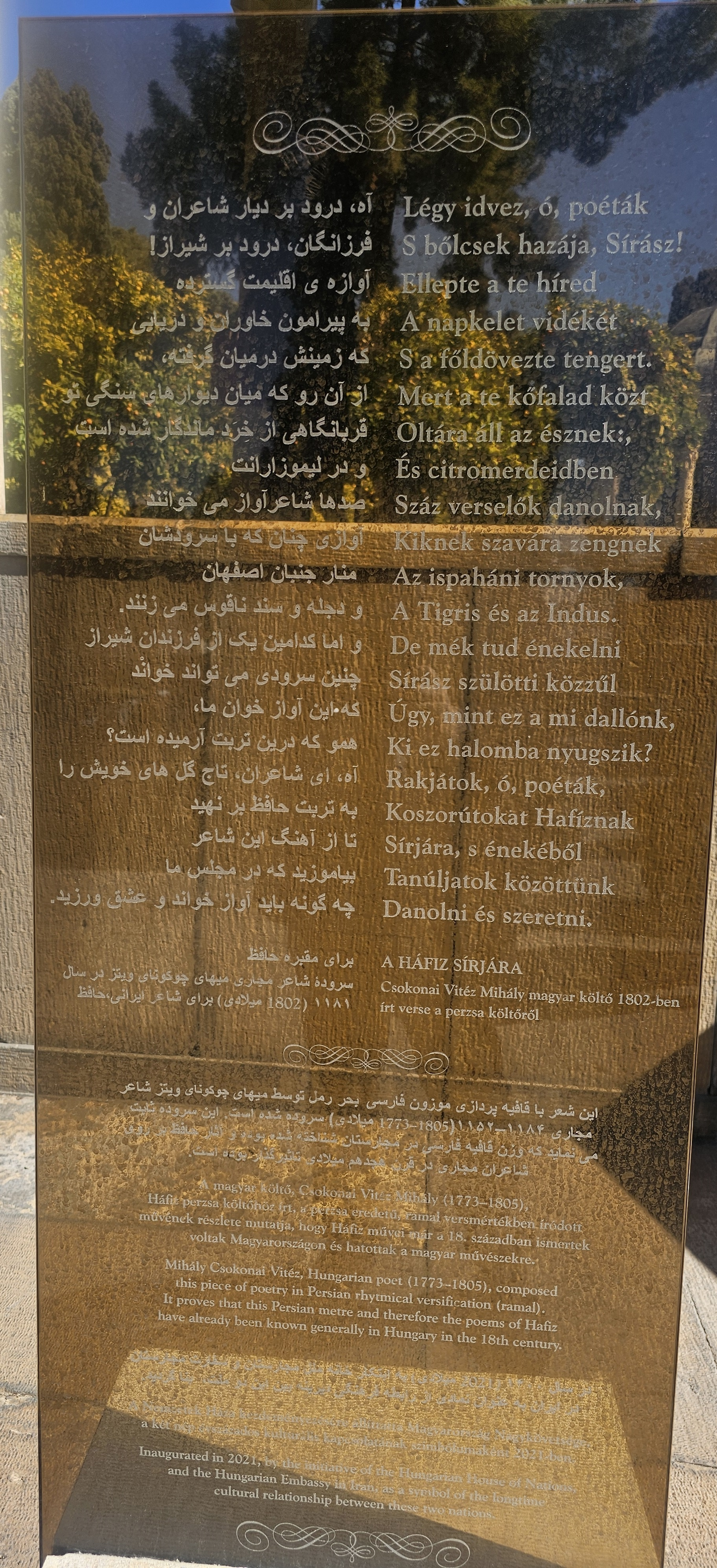
شعر میهای چوکونائی ویتز شاعر مجارستانی برای حافظ (نصب شده در حافظیه). ثابت می‌نماید که آثار حافظ روی شاعران مجاری در قرن ۱۸ میلادی تأثیرگذار بوده است.

سبکی که حافظ بنیان گذارد بر شاعران روزگاران بعدی و نیز معاصرانش اثر گذاشت. آوازهٔ شعر حافظ در زمان زندگی‌اش به سرزمین‌های دیگر مانند شبه‌قارهٔ هند رسید و شاعران آن سرزمین‌ها تلاش کردند تا ویژگی‌های شعرش را به‌کار برند و به‌مانند حافظ مضامین عاشقانه و عارفانه را به‌هم پیوند دهند و از صنایع ادبی به‌روش حافظ بهره گیرند. امیرعلیشیر نوایی، فیض دکنی، سلیم تهرانی، میرزا جلال اسیر، بیدل دهلوی و ناصرعلی سرهندی از این گروهند. محمدقلی قطب شاه در برخی غزل‌ها و اشعارش از اصطلاحات و ترکیب‌های ویژهٔ حافظ بهره برده است. میرتقی‌میر و میرزا رفیع سودا، شاعران اردوزبان، به تقلید از حافظ شعر می‌سرودند. شاه‌وردی بیات، شاعر فارسی‌سرای بنگال، به‌پیروی از حافظ سروده‌های فلسفی و صوفیانه با اصطلاحات رندی و سرمستی می‌سرود. غالب دهلوی بسیاری از ویژگی‌های شعر حافظ مانند مضمون، بحر، وزن، ردیف و قافیه را در غزل‌ها و اشعار فارسی و اردوی خویش به‌کار برده است. عبدالکریم خاکی نیز در دیوان خویش به غزل‌ها و اندیشه‌های حافظ توجه بسیاری داشته است. اقبال لاهوری نیز در مقام شاعر و حکیم و فیلسوف بسیار از حافظ اثر پذیرفت. جدا از شاعران شبه‌قاره، اندیشمندان هند، پاکستان و بنگلادش نیز از حافظ اثر پذیرفته‌اند. لالن شاه، صوفی نامدار بنگلادش در کتاب‌های بنگلاگیتی، کویتا و هارامنی از شعر حافظ استقبال کرده است. راجا رام موهن رای، از رهبران هند و بنگال غربی، در کتابی به زبان فارسی به نام تحفة الموحدین از شعر حافظ بهره برده است. رابیندرانات تاگور، اندیشمند و شاعر نامدار بنگال، با شعر حافظ پیوندی ویژه داشت و این دلبستگی را از خانوادهٔ خویش گرفته بود. در کتابش به‌نام گیتانجلی، اثر اندیشه‌ها و باورهای حافظ دیده می‌شود. اثرگذاری حافظ در آثار نویسندگان اردو نیز قابل توجه است. شبلی نعمانی، مولانا حافظ محمد اسلم جیراج پوری، جلال‌الدین احمد جعفری، سجاد ظهیر، یوسف حسین‌خان، کبیر احمد جایسی، سید محمد عبدالله، محمد ریاض، محمد منور و عبدالشکور احسن از این نویسندگان هستند. شاهان بابری هند، دلبستگی زیادی به حافظ داشتند تا جایی که همایون شاه و جهانگیر، در برخی امور مملکتی پس از تفأل به حافظ تصمیم می‌گرفتند.
در حوزهٔ زبان عربی، پس از خیام، حافظ بیشترین اثرگذاری را داشته است. ابراهیم امین شواربی، طه حسین، محمد فراتی، صلاح صاوی و محمدعلی شمس‌الدین از کسانی هستند که در این زمینه دست به نگارش آثاری زده‌اند.
اثرگذاری حافظ در قلمرو ادبیات ترکی عثمانی، به‌ویژه در سروده‌های شاعران سده‌های نهم و دهم ه‍.ق دارای اهمیت است. دیوان حافظ در قلمرو عثمانی خوانده می‌شده مرجعی برای یادگیری زبان فارسی بوده و نیز در فن شعر و علم زیبایی‌شناسی تدریس می‌شده است. گاهی بعضی از مشایخ در مساجد درسش می‌دادند. اثرگذاری حافظ در ادبیات عثمانی چنان بوده که برای بررسی شعر شاعران کلاسیک ترک، مقایسه‌شان با حافظ الزامی بود. بعضی از سرایندگان بزرگ ترک مانند عبدالحق حامد طرخان، و ناجی معلم دیوان حافظ را مانند کتاب درسی مطالعه کرده‌اند. شاعران بسیاری در قلمرو عثمانی شعر حافظ را نظیره‌سرایی کرده‌اند. فضلی، ابوالفضل محمد بن ادریس دفتری، امین یُمنی، یوسف سنان‌الدین کوتاهیه‌ای، احمدپاشا، ابراهیم ددهٔ مغلوی مولوی، محمد بن سلیمان بغدادی، مصطفی عالی، باقی، نفعی، یحیی کمال بایاتلی، عبدالباقی گولپینارلی از نظیره‌پردازان به حافظ هستند.
بر اساس کتابشناسی حافظ گردآوری مهرداد نیکنام — که نوشته‌ها دربارهٔ حافظ و دیوانش از آغاز تا سال ۱۳۶۷ را دربرمی‌گیرد — آثاری با محتوای دیوان‌های چاپی و دیوان‌های برگزیدهٔ تاریخ‌دار و بی‌تاریخ، نسخه‌های دستنویس تا پایان سدهٔ دهم ه‍. ق، شرحِ دیوان یا بخشی از آن، آثارِ اختصاصی یا بخشی از آثار دربارهٔ حافظ، مقالاتِ فارسی و عربی و پایان‌نامه‌های دکتری ادبیات در ایران، تنظیم اشعار حافظ برای آواز، در ادبیات کودکان، دیوان یا گزیدهٔ دیوانِ چاپی به زبان‌های دیگر در ایران تاریخ‌دار و بی‌تاریخ، آثار در زبان آذری، ترجمه‌های دیوان یا بخشی از آن به زبان‌های اردو، پنجابی، سندی، عربی، انگلیسی در هند و پاکستان، دیوان و گزیدهٔ آن، کتاب‌ها، مقالات، پایان‌نامه‌ها و تنظیمِ اشعار برای آواز به زبان‌های انگلیسی، فرانسه، آلمانی، روسی، ارمنی، بلغاری، چکی، چینی، دانمارکی، هلندی، فنلاندی، یونانی، مجاری، ایتالیایی، لاتین، لیتوانیایی، نروژی، لهستانی، پرتغالی، رومانیایی، صربی، سوئدی، اسپانیایی و ترکی در این سال‌ها به‌دست آمده است.

## نقدها و نظرها

### نقدها
قدیمی‌ترین انتقادها به اشعار حافظ، از سوی دین‌داران صورت گرفته است که سابقهٔ آن به دوران حیات حافظ بازمی‌گردد. بعضی از دین‌داران اشعار حافظ را برخلاف آموزه‌های اسلامی می‌دانسته‌اند؛ گزارش‌هایی از این که علمای اهل سنت عثمانی مطالعهٔ دیوان حافظ را منع کرده‌اند، وجود دارد. برای مثال مفتی حنفی ابوالسعود در بارهٔ اشعار حافظ گفته بود گرچه در میان اشعار حافظ حکمت‌های ذوقی وجود دارد اما در لابه‌لای آن خرافات خارج از مرز شریعت هم هست. اورنگ زیب هم از شاهان هند، در دورهٔ خودش دستور داد کتاب‌های حافظ را از کتاب‌خانه‌ها جمع‌آوری کنند و آن‌ها را بسوزانند. در دورهٔ معاصر، بیشترین انتقاد از حافظ از بُعد دینی، در دو کتاب گرد آمده است: یکی البدعة و التحرف تألیف محمدجواد خراسانی و دیگری منظومهٔ گفتگویی با حافظ، یا حافظ شکن نوشتهٔ سیدابوالفضل برقعی. خراسانی کتابی به نام رضوان اکبر را اختصاصاً در ردّ حافظ نوشته و در آن حافظ را اهل ضلال و دیوانش را مضلّ دانسته و بر همین اساس، خرید و خواندن و چاپ و فروش اشعار او را حرام اعلام کرده است. برقعی در کتاب شعر و موسیقی‌اش که به تخطئهٔ عرفا و شاعران اختصاص دارد، بیش‌ترین تخطئه را به حافظ نسبت داده و او را جاسوس حکومت می‌دانسته است.
اقبال لاهوری نیز با اینکه از زبان و مضمون‌پردازی‌های حافظ در شعر خود بسیار بهره برده و حداقل از ۱۶ غزل حافظ استقبال کرده است، با عقاید و اندیشه‌های صوفیانهٔ حافظ به‌شدت مخالف بود. او در چاپ نخست مثنوی اسرار خودی در ۳۵ بیت از حافظ انتقاد، او را عامل انحطاط و اهمال مسلمانان آسیا معرفی کرده و «فقیه ملت می‌خوارگان، امام امت بیچارگان» نام داده است. اما به‌دلیل اعتراض مردم در شبه‌قاره مجبور شد در چاپ‌های بعد به خودسانسوری متوسل شود. اقبال بعداً در نامه‌ای به محمد اسلم جیراج پوری نوشت به دلیل «ساده‌اندیشی عوام و اثرپذیری سطحی» آن‌ها، غزل‌های حافظ بر ذهن و فکر آن‌ها اثر منفی می‌گذارد.
احمد کسروی حافظ را قافیه‌سازی می‌دانست که برای جور شدن قافیه عباراتی بی‌معنی سروده است. به‌گفتهٔ او حافظ در میان مکتب‌های مختلف سرگردان مانده، گیج شده و چون به هیچ‌کدام پایبند نشده، به پریشان‌گویی و نقیض‌گویی روی آورده و در باطن به همه چیز بی‌عقیده و در نهایت خراباتی شده است. همچنین به‌باور کسروی حافظ در برخی بدآموزی‌ها، مانند شراب‌خواری، بیکاری و بی‌دردی، جبرگرایی و خردستیزی، زبان‌درازی نسبت به خدا و امردبازی نقش داشته است. وی حتی شرق‌شناسان را به این متهم می‌کند که نسبت به شرق بدخواهی می‌کنند و تمایل دارند تا همهٔ اهل شرق به‌مانند حافظ عمر خویش را در کنج خرابات هدر دهند و ثروت کشور خویش را به حریصان اروپا و آمریکا وانهند و در این میان گروهی از ایرانیان با آنان همراه شده‌اند. به‌باور کسروی محمدعلی فروغی، محمد قزوینی و قاسم غنی از کسانی‌اند که فریب شرق‌شناسان اروپایی را خورده‌اند. یکی از برنامه‌های کسروی علاوه بر مبارزهٔ نوشتاری با حافظ، جمع‌آوری و سوزاندن دیوان حافظ همراه با پیروانش بود.
علی دشتی، با برشمردن تناقض‌هایی در شعرهای حافظ، او را شاعری توصیف می‌کند که روحی حساس و تاثیرپذیر دارد. او می‌گوید که حافظ شاعر است و نه فیلسوف. پرویز ناتل خانلری رباعیات حافظ را چه در لفظ و چه در معنی، فاقد ارزش و اعتبار می‌داند و معتقد است این اشعار «بر قدر و شأن این غزل‌سرا نمی‌افزاید.»

### نظرها
به‌باور یارشاطر، تلاش جهتِ پیدا کردنِ تفسیرِ عرفانی برای ستایشِ حافظ از شراب و مستی از سوی دیوان پشتیبانی نمی‌شود. بسیاری از عاشقانِ حافظ در پیِ یافتنِ سرنخ‌هایی در شعرش برای عرفان یا تأییدِ عقایدِ مذهبی‌اش بوده‌اند. بعضی از مفسران و حتی بعضی از مترجمانِ غربیِ حافظ، به‌ویژه هنری ویلبرفورس کلارک، مترجمِ دیوان، خود را قانع کرده بودند که هر کلمه‌ای که به‌وسیلهٔ حافظ نوشته شده، معنایی عرفانی دارد و هیچ بیتی از حافظ به‌معنای آنچه گفته می‌شود نبوده است. خواندنِ حافظ به‌عنوانِ اشاراتِ رمزگونهٔ شاعرانه به‌معنی معنای رمزی برای هر بیت یا کلمه، این دیدگاه را مطرح می‌کند که غزل‌های او را می‌توان در دو سطح خواند، یکی آشکار، و دیگری پنهان که دومی نشان‌دهندهٔ معنای مورد نظر است. رمزگشاییِ معنایِ اصلیِ حافظ به هنری باطنی تبدیل شد، و با توضیحی که معتقدان به نظریه‌های توطئه در امورِ سیاسی ارائه می‌دهند، متفاوت نیست.
یارشاطر بر این باور است که هیچ نشانه‌ای وجود ندارد که حافظ لفظی را گفته و آن لفظ به معنای دیگری است. ابیاتی وجود دارد که شرابِ انگور را با دقتِ یک شخصِ خبره توصیف می‌کند، که بی‌شک منظورِ وی اشیاء واقعی است و نه چیز دیگر. و بسیاری ابیات وجود دارد که حافظ در آن، شک و تردیدهای جدی را نشان می‌دهد. او غالباً قولِ بهشت و آسایش‌هایش را استهزاء می‌کند، و آن‌ها را به زاهدان و هم‌نوعان‌شان حواله می‌دهد و خودش را به‌عنوان رند برای هدایای زمینی، به‌ویژه شراب برمی‌گزیند. وی بارها و بارها اظهار می‌دارد که ما رازِ جهان را نمی‌دانیم و بنابراین هیچ یقینی وجود ندارد که آنچه واعظان موعظه می‌کنند یا زاهدان دربارهٔ داوریِ نهایی یا سرنوشتِ انسان اعلام می‌کنند معتبر است. بااین‌همه، فریبنده‌ترین و بی‌پرده‌ترین ابرازِ شک و تردیدِ او این بیت است:
| پیرِ ما گفت خطا بر قلمِ صنع نرفت |  | آفرین بر نظرِ پاکِ خطاپوشش باد |

او ادامه می‌دهد ترسِ بعضی در انکارِ ادعاهای معانیِ باطنی و اکراه از زدودنِ هالهٔ عرفانیِ حافظ منجر به دروغ و اقتباس، دست‌کم در بعضی موارد، و خواندن دوگانهٔ اشعارِ وی در دو سطحِ عرفانی و دنیوی شده است. در صورتِ عدمِ وجودِ اطلاعاتِ زندگی‌نامه‌ایِ معتبر، ایمن‌ترین راه برای درکِ حافظ و فهمِ عقاید و نگرش‌هایش، رجوع به اشعارِ وی است. برای تحمیلِ نظراتی که اشعارش تأیید نمی‌کنند، این است که حافظ دیدگاهِ مفسرانِ او باشد. این ممکن است اعتبارِ پدیده‌شناسی داشته باشد، و تکاملِ تاریخیِ تصویرِ حافظ در اذهانِ خوانندگان خود را منعکس کند، و برخی از خوانش‌های پست‌مدرنیستی از حافظ ممکن است به دنبال برقراریِ تعامل بین متن و مخاطبانِ وی باشد. اما اگر یافتنِ آنچه حافظ واقعاً اندیشیده و بیان کرده، مورد جستجوست، باید بر خوانشِ نزدیکِ دیوانِ وی بدونِ پیش‌داوری تکیه کرد. ساختن قِدّیسی غیبی و عارفی از او، به‌جای یک شاعرِ عالی و حقیقتاً بزرگ، به‌معنای نادیده گرفتنِ شفافیت زبانش و روشن بودنِ بیانش است.
به‌گمان یارشاطر، درحالی‌که واضح است که حافظ عارفانِ خالص، خویشتن‌دار و خداشناس را از عارفانِ دروغین متمایز می‌کند، اما وی به هیچ مکتبِ فکریِ تصوف تعلق ندارد، بلکه تصمیم می‌گیرد کاملاً آزاد و مستقل از هرگونه دلبستگیِ چنین باشد. او مردی است با حساسیت‌های معمول با اشتیاقِ آشکار برای زیبایی‌های زندگی و لذتِ زندگی؛ او با غزل‌های مدحی‌اش به‌شماری از پشتیبانانش خدمت می‌کند و انتظار دارد که پاداش دریافت کند. حافظ مشتاق است تا وسایل لازم را در اختیار داشته باشد تا بتواند از زندگیِ خوب و آراسته با موسیقی، سفرهای تفریحی، مهمانی با دوستان و خوشیِ خدمتِ ساقیان لذت ببرد. سردرگمی و عدم تعصبِ حافظ، جهان‌بینیِ گسترده‌اش، و خیالات و تفکرات اخلاقی وی با «عرفان» دلالت بر تفسیرِ ذهنیِ شعرِ او دارد.

## حافظ‌پژوهی
آگاهی از زندگانی حافظ، مدت‌ها بر چند روایت تأییدنشده استوار بود. نخستین پژوهش‌های علمی در این خصوص را عبدالرحیم خلخالی، محمد معین، سعید نفیسی، قاسم غنی و محمد قزوینی انجام دادند. در سده‌های اخیر پژوهش‌های فراوانی دربارهٔ حافظ و دیوانش انجام گرفته است. عبدالحسین زرین‌کوب، منوچهر مرتضوی، مهرداد نیکنام، ابوالقاسم رادفر، علی‌اکبر رزاز، مهیندخت صدیقیان، پرویز اهور و سیروس شمیسا از شناخته‌ترین پژوهشگران ایرانی دربارهٔ حافظ هستند.
بنابر پژوهش حاجیان و احمدی، از آغاز سیر حافظ‌پژوهی در سال ۱۲۹۸ تا سال ۱۳۹۰ ه‍. ش، نزدیک به ۲۰۸۲ مقاله دربارهٔ شرح ابیات دیوان حافظ؛ معرفی انواع ویرایش‌های دیوان حافظ؛ نقد کتاب‌ها و مقالات؛ نسخه‌شناسی و معرفی نسخ؛ تحلیل شخصیت، اندیشه و زندگی حافظ؛ حافظ و دیگران؛ تحلیل زیبایی‌شناسی شعر حافظ و دیگر موضوعات نوشته شده است. بر اساس داده‌های مستند خانهٔ کتاب ایران، از سال ۱۳۷۸ تا ۱۳۹۵، ۳۱۶۲ اثر با موضوع دیوان حافظ؛ دیوان خوشنویسی‌شدهٔ حافظ؛ شرح، ترجمه، و گزیدهٔ دیوان؛ فالنامه؛ و کتاب‌هایی دربارهٔ حافظ با محتوای نقد و بررسی؛ تاریخ، اندیشه و سرگذشت حافظ در ایران چاپ و منتشر شده است. برخی از کتاب‌هایی که در این زمینه چاپ شده‌اند عبارتند از: تاریخ عصر حافظ: بحث در آثار و افکار و احوال حافظ نوشتهٔ قاسم غنی، حافظ شیرین‌سخن نوشتهٔ محمد معین، کوچهٔ رندان نوشتهٔ عبدالحسین زرین‌کوب، مکتب حافظ اثر منوچهر مرتضوی، کتابشناسی حافظ گردآوری مهرداد نیکنام، حافظ‌شناسان و حافظ‌پژوهی گردآوری ابوالقاسم رادفر. برخی از شرح‌های دیوان حافظ نیز عبارتند از: شرح اشارات حافظ اثر علی‌اکبر رزاز، حافظ‌نامه اثر بهاءالدین خرمشاهی، شرح غزل‌های حافظ از حسینعلی هروی و آیینهٔ جام اثر عباس زریاب خویی.
همه ساله نشست‌های گوناگونی در زمینهٔ حافظ‌پژوهی در ایران و جهان برگزار شده و می‌شود. از آن دسته نشست‌های علمی حافظ‌پژوهی در تهران با همکاری معاونت فرهنگی شهر کتاب، دانشگاه حافظ و مؤسسهٔ دانشنامهٔ فارس و با حضور حافظ‌پژوهان برگزار می‌شود. انتشار سالانهٔ دفتر حافظ‌پژوهی نیز از دیگر فعالیت‌هاست که دربردارندهٔ سخنرانی‌های ایرادشده در نشست‌های علمی است. در دیگر کشورها نیز مراسم بزرگ‌داشت حافظ از سوی رایزنی‌های فرهنگی ایران و با حضور دوستداران زبان و ادب فارسی و انجمن‌های ادبی برگزار می‌شود.

## جایگاه جهانی حافظ

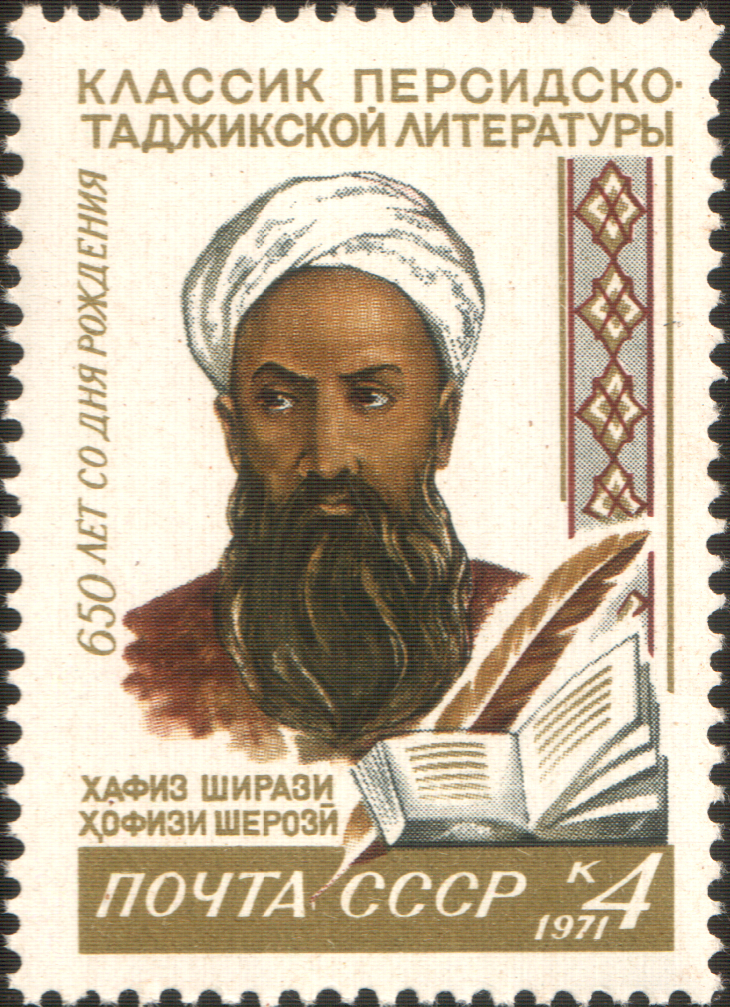
شوروی در سال ۱۹۷۱ تمبری با عنوان «۶۵۰مین سالگرد تولد حافظ شیرازی، شاعر پارسی» منتشر کرد.

کنگرهٔ جهانی سعدی و حافظ به‌مناسبت هفتصدمین سال درگذشت سعدی و ششصدمین سال درگذشت حافظ، از سوی مؤسسهٔ آسیایی دانشگاه پهلوی در سال ۱۳۵۰ ه‍.ش در شیراز برگزار شد. در این کنگره ۱۲۰ تن از ایران‌شناسان برجسته از ایران و جهان دعوت شده بودند که البته نزدیک به ۱۰۰ تن در آن شرکت کردند. به‌مدت ۵ روز از ۷ تا ۱۲ اردیبهشت ۱۳۵۰ ه‍.ش با سخنرانی در تالار دانشگاه پهلوی در شیراز افتتاح شد و در روزهای بعد با سخنرانی‌ها در دو اتاق جداگانه برای دو شاعر در عمارت نارنجستان قوام ادامه یافت. مقالات دربارهٔ حافظ به‌کوشش منصور رستگار فسایی در کتابی با عنوان مقالاتی دربارهٔ زندگی و شعر حافظ به چاپ رسید.
مجمع عمومی بیست و چهارمین اجلاس کنفرانس عمومی یونسکو در سال ۱۹۸۷ م به پیشنهاد ایران، سال ۱۳۶۷ ه‍.ش/۱۹۸۹ م برابر با ششصدمین سال درگذشت حافظ را، سال بزرگداشت حافظ نام‌گذاری کرد. در این سال به دعوت کمیسیون ملی یونسکو در ایران، کنگرهٔ بین‌المللی بزرگداشت حافظ در شیراز برگزار شد. مجموعهٔ مقالات ارائه‌شده در این کنگره شامل ۶۱ مقاله، در کتابی با عنوان سخن اهل دل و به‌همت کمیسیون ملی یونسکو در ایران، گردآوری و چاپ شد.
نخستین همایش بزرگ‌داشت حافظ در ۲۰ مهر ۱۳۷۶ ه‍.ش و در شیراز برگزار شد و پس از آن، هر ساله در این روز، هم‌زمان در شیراز و دیگر شهرهای ایران و جهان، مراسم بزرگ‌داشت حافظ برگزار می‌شود. سالنامهٔ تخصصی مرکز حافظ‌شناسی نیز دربردارندهٔ متن کامل سخن‌رانی‌ها در همایش‌های علمی این روز به‌همراه مقاله‌های برگزیدهٔ فراخوان عمومی هر ساله با نام «دفتر حافظ‌پژوهی» چاپ و منتشر می‌شود.

## راه‌اندازی نهادهایی به نام حافظ
از نهادهای فرهنگی و علمی مرتبط با حافظ‌پژوهی در ایران، مرکز حافظ‌شناسی است. این مرکز در سال ۱۳۷۵ ه‍.ش بنیادگذاری شد و در محل آرامگاه حافظ فعالیت خود را آغاز کرد. از دستاوردهای این مرکز، فراهم نمودن مجموعه‌ای از آثار دربارهٔ حافظ است. ارزیابی طرح‌های علمی، حمایت از مطالعات حافظ‌پژوهی، چاپ و انتشار فعالیت‌های پژوهشگرانه، برنامه‌ریزی و برگزاری جلسات علمی در سالروز بزرگ‌داشت حافظ از دیگر فعالیت‌های این مرکز است. کلاس‌های آزاد حافظ‌خوانی نیز در محل مرکز از سال ۱۳۷۵ ه‍.ش برگزار می‌شود. دیگر فعالیت این مرکز، اعطای «نشان درجه یک علمی حافظ‌شناسی» به حافظ‌پژوهان ایرانی و غیرایرانی برای قدردانی از پژوهشگران و پژوهش‌های برتر است. تا سال ۱۴۰۰ شش حافظ‌پژوه، هانری دوفوشه کور، جیوانی ام. درمه، سلیم نیساری، بهاءالدین خرمشاهی، سعید حمیدیان و حجابی کرلانگیچ، موفق به کسب این نشان شده‌اند.

## منبع‌شناسی

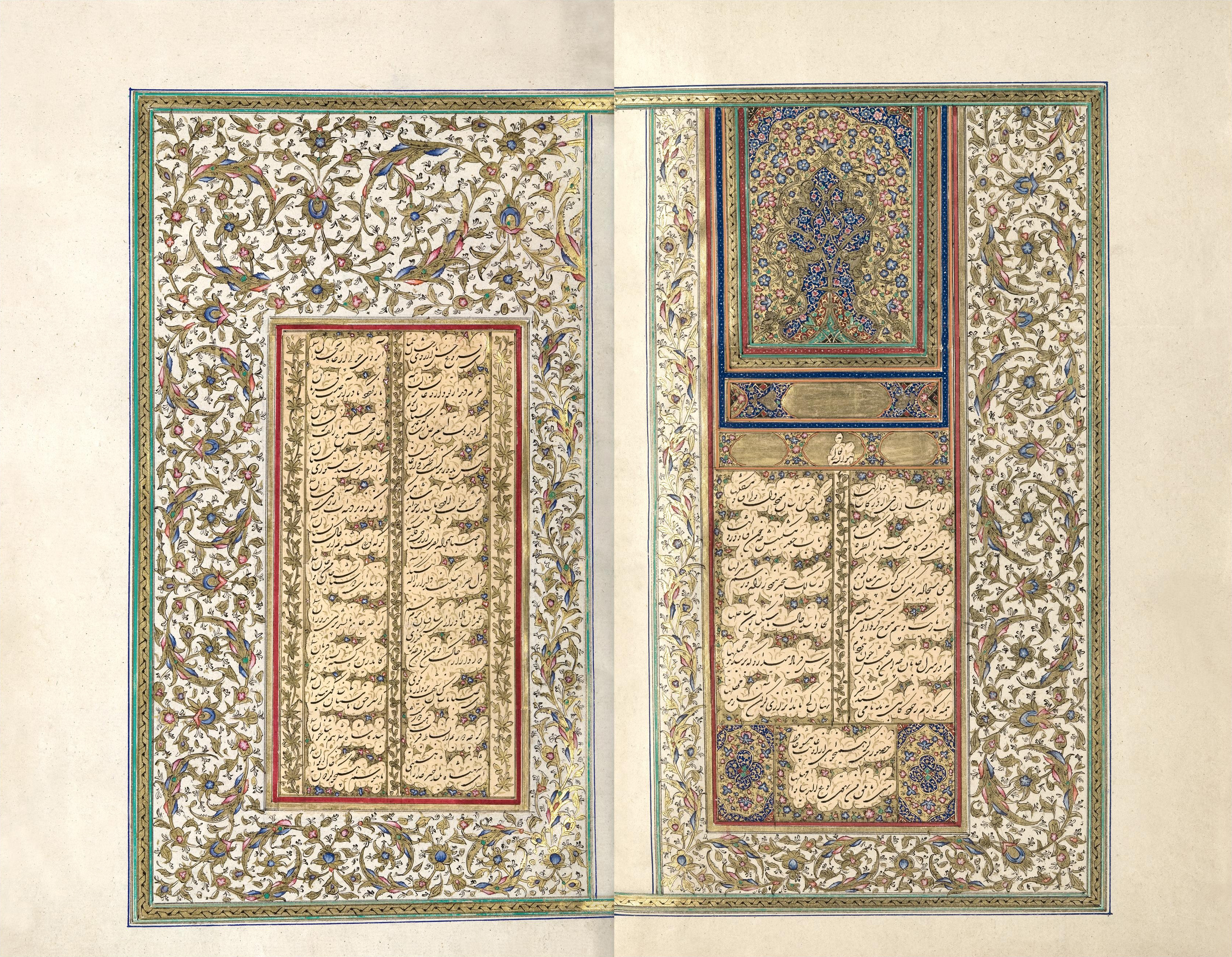
دو صفحه از نسخهٔ خطی دیوان حافظ، نگاه‌داری‌شده در گنجینهٔ کتابخانه و موزهٔ ملی ملک، تهران؛ ابعاد: ۱۳٫۸×۲۳٫۵ سانتی‌متر

منابع مربوط به حافظ و زندگی او را می‌توان به دو دسته تقسیم کرد:

### دربارهٔ حافظ
این دسته از منابع مستقیماً به حافظ و قسمت‌های مختلف زندگی او پرداخته‌اند.
- تولد و مرگ حافظ

دربارهٔ تولد و مرگ حافظ ابهامات زیادی وجود دارد چنان‌که در هیچ‌یک از کتاب‌های پس از سدهٔ نهم ه‍. ق، اشاره‌ای به زمان تولد حافظ نشده است. اولین منبعی که تاریخِ وفاتِ حافظ در آن نوشته شده، کتابِ لطایف اشرفی است که آن را ۷۹۲ ه‍.ق می‌داند. این کتاب که پیرامون افکار و رفتارِ شیخ اشرفُ‌الدّین جهانگیر سمنانی در اواخر سدهٔ هشتم ه‍.ق نوشته شده است. دیگر آثاری که این تاریخ را ذکر می‌کنند عبارتند از: مُجمَلِ فَصیحی، نَفَحاتُ الْاُنْس، هفت اِقلیم، مَجالِسُ الْمُؤمِنین، خِیرُ الْبَیان، مَجمَعُ النَّفائِس، نَشْتَرِ عشق، نَتایِجُ الْاَفکار و سفینَةُالْاُولیاء. تَذکَرهٔ مِیْخانه نوشتهٔ مُلّا عبدُالنَّبی فخرُالزَّمانی قزوینی در سدهٔ یازدهم ه‍.ق از جمله منابعی است که تاریخِ وفاتِ حافظ را سال ۷۹۱ ه‍.ق ذکر کرده است. این کتاب نخستین تذکرهٔ دربردارندهٔ زندگی‌نامهٔ ساقی‌نامه‌سرایان است و فخرالزّمانی از این اثر به‌عنوان «حاصل عمرِ» خود یاد می‌کند. این تاریخ در سُلَّمُ السَّمٰوات، ریاضُ الْفِردُوس خانی، بهارستانِ سخن، مُنتَخَبُ اللَّطایِف، ریاضُ الْعارِفین، مَجمَعُ الْفُصَحاء، ریاض العارفین لَکْهْنَوی، تَذکِرَةُالشُّعَراء موفرخ‌آبادی، تذکرهٔ عَلَوی و خُلاصَةُالْاَشعار نیز آمده است. در بعضی منابع سال درگذشت ۷۹۲ ه‍.ق آمده اما آن را برابر با ماده‌تاریخ «خاک مصلی» — که ۷۹۱ است — دانسته‌اند که عبارتند از: هفت اقلیم، ریاضُ الشُّعَراء، خلاصةالافکار، شمعِ انجمن و آفتابِ عالمتاب. دولتشاه سمرقندی تذکره‌نویس سدهٔ نهم ه‍.ق نیز تاریخ وفات حافظ را سال ۷۹۴ ه‍.ق می‌داند. ریْحانَةُالْاَدَب نیز سال درگذشت را ۷۹۱، ۷۹۲ و ۷۹۴ ه‍.ق آورده است.
- افسانه‌های زندگی حافظ

اصالت خانوادگی حافظ در تذکره‌ها مورد بحث و اختلاف است. بعضی منابع مانند تذکرهٔ میخانه او را از کوهپایهٔ اصفهان و بعضی دیگر مانند سلّم السّموات، مِرْآتُ الْفَصاحه و مجمع الفصحاء از همدان دانسته‌اند. تذکرهٔ میخانه نقش بزرگی در آفرینشِ افسانه‌های زندگیِ حافظ داشته به‌گونه‌ای‌که در قسمتی از کتاب نقل شده که حافظ در شب بیست‌وسومِ ماه رمضان و به‌دست علی بن ابی‌طالب شاعر شده است. یکی دیگر از افسانه‌های زندگی حافظ، دیدار با تیمور است. این افسانه اولین بار در کتاب اَنیسُ النّاس مطرح شده است. فردی به نام «شجاع» این کتاب را در سال ۸۳۰ ه‍.ق نوشته است. به گمان بسیار این افسانه از همین کتاب در تذکره‌های فارسی آمده است. این تذکره‌ها عبارتند از: تذکرهٔ دولتشاه، مِرآتُ الْاَدوار، سلّم السّموات، ریاض الفردوس خانی، بهارستان سخن، تذکرهٔ حسینی، آتشکدهٔ آذر، مَخزَنُ الْغَرائِب، منتخب اللّطایف، نشتر عشق، ریاض العارفین، مجمع الفصحاء، ریاض العارفین لکهنوی. در سدهٔ دهم کتاب مَجالِسُ الْعُشّاق نوشته شد. این کتاب با موضوعیت نسبت دادن معشوق مرد به شاهان و شاعران نوشته‌شده و مدعی شده است که حافظ نیز روزگاری عاشق پسر جوان و آهنگری بوده است. این موضوع بعداً نیز در تذکره خلاصةالاشعار دوباره ذکر شده است.
- گردآورندهٔ دیوان حافظ

لطایف اشرفی نخستین کتابی است که دربارهٔ گردآورندهٔ اشعار حافظ سخن می‌گوید و مدعی است که حاجی قوام جامع دیوان حافظ بوده است. در تذکرهٔ دولتشاه نیز چنین آمده است. بهارستان سخن و خلاصةالاشعار نیز «معتقدان و مصاحبان» حافظ را جامع دیوان او می‌دانند و این روایت معروف که محمد گلندام جامع دیوان بوده در هیچ‌کدام از تذکره‌های اولیه نیامده است و گلندام در مقدمه‌ای که بر دیوان حافظ نوشته، خودش را جامع دیوان معرفی کرده است. ریحانةالادب، حاجی قوام و گلندام هردو جامع دیوان دانسته شده‌اند.
- عرفان و آیین حافظ

لطایف اشرفی طریقه عرفانی حافظ را اویسی می‌داند و مجالس المؤمنین نیز حافظ را صوفی شمرده است که در جَواهِرُ الْاَسرار و عَرَفاتُ الْمُشتاقین نیز آمده است. جامی در نفحات الانس برای اولین بار دربارهٔ مراد داشتن حافظ ابراز تردید می‌کند. این موضوع در هفت اقلیم، خلاصةالاشعار و بهارستان هم تکرار شده است. دیگر منابعی که در این‌باره مطالبی دارند عبارتند از: نشتر عشق، مرآت آفتاب‌نما، تَذکِرةُالشُّعَرای موفرخ‌آبادی، تذکرهٔ عبدالقادر بداؤنی، نتایج الافکار و سفینةالاولیاء.
- دیدگاه تذکره‌نویسان دربارهٔ شعر حافظ

جامی در کتاب بهارستانش اشعار حافظ را «لطیف و مطبوع» و «قریب به سرحد اعجاز» توصیف کرده است. جامی در این کتاب غزلیات حافظ را با قصاید ظهیر برابر می‌داند و برخلاف سایر باورها، معتقد است که لسان‌الغیبیِ شعر حافظ از بی‌تکلفی شعر اوست. سادگی و بی‌تکلفی شعر حافظ در خلاصةالاشعار، تذکرة دولتشاه، سلّم السّموات، خَزانهٔ عامِره، نتایج الافکار و تذکرةالشعرای موفرخ‌آبادی نیز نمود دارد.
- تفأل به دیوان حافظ

در منابعی به ارتباط شعر حافظ و قرآن پرداخته شده که عبارتند از: سلّم السّموات، مجالس النفائس، جَواهِرُ الْاَخبار، خُلاصَةُالتَّواریخ، هفت اقلیم، خلاصةالاشعار، عرفات المشتاقین، تذکرهٔ میخانه، بهارستان سخن، تذکرهٔ حسینی، منتخب اللطایف و ریحانةالادب. دیارِ بَکْریه را در سال ۸۷۰ ه‍.ق ابوبکر طهرانی به‌دستور اوزون حسن‌بیک نوشت. این کتاب احتمالاً قدیمی‌ترین اثری است که به فال گرفتن از دیوان حافظ اشاره کرده است. نویسنده در این کتاب روایتی را نقل کرده که در آن خودش و وزیر محمدی میرزا بر سر موضوعی، دو مرتبه به دیوان حافظ تفأل می‌زنند و پس از مدتی با تعجب می‌بینند که همان شد که در فال آن‌ها آمده بود. در کتاب خلاصةالتواریخ به تألیف قاضی احمد بن شرف‌الدین الحسین الحسینی القومی ملقب به میر منشی نیز به این موضوع اشاره شده است. این کتاب که دربارهٔ تاریخ سدهٔ دهم ه‍.ق است، اشاره می‌کند که در سال ۹۸۵ ه‍.ق پادشاه وقت صاحب پسری می‌شود و نامش را با تفأل به دیوان حافظ و اَبُوالْفَوارِس شجاع‌الدین محمد می‌گذارد. این مطلب نیز در آثار خیرالبیان، لطائف الخیال، جامع مفیدی، تذکرهٔ حسینی، آفتاب عالمتاب، سفینةالاولیاء، مرآت الفصاحة و ریحانةالادب آمده است.
- استناد به اشعار

اولین جایی که به شعر حافظ استناد شده، نامه‌ای است که جلال‌الدین شاه‌شجاع به سلطان جلال‌الدین حسین جلایری نوشته و در نامه مصرع «کس چه می‌داند که پس پرده که خوب است و که زشت» آورده شده است.

### تاریخ روزگار حافظ
تاریخ وَصّاف (نوشتهٔ ۶۹۷ ه‍.ق) اثر شرفُ‌الدّین عبدالله بن فضل‌الله شیرازی (د. ۷۲۸ ه‍.ق) معروف به «وَصّافُ الْحَضرَه» و متخلّص به «شَرَف» است. شرف از مشاهیرِ دربارِ ایلخانی بود و این کتاب را در دنبالهٔ کتاب تاریخ جهان‌گشای (پایان‌یافتهٔ حدود ۶۵۸ ه‍.ق) نوشته است. رشیدُالدّین فضلُالله همدانی (د. ۷۱۸ ه‍.ق) یکی از چهره‌های عهد ایلخانان است که کتاب جامِعُ‌التَّواریخ (نوشتهٔ ۷۱۰ ه‍.ق) را تألیف کرده است. این کتاب از عمده‌ترین منابعِ تاریخِ مغول به‌شمار می‌آید. از دیگر متونِ مهم و معتبرِ تاریخیِ دوران مغول، مَجمَعُ‌الْاَنساب است. محمد بن علی بن محمد شَبانکاره‌ای (د. پس از ۷۴۳ ه‍.ق) که از شعرای دربار ابوسعید گورکانی بوده این کتاب را میان سال‌های ۷۳۳ تا ۷۳۶ ه‍.ق تألیف کرد و در سال ۷۴۴ ه‍.ق روایت دوم و اصلاح‌شدهٔ کتاب را به پایان رساند. در این کتاب اقتباس‌هایی از تاریخ جهانگشای جوینی (پایان‌یافتهٔ حدود ۶۵۸ ه‍.ق) وجود دارد اما بااین‌حال دربارهٔ تاریخ‌های محلیِ هرمز و لرستان و شبانکاره اطلاعاتی می‌دهد که در هیچ کتاب دیگری دیده نشده است. ابن بَطوطه (د. ۷۷۹ ه‍.ق) در سال ۷۲۵ ه‍.ق به‌هدف سیاحت، زادگاه خویش را ترک کرد و ۲۹ سال در سفر بود. او در طیِ مسافرتش، زندگی و اوضاعِ اجتماعیِ مردم را در سفرنامهٔ ابن بطوطه (پایان‌یافته در ۷۵۴ ه‍.ق) منعکس کرده است. محمد بن هِندوشاه نخجوانی (د. پیش از ۷۷۷ ه‍.ق) کتاب دَستورُ الْکاتِب فی تَعیینِ الْمَراتِب در عهدِ سلطان اویس جلایر (حک. ۷۵۷–۷۷۶ ه‍.ق) تألیف کرده است. این کتاب شرح جامعی بر اوضاعِ اداریِ آن زمان است و اطلاعات کاملی دربارهٔ انواعِ مالیات‌ها، نحوهٔ اخذِ مالیات، زمین‌داری و اراضیِ موقوفه ارائه می‌دهد. بَیاضِ تاجُ‌الدّین احمدِ وزیر به تألیف تاج‌الدین احمد وزیر (د. ۷۸۲ ه‍.ق) کتابی است که دربارهٔ وضعیتِ ادبی و علمیِ منطقهٔ فارس در سدهٔ هشتم و رجالِ آن زمان، اطلاعاتِ سودمندی دارد. شیرازنامه کتابی است که احمد بن اَبِی‌الْخِیر زرکوبِ شیرازی (د. ۷۸۹ ه‍.ق) آن را به‌شیوهٔ کتاب بغدادنامه و در سال ۷۴۴ ه‍.ق تألیف کرده است. این کتاب دربارهٔ جغرافیای شهر شیراز و شرح حالِ پادشاهان و امیرانِ فارس و علما و دانشمندانِ شیراز است. شهابُ‌الدّین عبدالله خوافی مشهور به حافظِ اَبرو (د. ۸۳۳ ه‍.ق) از مورخان نامیِ ایران است که در دورانِ فرمانرواییِ تیمور می‌زیسته است. کتاب جغرافیای حافظ ابرو (نوشته پس از ۸۱۷ ه‍.ق) یکی از کتاب‌های اوست که تأثیر حملهٔ مغول به شهرهای ایران را نشان می‌دهد و اماکن تاریخیِ اواخرِ دورهٔ ایلخانان را بررسی می‌کند. کتاب دیگر او ذِیْلِ جامِعُالتَّواریخِ رشیدی (نوشتهٔ ۸۲۰ ه‍.ق) نام دارد که این اثر را به دستورِ شاهرخ گورکانی در سال ۸۲۰ ه‍.ق نوشته است و در سال ۸۲۳ ه‍.ق به او تقدیم کرده است. تاریخ آلِ مُظَفَّر (نگارش از ۸۲۳ ه‍.ق) کتابی است به‌تألیف محمود کُتُبی و به حاشیه‌نویسی و اهتمام عبدالحسین نوایی است. این کتاب، شرح احوال حاکمانِ آل مظفّر است و حاصل خلاصه و روان‌سازیِ کتابِ مَواهبِ الهی (حدود ۷۶۷ ه‍.ق) و مشاهداتِ خودِ کُتُبی است. خودِ کتاب مواهب الهی را نیز معین‌الدین بن جلال‌الدین محمد معلم یزد (د. ۷۸۹ ه‍.ق) تألیف کرده است. این کتاب از جهت انشا، از متکلّف‌ترین آثارِ فارسی است. کتاب تاریخ یزد (نوشتهٔ ۸۴۵ ه‍.ق)، نخستین کتابی است که دربارهٔ یزد و اخبار آن در سدهٔ نهم ه‍.ق تألیف شده است.

### توضیحات
1. ↑  مسعودشاه در سال ۷۳۸ ه‍.ق بر غیاث‌الدین پیروزی یافت و شیراز را تسخیر کرد و در سال بعد، افزون بر حاکم شیراز، وزیر شاه جهان تیمور — ایلخان منصوب شیخ حسن بزرگ — شد. در ۷۴۰ ه‍.ق پیر حسین چوپانی شیراز را گرفت، اما کمی بعد با شورش مردم عقب‌نشینی کرد و مسعودشاه دوباره حاکم شد. ببینید: سجادی، «حافظ»، دائرةالمعارف اسلامی، ۱۹:‎ ۵۸۸.
2. ↑  منظور از کشاف، الکشاف عن حقیقة التنزیل اثر زمخشری است. ببینید: سجادی، «حافظ»، دائرةالمعارف اسلامی، ۱۹:‎ ۵۸۹.
3. ↑  هرچند پیش از غزنویان، به‌خاطر حضورِ سربازان ایرانی در سپاهِ مسلمانان، زبان فارسی به هند راه پیدا کرده بود، اما نفوذ زبان و ادب فارسی در شبه‌قارهٔ هند، به روزگار حکومت سلطان محمود غزنوی بازمی‌گردد که در پی تسلط بر آن سرزمین و آموختن آن زبان از سوی هندوان و برقراری سازمان‌های دیوانی در هند، رسمیت یافت. سپس‌تر و در سده‌های ششم و هفتم ه‍. ق، غوریان در گسترش آن در شبه‌قاره کوشیدند. حملهٔ مغول به ایران سببِ پناه بردنِ بسیاری از شاعران و دانشمندان ایرانی به هند شد. خلجیان نیز هرچند تُرک بودند، اما به ادب فارسی علاقمند بودند و شاعران بنام این دوران با دربار آنان ارتباط داشتند. در دوره‌های پسین مانند تغلقیان و بهمنیان نیز زبان و ادب فارسی رونق داشت، به‌گونه‌ای‌که بسیاری از شاعران و نویسندگان ایرانی در روزگار بهمنیان راهی دکن شدند و تحت پشتیبانی این حکومت قرار گرفتند. ببینید: وفایی، «حافظ در شبه‌قاره»، دانشنامهٔ حافظ، ۲:‎ ۸۳۸–۸۳۹.
4. ↑  ببینید: حافظ، حافظ، به سعی سایه، ۵۵۹.| گر مسلمانی ازین‌است که حافظ دارد |  | آه اگر از پیِ امروز بوَد فردایی |
5. ↑  ببینید: حافظ، حافظ، به سعی سایه، ۴۴۱.| خیز تا خرقهٔ صوفی به خرابات بریم |  | شطح و طامات به بازارِ خرافات بریم |
6. ↑  ببینید: حافظ، حافظ، به سعی سایه، ۲۴۷.| ز خانقاه به میخانه می‌رود حافظ |  | مگر ز مستیِ زهد و ریا به‌هوش آمد |
7. ↑  ببینید: حافظ، حافظ، به سعی سایه، ۸۶.| صوفی بیا که آینه صافی‌ست جام را |  | تا بنگری صفایِ میِ لعل‌فام را |
8. ↑  ببینید: حافظ، حافظ، به سعی سایه، ۳۷۶.| دل از جواهرِ مهرت چو صیقلی دارد |  | بوَد ز زنگِ حوادث هرآینه مصقول |
9. ↑  ببینید: حافظ، حافظ، به سعی سایه، ۱۸۳.| غیرتِ عشق زبانِ همه خاصان ببرید |  | کز کجا سرِّ غمش در دهنِ عام افتاد |
10. ↑  ببینید: حافظ، حافظ، به سعی سایه، ۲۴۰.| به‌کویِ عشق منه بی‌دلیلِ راه قدم |  | که من به‌خویش نمودم صد اهتمام و نشد |
11. ↑  در نسخهٔ ویراستهٔ سایه، دجّال‌فعل آمده است. ببینید: حافظ، حافظ، به سعی سایه، ۳۱۳.| کجاست صوفیِ دجّال‌فعلِ ملحدشکل |  | بگو بسوز که مهدیِّ دین‌پناه رسید |
12. ↑  ببینید: حافظ، حافظ، به سعی سایه، ۲۹۸.| واعظِ شهر چون مهرِ ملِک و شحنه گُزید |  | من اگر مهرِ نگاری بگزینم چه شود |
13. ↑  ببینید: حافظ، حافظ، به سعی سایه، ۱۲۱.| فقیهِ مدرسه دی مست بود و فتویٰ داد |  | که می حرام ولی به ز مالِ اوقاف است |
14. ↑  ببینید: حافظ، حافظ، به سعی سایه، ۴۱۰.| حافظ به‌زیرِ خرقه قدح تا به کی کشی |  | در بزمِ خواجه پرده ز کارت برافگنم |
15. ↑  ببینید: حافظ، حافظ، به سعی سایه، ۶۰۸.| باده‌نوشی که در او روی و ریایی نبوَد |  | بهتر از زهدفروشی که در او روی و ریاست |
16. ↑  ببینید: حافظ، حافظ، به سعی سایه، ۳۷۱.| می خور که شیخ و حافظ و مفتیّ و محتسب |  | چون نیک بنگری همه تزویر می‌کنند |
17. ↑  به‌عنوان نمونه ببینید: حافظ، حافظ، به سعی سایه، ۳۷۸.| بادهٔ گلرنگِ تلخِ تیزِ خوشخوارِ سبک |  | نُقلش از لعلِ نگار و نَقلش از یاقوتِ خام |
18. ↑  ببینید: حافظ، حافظ، به سعی سایه، ۳۳۸.| قصرِ فردوس به پاداشِ عمل می‌بخشند |  | ما که رندیم و گدا دیرِ مغان ما را بس |
19. ↑  به‌عنوان نمونه ببینید: حافظ، حافظ، به سعی سایه، ۳۱۱.| رسید مژده که آمد بهار و سبزه دمید |  | وظیفه گر برسد مصرفش گل است و نبید |
20. ↑  بر پایهٔ تاریخ قمری
21. ↑  بر پایهٔ تاریخ خورشیدی

### ارجاعات
1. ↑  صفا، تاریخ ادبیان ایران، ۳:‎ ۸.
2. ↑  صفا، تاریخ ادبیان ایران، ۳:‎ ۱۰–۱۱.
3. ↑  صفا، تاریخ ادبیان ایران، ۳:‎ ۱۸.
4. ↑  Shapur Shahbazi, “Shiraz i. History to 1940”, Iranica.
5. ↑  راوندی، تاریخ اجتماعی ایران، ۳۷–۳۸.
6. ↑  بلوکباشی، «حافظ»، دائرةالمعارف اسلامی، ۱۹:‎ ۶۵۹.
7. ↑  راوندی، تاریخ اجتماعی ایران، ۳۷–۴۰.
8. ↑  Roemer, “The Jalayirids, Muzaffarids and Sarbadars”, History of Iran, 13–16.
9. ↑  Khorramshahi, “Hafez ii. Hafez’s Life and Times”, Iranica.
10. ↑  Schimmel, “Ḥāfiẓ and His Contemporaries”, History of Iran, 929–930.
11. ↑  صفا، تاریخ ادبیات، ۳:‎ ۳۱۷–۳۲۳.
12. ↑  Wickens, “Ḥāfiẓ”, Encyclopedia of Islam 2.
13. ↑  سجادی، «حافظ»، دائرةالمعارف اسلامی، ۱۹:‎ ۵۸۶.
14. ↑  Khorramshahi, “Hafez ii. Hafez’s Life and Times”, Iranica.
15. ↑  Wickens, “Ḥāfiẓ”, Encyclopedia of Islam 2.
16. ↑  پورنامداریان، «حافظ»، دانشنامهٔ زبان، ۲:‎ ۶۳۷.
17. ↑  Khorramshahi, “Hafez ii. Hafez’s Life and Times”, Iranica.
18. ↑  مجتبائی، «حافظ»، دانشنامهٔ جهان اسلام.
19. ↑  سجادی، «حافظ»، دائرةالمعارف اسلامی، ۱۹:‎ ۵۸۷.
20. ↑  مجتبائی، «حافظ»، دانشنامهٔ جهان اسلام.
21. ↑  سجادی، «حافظ»، دائرةالمعارف اسلامی، ۱۹:‎ ۵۸۷–۵۸۸.
22. ↑  سجادی، «حافظ»، دائرةالمعارف اسلامی، ۱۹:‎ ۵۸۸.
23. ↑  Khorramshahi, “Hafez ii. Hafez’s Life and Times”, Iranica.
24. ↑  سجادی، «حافظ»، دائرةالمعارف اسلامی، ۱۹:‎ ۵۸۶.
25. ↑  Khorramshahi, “Hafez ii. Hafez’s Life and Times”, Iranica.
26. ↑  بلوکباشی، «خوش‌آوازی حافظ»، دانشنامهٔ حافظ، ۲:‎ ۹۹۷.
27. ↑  سجادی، «حافظ»، دائرةالمعارف اسلامی، ۱۹:‎ ۵۸۶.
28. ↑  صفا، تاریخ ادبیات، ۳:‎ ۱۰۶۵.
29. ↑  سجادی، «حافظ»، دائرةالمعارف اسلامی، ۱۹:‎ ۵۸۶.
30. ↑  Khorramshahi, “Hafez ii. Hafez’s Life and Times”, Iranica.
31. ↑  سجادی، «حافظ»، دائرةالمعارف اسلامی، ۱۹:‎ ۵۸۶.
32. ↑  صفا، تاریخ ادبیات، ۳:‎ ۱۰۶۶.
33. ↑  سجادی، «حافظ»، دائرةالمعارف اسلامی، ۱۹:‎ ۵۸۷.
34. ↑  مجتبائی، «حافظ»، دانشنامهٔ جهان اسلام.
35. ↑  سجادی، «حافظ»، دائرةالمعارف اسلامی، ۱۹:‎ ۵۸۷.
36. ↑  زرین‌کوب، از کوچهٔ رندان، ۱۵.
37. ↑  سجادی، «حافظ»، دائرةالمعارف اسلامی، ۱۹:‎ ۵۸۷.
38. ↑  صفا، تاریخ ادبیات، ۳:‎ ۱۰۶۶.
39. ↑  سجادی، «حافظ»، دائرةالمعارف اسلامی، ۱۹:‎ ۵۸۷.
40. ↑  مجتبائی، «حافظ»، دانشنامهٔ جهان اسلام.
41. ↑  زرین‌کوب، از کوچهٔ رندان، ۱۳.
42. ↑  سجادی، «حافظ»، دائرةالمعارف اسلامی، ۱۹:‎ ۵۸۷.
43. ↑  Wickens, “Ḥāfiẓ”, Encyclopedia of Islam 2.
44. ↑  پورنامداریان، «حافظ»، دانشنامهٔ زبان، ۲:‎ ۶۳۸.
45. ↑  Khorramshahi, “Hafez ii. Hafez’s Life and Times”, Iranica.
46. ↑  Wickens, “Ḥāfiẓ”, Encyclopedia of Islam 2.
47. ↑  Wickens, “Ḥāfiẓ”, Encyclopedia of Islam 2.
48. ↑  Khorramshahi, “Hafez ii. Hafez’s Life and Times”, Iranica.
49. ↑  سجادی، «حافظ»، دائرةالمعارف اسلامی، ۱۹:‎ ۵۸۸.
50. ↑  مجتبائی، «حافظ»، دانشنامهٔ جهان اسلام.
51. ↑  سجادی، «حافظ»، دائرةالمعارف اسلامی، ۱۹:‎ ۵۸۸.
52. ↑  سجادی، «حافظ»، دائرةالمعارف اسلامی، ۱۹:‎ ۵۸۹.
53. ↑  سجادی، «حافظ»، دائرةالمعارف اسلامی، ۱۹:‎ ۵۸۹.
54. ↑  مجتبائی، «حافظ»، دانشنامهٔ جهان اسلام.
55. ↑  سجادی، «حافظ»، دائرةالمعارف اسلامی، ۱۹:‎ ۵۸۹.
56. ↑  سجادی، «حافظ»، دائرةالمعارف اسلامی، ۱۹:‎ ۵۸۹.
57. ↑  مجتبائی، «حافظ»، دانشنامهٔ جهان اسلام.
58. ↑  سجادی، «حافظ»، دائرةالمعارف اسلامی، ۱۹:‎ ۵۸۹.
59. ↑  سجادی، «حافظ»، دائرةالمعارف اسلامی، ۱۹:‎ ۵۸۹.
60. ↑  Wickens, “Ḥāfiẓ”, Encyclopedia of Islam 2.
61. ↑  صفا، تاریخ ادبیات، ۳:‎ ۱۰۷۱.
62. ↑  مجتبائی، «حافظ»، دانشنامهٔ جهان اسلام.
63. ↑  سجادی، «حافظ»، دائرةالمعارف اسلامی، ۱۹:‎ ۵۸۷.
64. ↑  Khorramshahi, “Hafez ii. Hafez’s Life and Times”, Iranica.
65. ↑  سجادی، «حافظ»، دائرةالمعارف اسلامی، ۱۹:‎ ۵۸۷.
66. ↑  سجادی، «حافظ»، دائرةالمعارف اسلامی، ۱۹:‎ ۵۸۷.
67. ↑  مجتبائی، «حافظ»، دانشنامهٔ جهان اسلام.
68. ↑  سجادی، «حافظ»، دائرةالمعارف اسلامی، ۱۹:‎ ۵۸۷.
69. ↑  سجادی، «حافظ»، دائرةالمعارف اسلامی، ۱۹:‎ ۵۹۱.
70. ↑  مجتبائی، «حافظ»، دانشنامهٔ جهان اسلام.
71. ↑  سجادی، «حافظ»، دائرةالمعارف اسلامی، ۱۹:‎ ۵۹۲.
72. ↑  مجتبائی، «حافظ»، دانشنامهٔ جهان اسلام.
73. ↑  سجادی، «حافظ»، دائرةالمعارف اسلامی، ۱۹:‎ ۵۹۲.
74. ↑  مجتبائی، «حافظ»، دانشنامهٔ جهان اسلام.
75. ↑  سجادی، «حافظ»، دائرةالمعارف اسلامی، ۱۹:‎ ۵۹۲.
76. ↑  سجادی، «حافظ»، دائرةالمعارف اسلامی، ۱۹:‎ ۵۹۲.
77. ↑  مجتبائی، «حافظ»، دانشنامهٔ جهان اسلام.
78. ↑  سجادی، «حافظ»، دائرةالمعارف اسلامی، ۱۹:‎ ۵۹۲.
79. ↑  سجادی، «حافظ»، دائرةالمعارف اسلامی، ۱۹:‎ ۵۹۲.
80. ↑  مجتبائی، «حافظ»، دانشنامهٔ جهان اسلام.
81. ↑  معین، حافظ شیرین‌سخن، ۱:‎ ۴۹۷–۴۹۸.
82. ↑  de Bruijn, “Hafez iii. Hafez’s Poetic Art”, Iranica.
83. ↑  Wickens, “Ḥāfiẓ”, Encyclopedia of Islam 2.
84. ↑  Wickens, “Ḥāfiẓ”, Encyclopedia of Islam 2.
85. ↑  سجادی، «حافظ»، دائرةالمعارف اسلامی، ۱۹:‎ ۵۹۰.
86. ↑  سجادی، «حافظ»، دائرةالمعارف اسلامی، ۱۹:‎ ۵۹۰–۵۹۱.
87. ↑  سجادی، «حافظ»، دائرةالمعارف اسلامی، ۱۹:‎ ۵۹۱.
88. ↑  سجادی، «حافظ»، دائرةالمعارف اسلامی، ۱۹:‎ ۵۹۱.
89. ↑  سجادی، «حافظ»، دائرةالمعارف اسلامی، ۱۹:‎ ۵۸۸.
90. ↑  مجتبائی، «حافظ»، دانشنامهٔ جهان اسلام.
91. ↑  سجادی، «حافظ»، دائرةالمعارف اسلامی، ۱۹:‎ ۵۸۸.
92. ↑  سجادی، «حافظ»، دائرةالمعارف اسلامی، ۱۹:‎ ۵۸۸.
93. ↑  مرتضوی، مکتب حافظ، ۱:‎ ۱۱۶–۱۱۷.
94. ↑  مجتبائی، «حافظ»، دانشنامهٔ جهان اسلام.
95. ↑  مرتضوی، مکتب حافظ، ۱:‎ ۱۱۷.
96. ↑  معین، حافظ شیرین‌سخن، ۱:‎ ۳۶۰.
97. ↑  معین، حافظ شیرین‌سخن، ۱:‎ ۳۵۹.
98. ↑  دشتی، کاخ ابداع، ۱۷.
99. ↑  معین، حافظ شیرین‌سخن، ۱:‎ ۳۵۰.
100. ↑  ریپکا، تاریخ ادبیات ایران، ۱:‎ ۴۸۴.
101. ↑  معین، حافظ شیرین‌سخن، ۱:‎ ۳۵۹.
102. ↑  مرتضوی، مکتب حافظ، ۱:‎ ۱۳۵–۱۶۵.
103. ↑  معین، حافظ شیرین‌سخن، ۱:‎ ۳۶۲–۳۶۵.
104. ↑  دشتی، کاخ ابداع، ۱۸.
105. ↑  ثبوت، «حافظ»، دانشنامهٔ جهان اسلام.
106. ↑  ریپکا، تاریخ ادبیات ایران، ۱:‎ ۴۸۴.
107. ↑  مجتبائی، «حافظ»، دانشنامهٔ جهان اسلام.
108. ↑  خرمشاهی، چهارده روایت، ۸.
109. ↑  ریپکا، تاریخ ادبیات ایران، ۱:‎ ۴۸۰–۴۸۱.
110. ↑  مرتضوی، مکتب حافظ، ۱:‎ ۱۱۷.
111. ↑  مرتضوی، مکتب حافظ، ۱:‎ ۱۱۸–۱۲۰.
112. ↑  de Fouchécour, “Hāfiz”, Encyclopedia of Islam 3.
113. ↑  Yarshater, “Hafez i. An Overview”, Iranica.
114. ↑  Yarshater, “Hafez i. An Overview”, Iranica.
115. ↑  مرتضوی، مکتب حافظ، ۱:‎ ۱۳۵–۱۶۵.
116. ↑  دادبه، «حافظ»، دائرةالمعارف اسلامی، ۱۹:‎ ۵۹۴.
117. ↑  خرمشاهی، چهارده روایت، ۵.
118. ↑  Lewis, “Hafez viii. Hafez and Rendi”, Iranica.
119. ↑  دادبه، «حافظ»، دائرةالمعارف اسلامی، ۱۹:‎ ۵۹۶.
120. ↑  Lewis, “Hafez viii. Hafez and Rendi”, Iranica.
121. ↑  دادبه، «حافظ»، دائرةالمعارف اسلامی، ۱۹:‎ ۶۳۴.
122. ↑  Lewis, “Hafez viii. Hafez and Rendi”, Iranica.
123. ↑  Lewis, “Hafez viii. Hafez and Rendi”, Iranica.
124. ↑  مسعودی آرانی، «حافظ»، دائرةالمعارف اسلامی، ۱۹:‎ ۶۴۵.
125. ↑  Lewis, “Hafez ix. Hafez and Music”, Iranica.
126. ↑  مسعودی آرانی، «حافظ»، دائرةالمعارف اسلامی، ۱۹:‎ ۶۴۵–۶۴۶.
127. ↑  مسعودی آرانی، «حافظ»، دائرةالمعارف اسلامی، ۱۹:‎ ۶۴۶.
128. ↑  مسعودی آرانی، «حافظ»، دائرةالمعارف اسلامی، ۱۹:‎ ۶۴۶–۶۴۷.
129. ↑  Lewis, “Hafez ix. Hafez and Music”, Iranica.
130. ↑  Lewis, “Hafez ix. Hafez and Music”, Iranica.
131. ↑  مسعودی آرانی، «حافظ»، دائرةالمعارف اسلامی، ۱۹:‎ ۶۴۷–۶۴۸.
132. ↑  مسعودی آرانی، «حافظ»، دائرةالمعارف اسلامی، ۱۹:‎ ۶۴۸–۶۴۹.
133. ↑  مسعودی آرانی، «حافظ»، دائرةالمعارف اسلامی، ۱۹:‎ ۶۴۹–۶۵۰.
134. ↑  de Bruijn, “Hafez iii. Hafez’s Poetic Art”, Iranica.
135. ↑  Wickens, “Ḥāfiẓ”, Encyclopedia of Islam 2.
136. ↑  de Bruijn, “Hafez iii. Hafez’s Poetic Art”, Iranica.
137. ↑  de Bruijn, “Hafez iii. Hafez’s Poetic Art”, Iranica.
138. ↑  Wickens, “Ḥāfiẓ”, Encyclopedia of Islam 2.
139. ↑  ریپکا، تاریخ ادبیات ایران، ۱:‎ ۴۷۹.
140. ↑  Wickens, “Ḥāfiẓ”, Encyclopedia of Islam 2.
141. ↑  de Bruijn, “Hafez iii. Hafez’s Poetic Art”, Iranica.
142. ↑  Wickens, “Ḥāfiẓ”, Encyclopedia of Islam 2.
143. ↑  de Bruijn, “Hafez iii. Hafez’s Poetic Art”, Iranica.
144. ↑  شمیسا، «حافظ»، دائرةالمعارف اسلامی، ۱۹:‎ ۶۵۶–۶۵۷.
145. ↑  خرمشاهی، حافظ‌نامه، ۱:‎ ۳۴.
146. ↑  ریپکا، تاریخ ادبیات ایران، ۱:‎ ۴۸۵.
147. ↑  صفا، تاریخ ادبیات، ۳:‎ ۱۰۷۳.
148. ↑  شمیسا، «حافظ»، دائرةالمعارف اسلامی، ۱۹:‎ ۶۵۶–۶۵۷.
149. ↑  شمیسا، سیر غزل در شعر فارسی، ۱۳۳.
150. ↑  نصر اصفهانی، «کرشمهٔ معشوقی در دیوان حافظ»، جامعه‌شناسی کاربردی.
151. ↑  شمیسا، سیر غزل در شعر فارسی، ۱۳۹–۱۴۱.
152. ↑  شمیسا، سیر غزل در شعر فارسی، ۱۳۳–۱۳۴.
153. ↑  de Bruijn, “Hafez iii. Hafez’s Poetic Art”, Iranica.
154. ↑  شمیسا، «حافظ»، دائرةالمعارف اسلامی، ۱۹:‎ ۶۵۷–۶۵۸.
155. ↑  شمیسا، «حافظ»، دائرةالمعارف اسلامی، ۱۹:‎ ۶۵۸–۶۵۹.
156. ↑  ریپکا، تاریخ ادبیات ایران، ۱:‎ ۴۸۵.
157. ↑  مجتبائی، «حافظ»، دانشنامهٔ جهان اسلام.
158. ↑  شمیسا، سیر غزل در شعر فارسی، ۱۳۲.
159. ↑  خرمشاهی، «حافظ»، دائرةالمعارف اسلامی، ۱۹:‎ ۶۳۶.
160. ↑  خرمشاهی، «حافظ»، دانشنامهٔ زبان، ۲:‎ ۶۵۴.
161. ↑  خرمشاهی، «حافظ»، دائرةالمعارف اسلامی، ۱۹:‎ ۶۳۶–۶۳۷.
162. ↑  خرمشاهی، «حافظ»، دائرةالمعارف اسلامی، ۱۹:‎ ۶۳۷–۶۳۸.
163. ↑  پاکتچی، «حافظ»، دائرةالمعارف اسلامی، ۱۹:‎ ۶۳۹.
164. ↑  دادبه، «حافظ»، دائرةالمعارف اسلامی، ۱۹:‎ ۶۰۱.
165. ↑  دادبه، «حافظ»، دائرةالمعارف اسلامی، ۱۹:‎ ۶۰۱–۶۰۳.
166. ↑  دادبه، «حافظ»، دائرةالمعارف اسلامی، ۱۹:‎ ۶۰۳.
167. ↑  وفایی، «ابن عربی و حافظ»، دانشنامهٔ حافظ، ۱:‎ ۸۶–۹۱.
168. ↑  مختاری، «ابن فارض و حافظ»، دانشنامهٔ حافظ، ۱:‎ ۹۲–۱۰۱.
169. ↑  دادبه، «حافظ»، دائرةالمعارف اسلامی، ۱۹:‎ ۵۹۸–۵۹۹.
170. ↑  دادبه، «حافظ»، دائرةالمعارف اسلامی، ۱۹:‎ ۵۹۹–۶۰۰.
171. ↑  دادبه، «حافظ»، دائرةالمعارف اسلامی، ۱۹:‎ ۶۰۳–۶۰۴.
172. ↑  خرمشاهی، ذهن و زبان حافظ، ۱۹.
173. ↑  دادبه، «حافظ»، دائرةالمعارف اسلامی، ۱۹:‎ ۶۰۴.
174. ↑  دادبه، «حافظ»، دائرةالمعارف اسلامی، ۱۹:‎ ۶۰۴–۶۰۵.
175. ↑  شمیسا، سیر غزل در شعر فارسی، ۱۳۲.
176. ↑  Yarshater, “Hafez i. An Overview”, Iranica.
177. ↑  Yarshater, “Hafez i. An Overview”, Iranica.
178. ↑  معین، حافظ شیرین‌سخن، ۲:‎ ۶۸۴.
179. ↑  معین، حافظ شیرین‌سخن، ۲:‎ ۶۸۹–۶۹۰.
180. ↑  معین، حافظ شیرین‌سخن، ۲:‎ ۷۰۸–۷۰۹.
181. ↑  معین، حافظ شیرین‌سخن، ۲:‎ ۷۱۰–۷۴۱.
182. ↑  شمیسا، سیر غزل در شعر فارسی، ۱۴۷.
183. ↑  شمیسا، سیر غزل در شعر فارسی، ۱۴۲–۱۴۴.
184. ↑  شمیسا، سیر غزل در شعر فارسی، ۱۹۶.
185. ↑  شمیسا، سیر غزل در شعر فارسی، ۲۰۳–۲۰۵.
186. ↑  بیات، «حافظ»، دائرةالمعارف اسلامی، ۱۹:‎ ۶۷۲–۶۷۶.
187. ↑  ثبوت، «حافظ»، دانشنامهٔ جهان اسلام.
188. ↑  آذرنوش، «حافظ»، دائرةالمعارف اسلامی، ۱۹:‎ ۶۷۷–۶۸۰.
189. ↑  هاشم‌پور سبحانی، «حافظ»، دائرةالمعارف اسلامی، ۱۹:‎ ۷۱۰–۷۱۳.
190. ↑  نیکنام، کتابشناسی حافظ، ۱–۲۴۰.
191. ↑  ثبوت، «حافظ»، دانشنامهٔ جهان اسلام.
192. ↑  بیات، «حافظ»، دائرةالمعارف اسلامی، ۱۹:‎ ۶۷۲–۶۷۳.
193. ↑  ثبوت، «حافظ»، دانشنامهٔ جهان اسلام.
194. ↑  بیات، «حافظ»، دائرةالمعارف اسلامی، ۱۹:‎ ۶۷۳.
195. ↑  ثبوت، «حافظ»، دانشنامهٔ جهان اسلام.
196. ↑  دشتی، کاخ ابداع، ۲۸.
197. ↑  ناتل خانلری، دیوان حافظ، ۲:‎ ۱۰۹۴.
198. ↑  Yarshater, “Hafez i. An Overview”, Iranica.
199. ↑  Yarshater, “Hafez i. An Overview”, Iranica.
200. ↑  حافظ، حافظ، به سعی سایه، ۱۷۸.
201. ↑  Yarshater, “Hafez i. An Overview”, Iranica.
202. ↑  Yarshater, “Hafez i. An Overview”, Iranica.
203. ↑  ریپکا، تاریخ ادبیات ایران، ۱:‎ ۴۷۴.
204. ↑  خرمشاهی، حافظ حافظهٔ ماست، ۱۸۶–۱۸۷.
205. ↑  حاجیان و  احمدی، «سیر مقالات حافظ‌پژوهی»، مطالعات ایرانی.
206. ↑  کمالی سروستانی، «چاپ آثار حافظ‌پژوهانه»، دانشنامهٔ حافظ، ۲:‎ ۷۲۳.
207. ↑  خرمشاهی، حافظ حافظهٔ ماست، ۱۸۶–۱۸۸.
208. ↑  نیازکار، «یادروز حافظ»، دانشنامهٔ حافظ، ۴:‎ ۲۶۲۶.
209. ↑  وحیدنیا، «کنگره جهانی سعدی و حافظ»، وحید.
210. ↑  یغمایی، «کنگره جهانی سعدی و حافظ»، یغما.
211. ↑  وحیدنیا، «کنگره جهانی سعدی و حافظ»، وحید.
212. ↑  یغمایی، «کنگره جهانی سعدی و حافظ»، یغما.
213. ↑  ضیاء، «مقالاتی دربارهٔ زندگی و شعر حافظ»، دانشنامهٔ حافظ، ۴:‎ ۲۳۴۲.
214. ↑  UNESCO, Records of the General Conference, 1:‎ 93.
215. ↑  کمیسیون ملی یونسکو در ایران، «پیشگفتار»، سخن اهل دل.
216. ↑  ضیاء، «سخن اهل دل»، دانشنامهٔ حافظ، ۳:‎ ۱۳۳۵.
217. ↑  نیازکار، «یادروز حافظ»، دانشنامهٔ حافظ، ۴:‎ ۲۶۲۵–۲۶۲۷.
218. ↑  رستگاری، «مرکز حافظ‌شناسی»، دانشنامهٔ حافظ، ۴:‎ ۲۲۷۴–۲۲۷۵.
219. ↑  «نشان درجه‌یک علمی حافظ‌شناسی – مرکز حافظ‌شناسی». دریافت‌شده در ۲۰۲۲-۰۳-۲۶.
220. ↑  «نشان درجه یک علمی حافظ‌شناسی به پروفسور حجابی کرلانگیچ از ترکیه رسید». ایرنا. ۲۰۲۱-۱۰-۱۲. دریافت‌شده در ۲۰۲۲-۰۳-۲۶.
221. ↑  کفاش و  رادفر، «حافظ در تواریخ»، دانشنامهٔ حافظ، ۲:‎ ۸۰۷–۸۰۸.
222. ↑  کفاش و  رادفر، «حافظ در تواریخ»، دانشنامهٔ حافظ، ۲:‎ ۸۰۸–۸۰۹.
223. ↑  کفاش و  رادفر، «حافظ در تواریخ»، دانشنامهٔ حافظ، ۲:‎ ۸۰۹.
224. ↑  کفاش و  رادفر، «حافظ در تواریخ»، دانشنامهٔ حافظ، ۲:‎ ۸۰۹–۸۱۰.
225. ↑  غنی، تاریخ عصر حافظ، ۴۹.
226. ↑  کفاش و  رادفر، «حافظ در تواریخ»، دانشنامهٔ حافظ، ۲:‎ ۸۱۲–۸۱۳.
227. ↑  کفاش و  رادفر، «حافظ در تواریخ»، دانشنامهٔ حافظ، ۲:‎ ۸۱۷.
228. ↑  خواجه‌نوری، «منبع‌شناسی تاریخ ایران»، کتاب ماه تاریخ و جغرافیا.
229. ↑  غنی، تاریخ عصر حافظ، ۳۱.
230. ↑  خواجه‌نوری، «منبع‌شناسی تاریخ ایران»، کتاب ماه تاریخ و جغرافیا.
231. ↑  غنی، تاریخ عصر حافظ، ۳۸.
232. ↑  خواجه‌نوری، «منبع‌شناسی تاریخ ایران»، کتاب ماه تاریخ و جغرافیا.
233. ↑  غنی، تاریخ عصر حافظ، ۳۲.
234. ↑  خواجه‌نوری، «منبع‌شناسی تاریخ ایران»، کتاب ماه تاریخ و جغرافیا.